# Liste der Kinos im Berliner Bezirk Tempelhof-Schöneberg
Die Liste der Kinos im Berliner Bezirk Tempelhof-Schöneberg gibt eine Übersicht aller Kinos, die im Berliner Bezirk Tempelhof-Schöneberg existiert haben oder noch existieren. In der Liste sind die Ortsteile entsprechend der Bezirksgrenzen seit der Reform 2001 beachtet und alphabetisch vorsortiert: Friedenau, Lichtenrade, Mariendorf, Marienfelde, Schöneberg, Tempelhof. Die Liste wurde nach Angaben aus den Recherchen im Kino-Wiki aufgebaut und mit Zusammenhängen der Berliner Kinogeschichte aus weiteren historischen und aktuellen Bezügen verknüpft. Sie spiegelt den Stand der in Berlin jemals vorhanden gewesenen Filmvorführeinrichtungen als auch die Situation im Januar 2020 wider. Danach gibt es in Berlin 92 Spielstätten, was Platz eins in Deutschland bedeutet, gefolgt von München (38), Hamburg (28), Dresden (18) sowie Köln und Stuttgart (je 17). 
Gleichzeitig ist diese Zusammenstellung ein Teil der Listen aller Berliner Kinos und der Ortsteillisten.

## Einleitung
Die Geschichte der Kinos im Bezirk spiegelt die Bevölkerungsentwicklung wider. Schöneberg mit Friedenau gehörte eher zur Innenstadt, während die Ortsteile im 1920 gebildeten Verwaltungsbezirk Tempelhof von Kreuzberg aus nach Süden besiedelt wurden. Nicht zu vergessen, dass die Stadt Schöneberg bis 1920 nur ein Vorort war. Im ehemaligen Bezirk Schöneberg sind 67 Kinos, im Ex-Bezirk Tempelhof 25 nachweisbar. Oft wurden in den 1960er Jahren geschlossene Kinos zu Einkaufsstätten umgestaltet und in einigen Supermärkten (wie dem „LPG“ oder dem „Denn’s“) lassen sich bei einem Blick an die Raumdecke Details der vormaligen „Lichtspiel-Herrlichkeit“ entdecken. Nach den Kriegsjahren entstanden einige speziell als Kinobau projektierte Gebäude.
Eine Vollständigkeit der Liste ist nicht zu garantieren. In den 1910er Jahren boomte der Bedarf an Kintöppen und oft genügte ein Vorführapparat in einem Gastraum. Von den 93 jemals im Bezirk bestehenden Kinos wurden 62 vor 1945 begründet. Von diesen 62 stellten 11 Kinos bis 1920 und 12 weitere bis 1930 den Betrieb wieder ein. Von 20 Kinos, die die Kriegszeit überstanden, und jenen 21, die seit den 1940er Jahren neu eröffneten, wurden 60 % in den 1960er Jahren geschlossen. 1916 gab es elf „Lichtspiele“ in Friedenau, davon allein vier im direkten Umkreis der Rheinstraße und es existieren in Friedenau noch (Stand: 2016) das 1912 eröffnete Cinema am Walther-Schreiber-Platz und das Cosima von 1935. Im Ortsteil Schöneberg konzentrieren sich die Kinostandort des (vormals) Vorortbereich zwischen Haupt- und Martin-Luther-Straße, im damaligen Bereich der Innenstadt entstanden die größeren Lichtspieltheater an Bülow- und Potsdamer Straße. Im gesamten Bezirk bestehen noch sechs Lichtspielbetriebe. Konkurrenz und finanzielle Schwierigkeiten gab es für Kinos schon immer.
Zur Bezirksgeschichte gehören die Filmproduktionen in den UFA-Hallen im Süden Tempelhofs, das Gelände der AFIFA, die 1925 in die UFA eingegliedert wurde.
Die angebotenen Filme der Anfangszeit waren oft brandneu, thematisch mitunter reißerisch, nicht immer jugendfrei und aus der Sicht mancher tugendhafter Bürger lasterhaft. Im Jahr 1907 war gegen diese Filme von der „Kinematographischen Reformpartei“ der Versuch gestartet worden mit den Friedenauer „Kronen-Lichtspielen“ als „Reformkinemathographentheater“ eine lasterfreie Zone zu schaffen: wo „[nicht…] dem Sinnenkitzel verlebter Kreise Befriedigung geboten und unsere Jugend verführt wird […] wo das Laster nicht zu Hause ist.“ ()
Die Kinos der südlichen Ortsteile des Bezirks könnten auch „Ost-Besuchern“ Gelegenheit geboten haben „West-Filme“ zu sehen. Den Status ab 1953 als geförderte Grenzkinos besaßen sie jedoch nicht, jene anerkannten Grenzkinos lagen in Kreuzberg und Neukölln näher zu den Ost-Stadtbezirken. Die Kinos in Marienfelde und Lichtenrade bekamen dagegen zusätzliche Besucher von jenseits der Stadtgrenze aus Brandenburg. Zusätzliche finanzielle Einnahmen endeten jedenfalls 1961 mit dem Mauerbau, wodurch die Rentabilitäts-Probleme der Kino-Krise verschärft wurden.

## Kinoliste
| Name/Lage                                                                           | Adresse                                     | Bestand   | Beschreibung |
| ----------------------------------------------------------------------------------- | ------------------------------------------- | --------- | --- |
| Baby-Filmtheater (Lage)                                                             | Friedenau Stubenrauchstraße 21              | 1952–1969 | Das Baby-Filmtheater mit seinen 156 Sitzplätzen wurde 1952 eröffnet. Das Kino befand sich im Erdgeschoss des viergeschossigen Eckhauses Stubenrauchstraße / Wilhelmshöher Straße. Im Norden des Schillerplatzes waren bei den Luftangriffen 1943 Gebäude zerstört worden und beim Wiederaufbau 1952 wurden dann die Kinoräume eingerichtet. Nach der Schließung des Kinos wurde das gemischt genutzte Gebäude mit Wohnungen als Café genutzt, später renoviert und saniert. Heute besteht im Erdgeschoss das Kindercafé „Meerchenhaft“. Im Kino der Jensen & Weise oHG wurden 16 Vorstellungen je Woche gegeben. Drei Vorstellungen pro Tag und eine Jugend- und Spätvorstellung. Zur Vorführung waren Projektoren „Ernemann II“, rechts und links, vorhanden. Der Ton wurde mit einem Klangfilm-Verstärker übertragen. Es gab Dia-Projektion mit Ton. Für die Zuschauer gab es Hochpolster-Kinosessel. Die Breitwandtechnik ist im Kino-Adressbuch 1957 als in Vorbereitung genannt. Schließlich war ab 1959 CinemaScope in Einkanal-Lichtton im Format 1:2,35 (Lichtquelle: Becklicht) möglich. Inhaber des Kinos war ab 1959 Günter Kuphal. Durch die allgemein sinkenden Besucherzahlen war auch das „Baby“ in Berlin 41 betroffen und wurde 1969 geschlossen. |
| Biophon ---- BTL (Lage)                                                             | Friedenau Rheinstraße 14                    | 1909–1932 | „Neue Kinotheater Berlin. W. Hulke & Co., Alexanderstr. 39/40, eröffnen im November 1909 in Friedenau bei Berlin, Rheinstr. 14, ein Kinematographentheater.“ () Die Biophon-Theater-Lichtspiele an der Vorort-Magistrale (Friedenau im Kreis Teltow, 28.000 Einwohner) besaßen 300 Plätze und es gab täglichen Spielbetrieb von Stummfilmen mit einem Biographen. „… das älteste und 1914 nach Renovierungsarbeiten‚ bestens ventilierte‘ Kinematographen-Theater, das „Biophon“ in der Rheinstraße 14, spielte damals eine bedeutende Rolle, u.a. durch die stets wechselnden sonntäglichen Kinderprogramme. Ob die (damals angeblich mit ihrer Mutter in der Fregestraße wohnende) kleine Lilian Pape (später berühmt als Lilian Harvey) dort zu Gast war, ist in den Chroniken nicht eindeutig vermerkt.“ Ab 1918 findet sich der Kinoname B.T.L. für Biophon-Theater-Lichtspiele. Dem mag ein Markenentscheid zu Grunde liegen. Ab 1924 sind Arnold Isenheim, Frau Minna Hulke und Hermann Brand die Inhaber. Die Geschäfte führen Hermann Brandt und Arnold Isenheim. Der Programmwechsel der täglichen Vorstellungen findet Freitag und Dienstag statt. 1927 übernimmt die National-Film-Theater GmbH aus der Friedrichstraße die Lichtspiele. Wobei wohl die W. Hulke & Co. beteiligt bleibt. Im Kino-Adressbuch ist daraufhin gar 1905 als Jahr der Gründung genannt. Die Anzahl der Zuschauerplätze ist mit 299 angegeben. Ab 1930 wurde die Isenheim & Brandt Kinobesitzer. Schließlich wurde ab 1931 das Vorführen von Tonfilmen mit Kinotechnik von Klangfilm möglich. 1932 wurde der Kinostandort jedoch aufgegeben und die Räume für Ladengeschäfte genutzt. Das Grundstück wurde wohl im Krieg bei Luftangriffen stark beschädigt, bis 1953 erweitert wiederaufgebaut. Im Erdgeschoss des veränderten Hauses - insbesondere wurde der hintere Gebäudeteil geschlossen - befindet sich aktuell ein Supermarkt (2008: Kaisers-Filiale, Stand 2016: REWE). |
| Cinema am Walther-Schreiber-Platz ---- Corso Kolibri Friedenauer Lichtspiele (Lage) | Friedenau Bundesallee 111                   | seit 1912 | Die Kaiserallee war 1910 eine Magistrale durch den Ortsteil Friedenau (1912: 45.000 Einwohner). In der Kaiserallee 111 war 1912 ein Neubau errichtet worden und darin eröffnete ein Kinematographentheater mit 200 Plätzen. Das Kino-Adressbuch nennt 1920 und 1921 zur Kaiserallee 111 die „Colibri-Lichtspiele“. Inhaber des Kinos mit täglichen Vorführungen und 200 Plätzen sind Horst von Platen aus Wilmersdorf & Erich Kattwinkel. Wobei Einträge für 1918 und 1924 nicht vorhanden sind. Im Kino gab es anfangs trotz der beengten Fläche seitliche Logen. Diese werden 1941 zugunsten der Toiletten und des Foyers entfernt. Ab 1925 hieß das „Kolibri“, das nun im Besitz der National-Film-Theater GmbH (Sitz in der Friedrichstraße) war, Friedenauer Lichtspiele in der Kaiserallee 111. Das Kino mit 210 Plätzen und täglicher Vorstellung von Stummfilmen geht 1927 an Wilhelmine Brunsfeld, 1930 an die Inhaber Friedrich und Johanna Hiller. Sie geben als Gründungsjahr 1912 an. Es sind 196 Plätze für Zuschauer, eine Bühne von 146 m² und für die musikalische Untermalung der Stummfilme sorgen ein bis zwei Interpreten. Die Hillers und auch ihr Nachfolger Inhaber Erich Schulz verzichteten (wohl) auf die Vorführung von den damals aufkommenden Tonfilmen, ließen weiterhin Stummfilme akustisch interpretieren. Auf den erfolgten Umbau verweist die verringerte Anzahl von 188 Plätzen als 1937 Paul Schwindke Kinobesitzer wird. Er wird 1938 durch Erwin Hanke als Inhaber abgelöst. Hanke führt, zeitweise zusammen mit Arthur Bachmann, die Friedenauer Lichtspiele durch die Kriegszeit. Im Bombenkrieg ging der Spielbetrieb weiter. Das Gebäude Kaiserallee 111 und die Nachbargebäude gegenüber der Fröaufstraße überstanden die Kriegseinwirkungen. Auch in der Nachkriegszeit werden die „Friedenauer Lichtspiele“ von Erich Hanke mit 185 Plätze weitergeführt. Lediglich die Adresse ändert sich 1950 als dem Zeitgeist folgend die Kaiserallee in Bundesallee umbenannt wurde. Erich Hanke bleibt Inhaber bis 1959. In diesem Jahr wird der Kassenraum erweitert und das kleine Kino rüstet technisch auf, um das 1953 eingeführte Breitwand-Format CinemaScope zeigen zu können. Dieser Modernisierung folgt der neue Name „Cinema“, die geschwungene Neonschrift an der Fassade leuchtet immer noch. Als Lothar Rösner nun ab 1960 der Kino-Inhaber wird, notiert er „CinemaScope 1:2,35 ist in Vorbereitung“, 1961 verbleibt aber die Technik bei Breitwandfilmen von 1:1,85. Das Kino wird täglich mit drei Vorstellungen bespielt. Die vorhandene Kinotechnik besteht aus einem AEG-Projektionsapparat mit Lichtquelle Reinkohle, zur Tonwiedergabe sind Verstärker und Lautsprecher von Klangfilm und letztlich die Projektion von Dias mit Ton. Für die Zuschauer gibt es 163 Hochpolster-Kinosessel von Kamphöner und eine Schwerhörigenanlage. 1973 wird das Kino von Gertrud und Udo Zyber gekauft. Es ist Bestandteil der frühen Off-Kinoszene der 1970er bis 1980er Jahre. Es werden trotz finanzieller Beschränkungen immer wieder Programm-Specials angeboten. 1988 werden die Häuser „Cinema“ und „Die Kurbel“ vom Immobilienhändler Korenzecher erworben. Heinz Riech, seiner Zeit Aufsichtsratsvorsitzender der UFA Theater GmbH, bekundete sein Interesse an „Die Kurbel“ Herr Korenzecher war dazu nur gewillt, wenn er der UFA auch das „Cinema“ überlassen kann. Diese übernimmt daraufhin beide Kinos. Anfang 1989 erhält das Kino in dreimonatiger Umbauphase das neue Foyer. Kassenhäuschen und Wände wurden mit weißgestrichenem Holz verkleidet und um den sehr kleinen Vorraum größer wirken zu lassen, wurde die südliche Wand im Foyer verspiegelt. Eine Glastür führt den Zuschauer links neben der Kasse durch einen schmalen Gang zum Kinosaal. Als die „UFA Theater GmbH“ 1993 das Kino aufgab, übernahm die Cineplex-Gruppe und bespielte es um 1997 als ‚One-Dollar-Kino‘: für sehr geringen Eintritt wurden Nachspieler aufgeführt. Das sind Filme unmittelbar vor ihrem Videostart. Das Konzept wurde aber wieder aufgegeben und der Saal als ergänzendes Angebot zum nahe in Steglitz liegenden Cineplex-Titania und dem Adria geführt. Das Cinema wird von der „To the movies Filmverleih- und Filmtheaterbetriebs GmbH“ aus Kleinmachnow mit den Geschäftsführern Günther Mertins und Peter Sundarp im Verbund der Cineplex-Gruppe betrieben. Die Friedenauer Lichtspiele, wie das → Cinema am Walther-Schreiber-Platz, haben damals wie heute einen Schwerpunkt auf Jugend- und Kinderfilmen (Jugendvorstellungen). Der Saal bietet 119 Sitze in 20 Reihen mit einer Bildleinwand von 5 m × 3 m, die Projektion erfolgt digital mit Dolby Digital-Ton. Unter der Führung von Ehepaar Zyber war der Saal von 1973 bis 1988 schwarz gestrichen und größere, beleuchtete Schwarzweiß-Bilder von Charlie Chaplin lockerten die Fläche auf. Von 1989 bis 2015 hatte der hellgestrichene schlauchartige Saal die klassische pflanzenverzierte Wandbespannung aus dem Hause ‚UFA Theater GmbH‘, wie im geschlossenen UFA Royal Palast und in der UFA Film-Bühne Wien. Im Jahr 2015 investierte die Cineplex-Gruppe in digitale Projektionstechnik und renovierte auch den Saal. Der Eintrittspreis beträgt 2016 für alle Tage und alle Plätze einheitlich 7,00 Euro. |
| Cosima-Filmtheater (Lage)                                                           | Friedenau Sieglindestraße 10                | seit 1935 | Das Cosima-Filmtheater in der Sieglindestraße 10 unweit vom S-Bahnhof Bundesplatz (damals Bahnhof Wilmersdorf-Friedenau) wurde 1935 eröffnet. Der Eingang befindet sich am Varziner Platz an der Ecke zur Brünnhildestraße 1. Das Gebäude überstand den Krieg ohne Schäden und der Spielbetrieb konnte schnell wieder aufgenommen werden. Seit seiner Eröffnung wurde das „Cosima“ von W. Schönstedt (Polygon-Lichtspiel-Betriebe Schönstedt & Co. KG in Binger Straße 5) zusammen mit dem „Bundesplatzkino“ in Wilmersdorf betrieben. Das Cosima gehört zu den ältesten Filmtheater-Familienbetrieben in Berlin. Das Kino besaß von Beginn an 364 Plätze. „Dem ums Eck geschwungenen Bau ist anzusehen, dass er den Zweiten Weltkrieg relativ unbeschadet überstanden hat - sogar die kunstvolle Neonschriftleuchte ist noch das Original aus Zeiten der Eröffnung. […] Während die Fassade sich in unterschiedlichen Grautönen präsentiert, sticht der von einer Säule gestützte Eingangsbereich des Vorbaus durch eine bräunliche Farbgestaltung hervor. Auf das Programm wird durch eine große Titelanzeige und einen, ebenfalls ums Eck geschwungenen, Schaukasten mit grüner Fassung aufmerksam gemacht.“ „W. Schönstedts Cosima-Filmtheater am Bahnhof Wilmersdorf wurde von Kinoarchitekt Hans Bielenberg jetzt durchgreifend renoviert. Zur Feier der Wiedereröffnung des nun sehr repräsentativen Hauses liefen die Metro-Kurzfilme ‚Bär und Biber‘, ‚Milchstraße‘ und ‚Kinokrakeeler‘ und (etwas verspätet) die Silvester-Finck-Wochenschau.“ () Als Kino-Inhaber ist in den Nachkriegsjahren W. Schönstedt i. Fa. Polygon-Lichtspiel-Betriebe Schönstedt & Co. KG mit Geschäftsführer W. Schönstedt in Treuhand-Verwaltung durch H. Pätzold benannt. Es wurden täglich drei Vorstellungen gegeben. Für die Vorführungen standen im Cosima die Ernemann II-Apparatur, Verstärker von Klangfilm und der Dia-Projektor mit Ton zur Verfügung. Ab 1952 ist E. Sittner der Geschäftsführer. Die Vorführmaschine wurde durch ein Bauer B8 ersetzt. Seit 1957 waren Breitwandvorführungen möglich. Täglich bespielt mit drei Vorstellungen, wurden eine Matinee- und eine Spätvorstellung je Woche angeboten. Das Bild- und Tonsystem war CinemaScope mit Einkanal-Lichtton im Format 1:2,35, ergänzt durch tönende N-Dia-Projektion. Die 364 Kinosessel von Kamphöner hatten Hochpolstersitze. Seit den 1960er Jahren wird das Kino von derselben Theaterleitung im Familienbetrieb geführt. Die Inhaber-Firmierung des Cosima-Filmtheaters änderte sich in „Bundesplatz-Studio Kinobetrieb GmbH“, 10715 Berlin, Bundesplatz 14. Das Kino ist mit 250 Plätzen und einer Bildleinwand von 35 m² ausgestattet. Im Foyer gibt es Sitzgruppen mit silbernen Stühlen, Bartischen und Barhockern. Der lange, leicht abfallende Saal bietet Platz für 22 versetzte Reihen mit türkisen Klappsesseln. Ein Gang rechts neben den Reihen führt hinunter zur Leinwand und zu den Toiletten. Es werden täglich zwei wechselnde Filme, vorzugsweise Nachspieler aus dem aktuellen Arthouse-Bereich gezeigt. Vorgeführt werden kann in „Digital 4K“ sowie analog 35 mm. Die Eintrittspreise liegen (Stand 2016) einheitlich bei 7,00 Euro. Bildernachweise |
| Hohenzollern-Lichtspiele (Lage)                                                     | Friedenau Handjerystraße 64                 | 1912–1943 | „Jenseits der Kaisereiche, auf der anderen Seite der Rheinstraße, etwa gegenüber der Sparkasse, waren [die Lichtspiele] durch einen simplen Hauseingang (Nr. 20) zu betreten. Von dort aus ging man durch einen langen Flur in den Kinosaal, der an der Handjerystraße 64 lag. Ich glaube, dort war auch der Haupteingang, aber natürlich war der Rheinstraßeneingang der prominentere.“ Am ursprünglich geplanten Siedlungsgebiet liegt die Handjerystraße am südöstlichen Rand. Auf dem Grundstück 64 haben Schröder 1912 das „Restaurant Hohenzollern“ eröffnet und im Saal mit 600 Plätzen die Hohenzollern Lichtspiele („Vornehmstes und grösstes Lichtspieltheater Friedenau's“) eröffnet. Der Zugang erfolgte von der Rheinstraße 21, der Hauptstraße im damaligen Berliner Vorort. Das Gebäude auf der Handjerystraße war eine Gastwirtschaft. 1913 ist im Adressbuch der Gastwirt Müller der Eigentümer und Gastwirt F. Schröder der Betreiber, dazu Wilhelm Schröder der Kinematographenbesitzer. 1918 ist als Inhaberin der Hohenzollern-Lichtspiele mit 465 Plätzen Frau Schröder im Kinoadressbuch genannt. Es werden täglich Vorstellungen mit Stummfilmen gegeben. Dazu gab es eine akustische Begleitung von sechs Musikern. 1920 hat das Kino Richard Dienstag im Besitz, dessen Geschäfte Curt Hoffmann führte. Als nach dem Inflationsjahr 1923 Elfriede Hein die Lichtspiele besaß, wurde 1924 die Zuschauerkapazität mit 592, ab 1925 mit 500 Sitzplätzen angegeben. 1929 ist Feßler-Marcus der Pächter. Im Laufe des Jahres 1929 wurde die Friedenauer Lichtspiel-Betriebs-GmbH Inhaberin, zunächst mit Hans Pawlicki, 1932 mit Emmy Bartsch als Betreiber. Es wurden 600 Plätze eingetragen. Unter Emmy Bartsch wird auch Tonfilmtechnik von Klangfilm aufgebaut. 1934 übernehmen Georg und Rudolf Pollak das Kino, bevor (1937 mit 562 Plätzen) die „Polygon-Lichtspiel-Betriebe Schönstedt & Co.“ auch noch dieses Kino (Rheinstraße 21 und Handjerystraße 64) übernahm. Auf Grund der Bombenschäden endete der Kinobetrieb 1943. Die beräumten Ruinengrundstücke Handjerystraße (64, 63 und gegenüber 44, 45, 46) wurden seit 1960 an der Straßenfront wieder bebaut, das Grundstück 64 um 1962 mit einem fünfgeschossigen Wohnhausneubau. |
| Kinematographentheater (Lage)                                                       | Friedenau Büsingstraße 22                   | 1912      | Das Eckhaus Büsingstraße 22 / Bornstraße 6 lag an der Grenze Friedenaus zu Steglitz und war 200 Meter vom Rheineck entfernt. Das Adressbuch nennt M. Meyer als Kinematographenbesitzer. Für das Vorjahr 1911 ist kein Kinobesitzer Max Meyer im Einwohnerteil und im Adressteil kein Mieter Meyer für Büsingstraße zu finden. Im Folgejahr 1913 erfolgte zum Haus Büsingstraße 22 ein Eigentümerwechsel. Der Mieter Max Meyer ist zudem nicht mehr eingetragen. Der weitere Verbleib ist (wegen des Namens) nicht nachvollziehbar. Im Gewerbeteil Friedenaus fehlt zuvor die Rubrik „kinematographische Vorstellungen“ und im Folgejahr fehlt Max Meyer darin. Das Kino kann nur im Verlauf des Jahres 1912 bestanden haben. Das Eckhaus wurde mit weiteren Nachbarhäusern der Straßenostseite bei Luftangriffen 1943 zerstört. Um 1950 wurde das Grundstück beräumt. Ende der 1970er Jahre entstand auf der Fläche ein (bis heute noch bestehender) Spielplatz von 2800 m² auf den Grundstücken Bornstraße 6 + Büsingstraße 21/22 + Lefévrestraße 27. |
| Kinematographentheater (Lage)                                                       | Friedenau Goßlerstraße 18                   | 1919      | Im Gewerbeteil Friedenaus ist für die Goßlerstraße 18 Max Victor unter „Kinematographische Vorstellungen“ aufgenommen. Im Adressteil ist Max Victor mit Lichtspieltheater aufgeführt, dieser Bezug zu Kinos fehlt jedoch sowohl im Vor- als auch im Folgejahr. Kaufmann Max Victor (Wohnung: Friedenau, Goßlerstraße 18 III.) ist vor und nach 1919 nur Inhaber der Firma „Bunke & Co. Reklameartikel“. Von 1919 zu 1920 wechselte der Hauseigentümer. Das 20 Meter breite Grundstück ist 70 Meter tief. Das Vorderhaus ist mit Seitenflügeln versehen und es gibt ein freistehendes Gartenhaus. Letzteres bestand bereits mit dem Ausbau der Goßlerstraße. Gegenüber Haus 18 stand das Königin-Luise-Oberlyzeum. |
| Korso-Lichtspiele (Lage)                                                            | Friedenau Südwestkorso 64                   | 1956–1973 | Das Eckhaus am Südwestkorso 64/Taunusstraße 18 wurde 1910–11 von Franz Helding erbaut und steht unter Denkmalschutz. Es gibt je einen Treppenaufgang an der Taunusstraße und einen am Korso. Das Doppelhaus ist durch einen Zwischenbau mit dem Theatereingang und im Hof durch den Gebäudeteil mit dem Theatersaal verbunden. Die Räume des Zwischenbauses und den damit verbundenem Saal wurden vorwiegend gastronomisch genutzt. Im Jahre 1956 wurden im Saal im Hofgebäude die „Korso-Lichtspiele“ am Südwestkorso von Ernst Schreyer eröffnet. Das Kino bot 167 Zuschauern Platz auf Hochpolster-Kinosesseln von Kamphöner. Es wurden pro Tag drei Vorstellungen gespielt, dazu kamen am Wochenende je eine Spät- und eine Matinee-Vorstellung. Vom Zeitpunkt der Eröffnung an war die Kinotechnik vorhanden, um Breitwandfilme im CinemaScope-Verfahren zu spielen. Für die Projektion war ein Apparat Euro M (Lichtquelle: Reinkohle) installiert, für die Tonwiedergabe sorgte Klangfilm-Technik und die Dia-Projektion war mit Ton möglich. Als Filmformate waren 1:1,85 oder 2:2,35 einsetzbar, deren Projektion auf eine Kinobildwand von 2,6 m ×4,6 m oder 2,3 m × 4,9 m erfolgte. 1959 wechselte der Kinoinhaber zu Waldemar von Härder, der das Korso unter diesen Bedingungen noch bis 1973 betrieben hatte. Anschließend bezog im November 1973 das privatgeführte „Kleine Theater“ den ehemaligen Kinosaal. Es versteht sich als Berliner Erstaufführungsbühne und sogar Uraufführungen werden gespielt. Ein klassisches Kammertheater mit 99 Plätzen, der Bühnenraum hat eine Größe von 30 m². |
| Kronen Filmtheater ---- Reform-Kino Welt-Theater (Lage)                             | Friedenau Rheinstraße 65                    | 1907–1969 | Das Gebäude an der Rheinstraße 65 liegt mit 45°-Spitze zur Nachbarstraße. Der Kinosaal befand sich entlang der Ringstraße (seit 1962: Dickhardtstraße), während sich der Eingang in der Rheinstraße 65 befand. „Am 31 Juli [1907] wurde in Friedenau bei Berlin, Rheinstrasse 65, das erste deutsche Reformkinematographentheater eröffnet. Es waren zahlreiche Vertreter der Presse und der Lehrerschaft anwesend, um sich über die Grundprinzipien des neuen Unternehmens zu orientieren. Die Eröffnungsrede, die unser Mitarbeiter Rektor Lemke Gollnow hielt, war insofern bemerkenswert, als sie das Programm einer neuen Richtung ‚Der kinematographischen Reformpartei‘ darstellte, einer Partei, die einen Zusammenschluss von Presse, Lehrerschaft, Fabrikanten und Unternehmern anstrebt, um das kinematographische Leben in Deutschland zu heben und in die richtigen Bahnen zu lenken. Was diese Partei anstrebt, geht am besten aus der Eröffnungsrede hervor, die wir im Wortlaut folgen lassen: Kinematographentheater — welche Fülle von Gedanken und Vorstellungen stürmt nicht bei diesen Worten auf ans ein! Und es sind nicht immer Gefühle der angenehmsten Art, die durch diese Vorstellungen in uns ausgelöst werden! Der Kinematograph ist in der letzten Zeit in Verruf geraten; man denkt an einen Ort, wo dem Sinnenkitzel verlebter Kreise Befriedigung geboten wird man denkt an einen Ort, wo man unsere überreizten Nerven sinnlich aufregen will, wo unsere Jugend verführt wird - kurz an eine Stätte, wo das Laster zu Hause ist! In diese Vorstellungsreihen hinein tönt nun der Ruf: Reform!“ () Offensichtlich wurde dieses Konzept für die Vorführung von „sauberen“ Stummfilmen nicht durchgehalten, da bereits zwei Jahre später eine neue Eröffnung erwähnt ist: „In Friedenau, Rheinstr. 65, wurde ein Kino-Welttheater von Hermann Siepert, Fritz Wagner & Co. eröffnet.“ () Nach einigen Besitzerwechseln des Kinematographen eröffnete August Röder das Saal-Kino mit 460 Plätzen unter dem Namen „Kronen-Lichtspiele“. Der Besitz des Kinos blieb bis zur Schließung 1969 in den Händen der Familie Röder. Im Berliner Adressbuch sind die Mietshäuser Rheinstraße 64 und 65 und Ringstraße 1 (anfangs als 1–3) aufeinander bezogen. Dabei ist vor 1905 bis 1913 der Gastwirt Hermann Siepert im Haus 65 eingetragen, der (zu mindestens) den Saal für das Reform-Kino bereit stellte. 1909 wurde Siepert selbst Teilhaber am Kinematographen mit dem Welt-Theater und zudem zeitweise Verwalter von Haus 65. Siepert und Wagner wurden nach dem Adressbuch-Eintrag durch Eugen Jacobi mit der „Friedenauer Lichtbildbühne“ in der Rheinstraße im Jahr 1911 abgelöst. Für das nächste Jahr wird das Kinematographentheater Friedenau mit Vorstellungen in der Rheinstraße 64 für Theodor Obersky aufgenommen, der in C 25 Landsberger Straße 64 seine Wohnung hatte. Im Jahr 1913 wurde wohl die Gastwirtschaft mit dem Kinosaal von Julius Imm übernommen, der mit „Kaiser Wilhelm-Garten Julius Imm“ in Rheinstraße 64/65 eingetragen ist. Eine Nutzung für die kinematographischen Vorstellungen ist naheliegend, aber nicht gesondert belegt. Der Hauseigentümer Rentier Schultz lebte nachher in Steglitz und in den Folgejahren ist Julius Imm mit seinem Kaiser-Wilhelm-Garten und der Beteiligung am Kino noch eingetragen. Ab 1916 wurde August Röder mit den Kronen-Lichtspielen in der Rheinstraße im Kino-Adressbuch aufgeführt. Anfangs mit dem Zusatz „am Lauterplatz“ (seit 1964: Breslauer Platz) notiert. Das Kino hatte tägliche Vorstellungen und einen Programmwechsel je Woche, es ist mit 460 Plätzen (auch 450 und 500 Plätze) aufgenommen. Die Stummfilme wurden von sieben Musikern untermalt (die sieben Musiker sind noch bis 1934 angegeben). Für das Jahr 1927 ist einmalig die „National-Film-Theater GmbH“ aus der Friedrichstraße als Inhaber genannt, vorher und nachher August Röder, der für die Gründung der Kronen-Lichtspiele das Jahr 1916 angibt. Der Kinoname mag Bezug auf den Immschen Kaiser-Wilhelm-Garten genommen haben. 1931 wird von August Röder Tonfilmtechnik von Klangfilm in die Kronen-Lichtspiele mit 500 Plätzen eingebaut. 1937 ist die Anzahl der Plätze auf 478 reduziert. Ab 1941 sind es 489 Plätze. Das Gebäude Rheinstraße 65 blieb von Kriegsschäden verschont, der Kinobetrieb war nur kurz unterbrochen. Das Kino war spätestens 1946 wieder aktiv. Zwar ist 1949 als Inhaber des Kinos Dr. R. F. Goldschmidt genannt, jedoch 1950 wieder August Röder. Die Geschäfte führte Käte Handke. Ab 1953 ist die Tochter Helga Röder Inhaberin und Geschäftsführer wurde folgend Paul Hommann. Es werden täglich drei Vorstellungen gegeben. Die Kinotechnik ist mit „tönendem Dia“, einem Vorführapparat von Erko und Verstärker von Klangfilm aufgeführt. 1957 wurde das Kino mit einer Bauer B8A (Lichtquelle: Xenon) für Vorführungen von CinemaScope 1:2,35 mit Einkanal-Lichtton ausgerüstet. Die 473 Plätze sind mit Hochpolster-Kinosessel von Kamphöner ausgestattet. Im Trend der Zeit, mit sinkenden Besucherzahlen, werden die Kronen-Lichtspiele 1969 eingestellt und die Räume in einen Supermarkt umgenutzt. Als Discounter bis 2006 genutzt. Nach 2008 zog, den Saal als Gastraum nutzend, ein Restaurant ein. Neben dem Hauseingang ist der Kinoeingang mit der Mauerblende darüber noch erkennbar. „[…] in Richtung Kaisereiche lag schräg gegenüber dem Roxy, gleich neben der Nicolaischen Buchhandlung, das Kronen-Kino, das in seinem Saal, an der Dickhardtstraße gelegen, heute ein Restaurant beherbergt.“ Das beschriebene Restaurant existiert nicht mehr. Die Räume wurden zwischenzeitlich von einem Lieferdienst als Lagerstätte genutzt. Aktuell stehen die Räumlichkeiten leer (Stand August 2024). |
| Pfalzburg-Lichtspiele (Lage)                                                        | Friedenau Bundesallee 72                    | 1912–1915 | In der Kaiserallee 72 (seit 1950: Bundesallee) Ecke Bachestraße 13 eröffnete 1912 ein Stummfilmkino in einem Laden von Direktor Martin Alexander. Das Kino besaß 155 Plätze auf einer Grundfläche von knapp 100 m². Das Berliner Adressbuch belegt Direktor Alexander und die Pfalzburg-Lichtspiele in der Kaiserallee 72 auch für das Jahr 1913 und 1914. Die aufgeführten Pfalzburger Lichtspiele wurden nun von Subdirektor O. Endom geführt, der ins Haus eingezogen war. Der Kinobetrieb endete im Jahre 1915. Laut Adressbuch wohnen Subdirektor Endom und Direktor Alexander noch in Kaiserallee 72, jedoch fehlt der Eintrag „Pfalzburg-Lichtspiele“ im Adress- und Gewerbeteil. |
| Rheinschloß-Filmtheater (Lage)                                                      | Friedenau Rheinstraße 60                    | 1912–1975 | „[Wie das Kronen-Kino]auf der gleichen Seite [stand …] wo heute Aldi residiert das Rheinschloß-Kino, in meiner Erinnerung eine rote ‚Plüschhölle‘.“ In der Rheinstraße 60 in Friedenau befand sich ursprünglich das Restaurant und Hotel Rheinschloß. Im vorhandenen Saal der (vormaligen) Gastwirtschaft wurden 1912 die „Rheinschloß-Lichtspiele“ durch Fritz Borghard eröffnet. Im Berliner Adressbuch (Vorort Friedenau 1914, V. Teil S. 56) ist Borghard als Gewerbetreibender mit kinematographischen Vorstellungen in der Rheinstraße 60 benannt und hat das Holzlager aufgegeben. Der Gastbetrieb im Restaurant war wohl 1911 aufgegeben werden. Die Rheinschloss-Lichtspiele besaßen 400 Plätze und Vorführungen von Stummfilmen fanden täglich statt, mit einem wöchentlichen Wechsel des Programms, ab 1925 gab es zwei Wechsel. Es bestand eine Bühne mit den Maßen Breite 6,5 m, Tiefe 4 m, Höhe 5,5 m. Die Anzahl der Plätze wurde erweitert, ab 1921 sind 464, ab 1928 sind 512 Plätze im Kino-Adressbuch bezeichnet. Zeitweise werden vier bis sechs Musiker zur akustischen Ausgestaltung der Stummfilme eingesetzt. Als Teilhaber hat Felix Borghard ab 1918 Dr. Ernst Dibbern, dessen Wohnsitz 1929 mit Goslar (Harz) angegeben ist und ab 1930 ist Borghard alleiniger Inhaber. Das Jahr der Gründung wurde von ihm in den Kino-Adressbüchern der 1920er Jahre mit 1910 und in den 1930er Jahren mit 1911 angegeben, nach den Notierungen im Berliner Adressbuch liegt der Beginn der Rheinschloss-Lichtspiele allerdings 1912, wobei Aufführungen im Restaurantsaal vor 1912 möglich sind. Ab 1931 ist die Vorführungen von Tonfilmen in den Lichtspielen mit Technik von Kinoton möglich geworden. Seit 1938 wurden Felix und Gertrud Borghard die Kinoinhaber. Das Kino wurde durch die Kriegsjahren ohne Schäden geführt und wenigstens ab 1946 in den Nachkriegsjahren weiter betrieben. Dabei ist für 1950 H.F. Herz als Besitzer aufgeführt und ab 1951 betreibt Gertrud Borghard die Lichtspiele. In den 1950er Jahren waren 488 Sitzplätze eingetragen und es wurden in der Woche zwei und am Samstag und Sonntag drei Vorstellungen gegeben, ab 1953 täglich drei Vorstellungen. Der Vorführung diente ein Projektor Ernemann VII Bm für den Ton Verstärker Europa-Klarton der AEG, zudem gab es eine Dia-Projektion. „Seltenes Filmtheaterjubiläum 40 Jahre Rheinschloß Berlin: Nicht viele Filmtheater gibt es in Deutschland, die auf ein 40-jähriges Bestehen zurückblicken können. Zu ihnen gehörten die Rheinschloß-Lichtspiele in Berlin-Friedenau. Sie wurden am 15. März 1912 eröffnet. Bis zu seinem Tod im Jahre 1947 war Felix Borghard, der Begründer des Hauses, in dem für die Entwicklung des deutschen Films bedeutsamen Berliner Bezirk Steglitz-Friedenau, der Leiter des ‚Rheinschloß‘. Nun führt seine Witwe, Frau Gertrud Borghard, das Haus, das zur Zeit seiner Eröffnung weit und breit das einzige Kino und auch eines der ersten Tonfilmtheater war. Ein Asta-Nielsen-Film stand am Eröffnungstag auf dem Programm. Die Tonfilmzeit leitete der Albers-Film Die Nacht gehört uns ein. Das geschmackvoll renovierte Theater, das rund 500 Plätze faßt, hat sich ein festes Stammpublikum geschaffen, das durch seine Treue der unermüdlichen Tätigkeit der jetzt sechzigjährigen Gertrud Borghard dankt. Mit Geschick gestaltet sie den Spielplan. Der vorbildlichen Filmtheaterleiterin Gertrud Borghard wünscht DER neue FILM weiterhin erfolgreiche Arbeit zum Besten des Films und zur Freude ihrer Besucher.“ () Ein weiterer Pressebeitrag lautete: „Gertrud Borghard eröffnete vor 45 Jahren das Rheinschloß-Filmtheater in Berlin-Steglitz. Nachdem ihr Gatte, Felix Borghard, 1947 starb, ging die Leitung des Hauses in die tatkräftigen Hände der Wahl-Berlinerin über, deren Devise auch heute noch ist: ‚Wohl dem, der's Beste nicht verlor — im Kampf des Lebens — den Humor‘. Mit Humor lenkt Gertrud Borghard die Geschicke ihres Berliner Hauses.“ () 1957 wurde neue Bestuhlung mit 488 Polstersesseln von Ufa (Waldheim) aufgestellt. Es sind Klangfilmverstärker verzeichnet und eine Dia-Projektion mit Ton. Zudem wurde nach den Belegen ab 1959 von Gertrud Borghard das Bild- und Tonsystem CinemaScope Einkanal-Lichtton für ein Bildformat 1:2,35 eingerichtet, wofür weiterhin die Ernemann VII B (Lichtquelle: Becklicht) und Lautsprecher Klangfilm genutzt wurden. Das Rheinschloß wird (noch im Familienbesitz der Borghard) durch die 1960er Jahre hindurch mit sinkenden Besucherzahlen bis zur Schließung 1975 betrieben. Anschließend zog im selben Jahr in die Kinoräume ein Discounter-Markt ein. Als dieser 2014 ausgezog, wurde der ehemalige Hotelsaal aufwendig restauriert und es folgte ein Biomarkt (Stand 2016: Denn’s). |
| Roxy-Palast (Lage)                                                                  | Friedenau Hauptstraße 78–79                 | 1929–1973 | „Der Roxy-Palast stand direkt neben dem Rathaus Friedenau in der Hauptstraße, […] Das moderne Haus wurde 1929 als Kino- und Bürogebäude errichtet und steht unter Denkmalschutz. Die quer liegenden Fensterbänder sollten Filmstreifen symbolisieren und damit an die Hauptfunktion des Hauses erinnern. 1986, als der ehemalige Kinosaal längst als Discothek genutzt wurde, erschreckte dort ein Bombenanschlag Besucher und Friedenauer Bevölkerung.“ Im Jahr 1929 wurde auf dem Grundstück Hauptstraße 78/79 ein Büro- und Geschäftshaus erbaut zu dem der als Lichtspieltheater vorgesehene Gebäudeteil auf Nr. 78 (rechter Gebäudeteil) gehörte. Der Stahlskelettbau gilt als Hauptwerk der Neuen Sachlichkeit des Architekten Martin Punitzer. Am 31. Oktober 1929 eröffnete der Roxy-Palast mit der Berliner Premiere des Stummfilms Andreas Hofer. Das Groß-Kino besaß 1200 Plätze und es fanden täglich mehrere Vorstellungen statt. Den Roxy-Palast betreibt die „Roxy“ Lichtspieltheater GmbH, deren Besitzer Hermann Rosenfeld und Wilhelm Sensburg waren. Der Prokurist Richard Auner führte die Geschäfte vor Ort. Mit der Einführung des Tonfilms 1931 ging die „Roxy-Lichtspiel-Theater GmbH“ an Direktor Hugo Lemke und Kaufmann Ernst Defries. Die neue Technik kam von Klangfilm. Die Trägergesellschaft führte nach 1933 der Kinobesitzer Hugo Lemke zunächst allein, ab 1936 trat August Röder in die Gesellschaft als Teilhaber ein. Für 1941 lautet die Angabe „Roxy-Lichtspieltheater Lemke, Roeder & Co.“ Die Anzahl der Plätze sind im Kino-Adressbuch ab 1934 für 1040 Zuschauer genannt. Das Gebäude Hauptstraße 78/79 wurde bei den Luftangriffen stark beschädigt. Kurzzeitig (1947) wurde das Gebäude in der Nachkriegszeit als Warenhaus genutzt. Es ging zurück an die „Direktion Lemke-Krüger“ Das teilweise zerstörte Gebäude stellten die Architekten Paul Stohrer (aus Stuttgart) und Bruno Mellendorf (aus Berlin) 1951 wieder als Kino her. Die Wiedereröffnung erfolgte am 23. Januar 1951. „Bei der Eröffnung fehlten noch einige Stuhlreihen (weil aus Stuttgart nicht rechtzeitig geliefert) und auch die Raucherlogen hinter Glas, für 40 Qualmwütige erdacht, waren von der Baupolizei noch nicht freigegeben. […] Das Haus, technisch eingerichtet vom Ufa-Handel, Berlin, und mit Bauer B VIII Projektoren arbeitend, eröffnete mit dem im Adler-Film-Verleih erscheinenden Film Küssen ist keine Sünd, der mit beifälliger Freude aufgenommen wurde.“ () Der Roxy-Palast gehörte der „Hugo Lemke, Theater-Betriebsgesellschaft mbH“. Deren Geschäftsführer war Karl-Heinz Krüger, ab 1959 Rüdiger Beysen. Anfangs wrden 26, dann 21 Vorstellungen in der Woche bei täglichem Spiel gegeben. Es gab eine Oper- und Theater-Lizenz für die Bühne von 12 m × 6 m. Außer der Vorführmaschine von Bauer standen für den Ton ein Euronor II-Verstärker bereit. Die Dia-Projektion konnte mit Ton erfolgen. „In das repräsentative 1000-Platz-Theater Roxy in Berlin-Friedenau, das zur Kinogruppe des Theaterbesitzers Hugo Lemke gehört, wurde ein Orchesterraum für 40 Musiker eingebaut. Die gute Akustik des Hauses überraschte, als zur Einweihung der Künstlernoteinsatz Figaros Hochzeit aufführte. Außerdem wurden nach Ideen des Theaterleiters Unger die Kassen modernisiert. Geschickte Raumausnutzung und rationalisierte Innenausstattung beschleunigen den Kartenverkauf und erleichtern die Arbeit der Kassiererinnen. Die Kartenschränke wurden für Satz- und Rollenkarten kombiniert.“ () Die Bestuhlung mit 997 Hochpolstersesseln war von Löffler. 1957 erfolgte die Anpassung der Kinotechnik für CinemaScope (Bauer B8 l.u.r.) und mit Licht- und Magnetton durch Klangfilm-Verstärker und Lautsprecher im Filmformat 1:2,35 und 1:2,55. Täglich gab es drei Vorstellungen sowie wöchentlich zwei bis drei Spät-/Matinee-Vorstellungen. Der Kinobetrieb endete 1973. Für 1974 liegt kein Eintrag vor. „Im Dezember 1975 wird aus dem früheren Kino, dem Roxy-Palast, in der Hauptstraße 78/79 in Friedenau ein schön gestalteter Club mit Cabaret-Vorstellungen, Disco und Live-Musik. Leider ist die Zeit noch nicht reif für dieses Konzept. Nachfolger wird eine Diskothek, die unter keinem guten Stern steht: La Belle.“ Nach dem Bombenattentat am 5. April 1986 wurde die ursprüngliche Fassadengestaltung am Haus wiederhergestellt, aber die Discothek nicht weitergeführt und es zog ein Teppichgeschäft in den Kinosaal, der 2009 wieder schloss. Seit Juni 2011 befindet sich im Eingangsbereich und auf der Parkettfläche des ehemaligen Kinosaals ein Bio-Lebensmittelmarkt. |
| Thalia ---- Friedenauer Lichtspiele Rheineck KammerLichtspiele (Lage)               | Friedenau Bundesallee 102                   | 1910–1958 | „[Den Hohenzollern-Lichtspielen folgten] als nächste die Thalia-Lichtspiele, das Kino meiner Jugendvorstellungen am Sonntag. Es befand sich inmitten zahlreicher kleiner Läden wie dem Losch-Seifengeschäft, einem Milchladen, einer kleinen Postfiliale, einem Papierwarengeschäft … die sich alle, aufgereiht wie Perlen an einer Schnur, im Erdgeschoss eines großen Häuserblocks mit komfortablen Wohnungen befanden, der komplett durch Bomben zerstört wurde. Heute liegt hier das SSC.“ 1912 eröffneten die „Kammerlichtspiele“ schräg gegenüber dem Restaurant „Rheineck“ am Treffpunkt von Kaiserallee 104 (seit 1950 Bundesallee) und Rheinstraße 39a. 1918 folgte die Umbenennung in „Rheineck-Lichtspiele“, 1925 in „Thalia-Lichtspiele“. Ab 1950 wurde das Thalia zum Tageskino und es wurde 1958 geschlossen. 1959 wurde es für die Erweiterung des Kaufhauses Held (später Hertie/Karstadt) abgerissen. Dieses Kaufhaus wurde 2003 geschlossen und im Jahr 2005 abgerissen. Daraufhin entstand das Einkaufszentrum „Schloß-Straßen-Center“. Das Grundstück Kaiserallee 102/103 war 1904 noch unbebautes Bauland. Die Neubau-Wohnhäuser standen ab 1905. Im Jahr 1909 wohnte der Kinematograph O. Kalies im Haus der Rentiere F. Linke. Im Jahre 1911 bestand in der Kaiserallee 102 das „Empire-Theater Lichtkunstspiele“. Betrieben wurden die Kammerlichtspiele von A(ugust) Mayer. Im Jahre 1914 ist Mayer nicht mehr für Kaiserallee genannt. Im Kino-Adressbuch sind die Rheineck-Lichtspiele von Max Meier mit 200 Plätzen und täglichen Vorführungen eingetragen, wobei von ihm das Gründungsjahr auf 1910 gesetzt wurde. Das Kino ging 1925 an Frau Morin über, die den im Weiteren verbleibenden Namen Thalia-Lichtspiele für ihre Firma nannte, wobei wohl als Zusatz „Rheineck“ verblieb. 1928 wurde Irma Kuntz (geborene Hausen) die Inhaberin der Lichtspiele, sie führte im Kino-Adressbuch 183 Plätze an und gibt 1914 für das Jahr der Gründung der Spielstätte. Sie blieb Kinobesitzerin bis 1933. Frau Anita Kamp übernahm das Kino 1932 und war (wohl) jene, die mit einer „Mechanischen Musik“ die Möglichkeiten der Tonfilmwiedergabe schuf. Mit noch 177 Plätzen folgte spätestens 1937 Ernst Böhmer als Unternehmer, Fräulein Gerda Rasp-Ewert war seine Geschäftsführerin und ab 1939 ist Gerda Rasp gemeinsam mit Ernst Böhmer Inhaberin. Das Haus 102 der Kaiserallee überstand 1942 den Luftangriff wie die umliegenden Gebäude nur stark beschädigt, teilweise ausgebrannt. Spätestens ab 1949 wurden wieder Filmvorführungen in den Thalia-Lichtspielen gegeben. Als Kinobesitzer sind Ernst Böhmer und Gerda Emmerich eingetragen. Ab 1950 betreiben sie ein Tageskino mit täglich fünf Vorstellungen. Es gab die tönende Dia-Projektion und für die Filmwiedergabe eine Ernemann VII B, sowie Verstärker Europa-Junior. Ab 1952 ist als Inhaberin nur noch Gerda Emmerich eingetragen und je Woche gab es 33 Vorstellungen. Das Kino bot in den Nachkriegsjahren noch 174 Plätze, die im Weiteren teilweise mit Hochpolstersesseln ausgestattet wurden. 1957 erfolgte wie allgemein in Berlin die Aufrüstung für CinemaScope-Filme. Der vorhandene Projektionsapparat Ernemann VIIB erlaubt als Tonsystem Einkanal-Lichtton und das Breitwandformat 1:2,35. Zudem wurde die Anzahl der Vorstellungen auf 36, mit zwei Spätvorstellungen je Woche verändert. Der Kinobetrieb im Thalia wurde jedoch 1958 eingestellt als das Haus Bundesallee 102 weichen musste. Es gab in den 1950er Jahren mehrere Umbauprojekte am Walther-Schreiber-Platz und der Neugestaltung an der Westseite der Bundesallee zwischen Levéfre- und Bornstraße. Letztlich erfolgte Mitte der 2000er Jahre der Neubau des Schloß-Straßen-Centers. |
| Bismarck-Lichtspiele (Lage)                                                         | Lichtenrade Zescher Straße 5                | 1933–1962 | Die Zescher Straße (bis 1949: Bismarckstraße) ist eine Seitenstraße der Bahnhofstraße, das Haus 5 ist vom Bahnhof 360 Meter entfernt. Noch 1930 sind an der Bismarckstraße zur Bahnhofstraße Gärtnerei und Bauland, die Bismarckstraße wurde fortlaufend gezählt. Am 15. Juli 1933 eröffnete Willy Schönke die „Bismarck-Lichtspiele“ in einem Zweck-Neubau mit 294 Plätzen. Das Kino hatte eine Bühne von 4 m × 5 m × 1,50 m. Bei den täglichen Vorstellungen waren neben Stummfilmen durch den Einsatz von Klangfilm-Technik und Mechanische Musik von Beginn an Tonfilmvorführungen möglich. Mitte der 1930er Jahre wurde Elsa Krieger Teilhaberin. Die Bismarckstraße wurde von fortlaufender zu wechselseitiger Nummerierung umgestellt, das Kino von Bismarckstraße 25 auf 5 umadressiert. Für 1939 ist Willy Schönke Eigentümer von Grundstück und Lichtspieltheater. Wegen Reparaturen von Kriegsschäden war das Kino von 1943 bis 1945 öfter kurzfristig geschlossen. Nachweisbar ist die Weiterführung der Bismarck-Lichtspiele ab 1949, auf Grund des Kulturbedarfs der Nachkriegszeit und der damaligen Verlagerung der Standorte in die Randbereiche sollte der Kinobetrieb (wohl) ab 1947 wieder erfolgt sein. Dabei sind 1950 die „Heinz Steckel & Co.“ und Geschäftsführer Richard Starke als Inhaber verzeichnet. Gespielt wurde täglich zweimal für Zuschauer auf 294 Plätzen. Für die Projektion existierte eine Ernemann IV und für den Ton Verstärker von Klangfilm; auch eine Dia-Projektion gab es. Ab 1953 kam zur vorhandenen Projektionsapparatur noch eine Ernemann VII B zum Technikbestand. Ab 1955, oder wohl schon ab 1954, ist „Bismarck-Lichtspiele Schönke & Heller oHG“ Inhaberin des Kinos. Der vorhandene Gerätebestand einschließlich Klangfilm-Lautsprechern erlaubte ab 1957 das Angebot von Breitwandfilm im Seitenverhältnis 1:1,85. Die Bestuhlung von Otto & Zimmermann sind 311 Flachpolster-Kinosessel. Ab 1957 werden je Woche 15, ab 1958 16 Vorstellungen gegeben. Die Lichtquelle ist Reinkohle und Becklicht, die Dia-Wiedergabe war mit Ton gegeben. Mit der aufkommenden Kino-Krise war das Kino in Stadtrandlage mit um 300 Plätzen zudem durch den Mauerbau von Ost-Besuchern abgeschnitten. 1962 wurden die Bismarck-Lichtspiele geschlossen. Das vorhandene Gebäude wurde zum Supermarkt. In den 1970er Jahren wurde das Kino-Grundstück (Nr. 5) mit dem Grundstück Zescher Straße 3 vereint und das dortige Sechsfamilienhaus abgerissen. Daraufhin wurde ein Flachbau errichtet und organisch an den zweigeschossigen ehemaligen Kinobau angefügt. Der Aldi-Supermarkt ist mit Zescher Straße 3/5 adressiert. Im vorherigen Kinogebäude besteht ein Reinigungsunternehmen. |
| Casa-Candida-Lichtspiele (Lage)                                                     | Lichtenrade Königsteinstraße 19–22          | 1949–1963 | Edgar Fuhrhop wohnte vor 1946 in Lichterfelde Augustastraße 13 und verzog in der Nachkriegszeit in die Bernauer Straße 102. Die Firma Fuhrhop Apparatebau stellte Mikrofone und Radiotechnik her. Die Firma E. Fuhrhop KG Apparatebau wurde in der Nachkriegszeit (vor 1949) von Köpenick (Russischer Sektor) nach Lichtenrade (Amerikanischer Sektor) Buckower Straße 7/10 (seit 1950: Töpchiner Weg 199) verlegt auf eine neu angelegte Gewerbefläche. Daraus erklärt sich die Adressangabe als Grundstück Königsteinstraße 29 für das Kino. Das zugehörige Gebäude zwischen der Taunus-Siedlung und Straße 9 ist (mit Stand 2008) erhalten, durch die Firma Bezet-Werk genutzt (Signalgeräte, 2003 gegründet, Sitz: Nahmitzer Damm). Von der E. Fuhrhop K.G. wurden vor 1949, eventuell schon im Jahr 1945/1946 die „Casa Candida-Lichtspiele“ in einem Flachbau am Nordende der Königsteinstraße (damals in der Tiefe von Grundstück Bernauer Straße 7/10, ab 1950 Töpchiner Weg 199) eröffnet. Das Kino bot 329 Sitzplätze und wurde täglich mit einer, sonntags mit zwei Vorstellungen bespielt (acht Vorstellungen je Woche). Geschäftsführer des Kinos war Gerhard Darge. Das Kino hatte eine Bühne von 12 m × 4 m × 4 m für die eine Theater-Lizenz bestand. Die Bestuhlung bestand aus den damals verbreiteten Holzklappsitzen. Die Filmprojektion erfolgte mit einer Apparatur Victoria VI B, der Verstärker war Eigenbau der E. Fuhrhop KG mit 3×220 V Drehstrom, die Lautsprecher waren von Klangfilm. Der Dia-Projektor besaß Ton. 1952 übernahm Gerhard Darge das Kino als Inhaber. 1953 wurde der Filmprojektor durch eine Bauer B 6 ersetzt und das Angebot der Vorstellungen auf zwölf je Woche erhöht. Die aufkommenden Breitwandfilme konnten im Format 1:1,85 vorgeführt werden. Gerhard Darge wurde 1957 zum Pächter des Kinos und ab 1958 folgte Frau Ursula Darge als Pächter des Kinos. Das „Casa Candida“ wurde am 4. August 1963 als letztes Kino von Lichtenrade geschlossen. Das zugehörige Gebäude zwischen der Taunus-Siedlung und Straße 9 ist (mit Stand 2008) erhalten, durch die Firma Bezet-Werk genutzt (Signalgeräte, 2003 gegründet, späterer Sitz: Nahmitzer Damm). Das Gebäude wurde beim Ausbau der Straße 9 als deren Nummer 2/4 adressiert. |
| Mozart-Lichtspiele (Lage)                                                           | Lichtenrade Hilbertstraße 19                | 1920–1942 | Von der Wolziger Zeile (bis 1935 Richard-Wagner-Straße) führt die Hilbertstraße nach Norden und die Mozartstraße nach Süden. Das Wald-Restaurant befand sich mit dem Gebäude Hilbertstraße 19/20, zum Grundstück auf 7000 m² gehörten Richard-Wagner-Straße 8 und Lortzingstraße 2 an der Eisenbahnstraße (diese Straße ist entfallen) entlang der Bahnlinie. Das Kino lag 600 Meter südlich vom Bahnhof. Im Saal des Waldrestaurants wurden die „Mozart-Lichtspiele“ als Saalkino mit zunächst 233 Plätzen eingerichtet, später sind 290 und auch 500 Plätze im Saal für Kinobesucher angegeben. Als Inhaberin der Mozart-Lichtspiele ist Johanna Löffler aufgenommen, ab 1925 betreibt Hans Löffler das Saalkino bis 1929. In den „Lichtenrader Lichtspielen“ wurden Stummfilmvorführungen lediglich an einigen Tagen der Woche durchgeführt. 1928 sind zwei Tage je Woche bei 290 Plätzen im Kino-Adressbuch eingetragen, 1929 ein Tag mit 500 Plätzen. Hans Löffler als Betreiber der Kinoveranstaltungen benannte 1920 als Gründungsjahr des Kinos. Das Waldrestaurant wurde von der Gastwirtin M. Rohrmann geführt und verwaltet und wurde wohl nicht durchgehend für Kinoaufführungen genutzt. Besitzer der Gastwirtschaft ist der Stadtbaumeister a.D. Ingenieur Friedrich Rohrmann. 1930 gaben „Juhnke & Lohde Lichtspiele“ drei Spieltage in der Woche für 225 Plätze an und setzten zwei Musiker für die Untermalung der Stummfilme ein. Schließlich waren 1933 die „Vereinigten Lichtspiele Bohnsdorf“ von Walter Holze aus Berlin-Bohnsdorf, Wiesenstraße 33 die Inhaber. Holze nannte als Gründung seiner „Lichtenrader Lichtspiele“ das Jahr 1932. Er bot den Zuschauern an drei Wochentagen auf 200 Plätzen auch Tonfilme, wofür Vorführtechnik von Kinoton existierte. Das „Waldrestaurant Rohrmann“ wurde für SA-Veranstaltungen genutzt und war ab März 1933 nach Machtergreifung auch SA-Sturmlokal, wo Regimegegner eingesperrt und misshandelt wurden. Friedrich Rohrmann ist Grundstückseigner bis 1936 und das Grundstück wird seit 1939 mit den Mietern von Frau Gertrud Leborius übernommen und von Gastwirt Otto Leborius verwaltet. In dem Zeitraum ab 1935 mag die Veranstaltung von Filmabenden nachgelassen haben. Letztlich bestanden die Lichtspiele im Waldrestaurant nicht über 1942 hinaus. Das Gebäude der Waldwirtschaft mit dem vormaligen Kinosaal wurde Mitte der 1950er Jahre beräumt. Um 1960 wurden die bestehenden Wohnhäuser Hilbertstraße 19–19b und 20–20b erbaut. |
| Roma-Lichtspiele (Lage)                                                             | Lichtenrade Goltzstraße 37a                 | 1953–1963 | Im Jahr 1953 wurden von Gustav Schmidt in der Goltzstraße 37a die Roma-Lichtspiele mit einem Platzangebot für 450 Zuschauer eröffnet. Das Gebäude mit dem Kinosaal wurde auf einem unbebauten Grundstück neu errichtet. Der Kinobau steht von der Straße aus hinten neben dem dreigeschossigen Wohnhaus mit Ladenzeile. Der Kinoeingang befand sich mit einer haushohen Fassade repräsentativ links am Wohnteil. 1957 wurden die „Gustav Schmidt Erben“ Inhaber der Roma-Lichtspiele, danach die Gebrüder Schmidt als Inhaber mit Wolfgang Schmidt als Geschäftsführer. Die Bestuhlung der 450 Kinositze – teilweise mit Hochpolster – stammten von der Firma Wegener. Gespielt wurden täglich zwei Vorstellungen und jede Woche gab es eine Nacht- und eine Jugendvorstellung. Die Filmvorführung erfolgte von einer Askania AP XII und Uniphon-Verstärker. Damit war ab 1957 auch die Wiedergabe von Breitwandfilmen im Format 1:1,85 möglich. Die Dia-Projektion erfolgte mit Ton. Die technische Einrichtung blieb unverändert bis zur Schließung der Lichtspiele im Jahr 1963. Zwischen 1962 und 1967 wurden Grundstücksadressen der Goltzstraße geändert. So wurde 36a zu 37 und vorherige 37 zu 37a. Die umgebenden Gebäude gegenüber der Einmündung der Bahnhofstraße (auf der Dreiecksfläche Goltzstraße/Kirchhainer Damm vor dem Friedhof) kamen in den 1970er Jahren hinzu. |
| Adler-Lichtspiele (Lage)                                                            | Mariendorf Mariendorfer Damm 96–98          | 1952–1961 | Die Adler-Lichtspiele wurden 1952 im Saal des Gasthofs „Schwarzer Adler“ an der Ecke Mariendorfer Damm 96–98 von Gustav Lehmann eröffnet, der bereits das Capitol in Dahlem betrieb. Die Gastwirtschaft mit Hotelbetrieb wurde vor 1900 am alten Handelsweg erbaut. Die Anschrift vor 1949 war Chausseestraße 43 zwischen Prinzen- und Prühßstraße (bis 1927: Bergstraße). Nach unsicherer Quellenlage wurden bereits mit dem Besitzerwechsel 1918 Filmvorführungen im Restaurantsaal veranstaltet, wie dies in der Anfangszeit der Kinos als Saalkino üblich war. Die „Adler“-Lichtspiele gehörten ab 1953 Elisabeth und Alexander Bartha und boten 265 Plätze für Zuschauer. Für die Bühne des Saals in Größe von 5 m × 5 m bestand eine Lizenz für Theateraufführungen. Filmvorführungen wurden dreimal am Tage und mit zwei wöchentlichen Zusatzvorstellungen bespielt. Die Wiedergabe der Filme erfolgte mit einer Ernemann VII A mit Lichtquelle Reinkohle und einem Verstärker Klangfilm-Europa-Klarton, Dia-Wiedergabe mit Ton. Die Umstellung auf Breitwandfilme erfolgte mit deren Angebot ab 1957, es war das Format 1:1,85 möglich. Zugleich wurde die Anzahl der wöchentlichen Vorstellungen auf 20 erhöht, davon eine Matinee-/Jugendvorstellung. Die 250 Zuschauerplätze waren von Kamphöner mit Hochpolster-Klappsesseln ausgerüstet. Bei allgemein sinkenden Besucherzahlen wurden das Adler 1962 geschlossen. Der Saal liegt an der Grundstücksgrenze Mariendorfer Damm 96 zum noch unbebauten (Stand 2016) Eckgrundstück 98 an der Prinzenstraße (nicht verzeichnete 28). Der Kinoeingang rechts vom Restauranteingang wurde geschlossen und in die Fassade bei einer Sanierung einbezogen. Nach wie vor werden die Erdgeschossräume des Grundstücks als Gaststätte (2017: Shisha-Lounge) genutzt. |
| (Lage)                                                                              | Mariendorf Kurfürstenstraße 44              | 1924–1966 | Das „Diana-Lichtspielhaus“ wurde 1924 in einem ehemaligen Tanzsaal auf dem Hinterhof des Hauses Kurfürstenstraße 44 von Max Droszkowski eröffnet. „Der Eingang lag damals in der Hofeinfahrt [rechts vom Hauseingang]. Eine an den Übergang von Seitenflügel und Saalbau gesetzte Wellblechhalle diente als Eingangsbereich. Von hier gelangte der Besucher rechts neben Leinwand und Orchester in den Saal. Der einheitliche Bestuhlungsblock setzte sich bis in den eingeschossigen Bühnenbau fort, auf dessen Dach sich der Bildwerferraum befand.“ () Ab 1925 bis 1927 waren Frau A. Mohr und J. Berndt die Inhaber des Lichtspielhauses auf dem Schäferschen Grundstück mit einem Angebot von 174 Sitzplätzen. 1926 war Walter Schoknecht beteiligt. Es wurden täglich Filmvorführungen gegeben. Für 1928 übernahm Alfred Uleer (Geschäftsführer Ballhorn). Im Verlauf des Jahres wurde Ferdinand Krauß Inhaber des nun „Alhambra-Lichtspiele“ genannten Kinos. Für das Kino sind 198 Sitzplätze angegeben. Er setzte zwei Musiker zur Untermalung der Stummfilme ein. 1935/1936 kam das Alhambra in den Besitz von Elise Bartels und Leo Taschek. Noch 1941 wurde Gisela Hauschild die Teilhaberin von Elise Bartels. Elise Bartels führte den Kinobetrieb in den 1940er Jahren mit 200 Plätzen und täglichen Vorstellungen weiter. 1951 führten die Schwestern von Ferdinand Krauß unter dem Aktenzeichen 52 WGA 1501/51 eine Klage auf Wiedergutmachung gegen Elise Bartels, 1953 war ein Vergleich über 4.000 DM das Ergebnis. Ferdinand Krauß musste das Kino 1935 zwangsweise verkaufen, da er sonst wegen seiner jüdischen Abstammung aus der Reichsfilmkammer ausgeschlossen worden wäre, was praktisch ein Berufsverbot für ihn bedeutet hätte. Als ungarischer Staatsangehöriger floh er später nach Budapest, von dort wurde er am 9. November 1944 zurück nach Deutschland in das KZ Dachau verschleppt, wo er sehr wahrscheinlich in einem der Dachauer Lager des KZ-Außenlagerkomplexes Kaufering unter unmenschlichen Bedingungen schwerste Zwangsarbeit verrichten musste und am 7. April 1945 kurz vor der Befreiung im Alter von 46 Jahren zu Tode kam. Auf Grund der geringen Größe wurde das Alhambra auch Flohkino genannt. Ab 1952 sind 224 Plätze, zwei Vorstellungen pro Tag und am Wochenende ein bis zwei Sondervorstellungen in den Kinoadressbüchern eingetragen. Die Alhambra-Lichtspiele wurden von Erich und Emmi Christ im Jahr 1954 von der damaligen Besitzerin übernommen. Es wurde umgebaut und im Innenbereich neu gestaltet. „Die Alhambra-Lichtspiele, Mariendorf, gingen am 1. April 1954 in die Hände der Herren Christ und Tietz über.“ () Inhaber waren die „Erich Christ, Willy Tietz, Filmtheaterbetriebe“. Mit dem Aufkommen des Bild- und Tonsystems CinemaScope, Lichtton wurde dieses durch Anpassung der Technik ermöglicht. Kurzzeitig war zu diesem Zeitpunkt Annemarie Preil Kinobesitzerin. Das Kino wurde kurzfristig verkauft, aber wieder von Erich und Emmi Christ zurückgenommen. Zur Projektion stand eine Bauer B 5A mit Lichtquelle Becklicht und Klangfilm-Verstärker im Haus. Filme im Format 1:2,35 waren möglich. Es existierte eine Schwerhörigenanlage und tönende Dias aller Formate konnten projiziert werden. Die Bestuhlung mit Hochpolster-Kinosessel von Kamphöner erfolgte spätestens 1957. Ab 1959 war Ursula Griese die eingetragene Inhaberin der Alhambra-Lichtspiele. Das Kino schloss 1966. Das „Haus Kurfürstenstraße 44“ wurde in den 1980er Jahren saniert (lt. einem Zeitzeugen). Unter dem rechten Balkon war damals der Eingangsbereich mit einer großen „Doppeltür“. Der Eingang wurde verkleinert. Ansonsten gibt es außer den Läden nur noch Wohnungen in diesem Haus. Das Alhambra, genannt die Flohkiste, endete nicht als Supermarkt, die Flohkiste wurde Tagungsstätte für die Zeugen Jehovas. Die alte Gebäudestruktur an der Südseite der Kurfürstenstraße zwischen Rathaus- und Machonstraße wurde um 1980 zwischen 1977 und 1983 geändert und die Altbauten saniert und die Fassaden angepasst. Insbesondere gegenüber vom Monschauer Weg blieb auf Nummer 44 nur das viergeschossige Vorderhaus mit Ladengeschäften im Erdgeschoss erhalten. Am gleichartigen einfachen Portal über dem Hauseingang und dem rechten Ladengeschäft ist die Hofeinfahrt noch zu erkennen |
| Apollo-Lichtspiele (Lage)                                                           | Mariendorf Mariendorfer Damm 30             | 1910–1921 | Auf der Chausseestraße 14 (seit 1950: Mariendorfer Damm 30) an der Ecke der Markgrafenstraße befand sich seit 1910 zunächst ein Kinematographentheater, das wohl nicht dauerhaft betrieben war. Das Haus auf diesem Grundstück war 1910 ein Neubau des Baugeschäfts Kelling & Baniecki aus Steglitz, die im Folgejahr den Sitz in Lichterfelde hatten. 1912 wurde der jüdische Kaufmann Hermann Leitner der Hauseigentümer der Chausseestraße 14/Markgrafenstraße 16. Im Kino-Adressbuch ist das „Apollo-Lichtbildtheater“ von Max Wolff mit 200 Plätzen für die Jahre 1918/1919 aufgenommen, der Kinoname Apollo existierte zehnmal in der Berliner Kinogeschichte. 1920 wurde im Kino-Adressbuch Willy Leyser als Inhaber des Kinos aufgeführt, der seinerseits das Gründungsjahr 1910 eintragen ließ. Das Berliner Adressbuch gibt für Chausseestraße 14 als einen der Mieter den Kinobesitzer B. Knoblauch an. Der letzte Inhaberwechsel zu Nikolaus Hollnack fand im Jahr 1921 statt, in dem auch der Kinobetrieb endete. Im Kino-Adressbuch gibt es keine weiteren Einträge und auch im Berliner Adressbuch folgt 1922 für die Chausseestraße 14 eine „Betriebsstätte für Wäsche GmbH“, sowie acht Mieter im Haus von Kaufmann Leitner, der ebenfalls hier wohnte. Der weitere Verbleib von (Kinobesitzer) B. Knoblauch ist nicht nachvollziehbar. Der in die Markgrafenstraße hineinreichende viergeschossige Altbau mit Geschäften im Erdgeschoss überstand wohl die Kriegsereignisse unbeschadet während die anschließende Nummer 28 im Zweiten Weltkrieg zerstört bzw. danach abgerissen und neu gebaut wurde. Das Wohnhaus mit Ladengeschäften im Erdgeschoss gibt so den Zustand wie um 1920 wieder. An der Straßenfront besteht (Stand 2019) rechts vom Hauseingang ein kleines Fitnessstudio und links vom Eingang an der Hausecke entlang der Markgrafenstraße liegen die Räume eines Restaurants, in denen sich sehr wahrscheinlich das Kino befand. Hermann Leitner wurde nach 1933 aus Berlin vertrieben. Das Haus und sein persönlicher Besitz wurden ihm geraubt, seine Frau und er selbst im Holocaust ermordet. |
| Gaby-Filmtheater (Lage)                                                             | Mariendorf Mariendorfer Damm 95             | 1912–1973 | Im Restaurant der Gastwirtin Emma Miedtbrodt (damals Chausseestraße 283) sollen bereits ab 1912 Vorführungen von Stummfilmen stattgefunden haben. Solche Saalkinos waren zu jener Zeit verbreitete Spielstätten als der Stummfilm von der Jahrmarkts-Attraktion zur Instanz wurde. Der Kinobetrieb im Restaurant wurde wiedereingestellt. Ein Flachbau zwischen den beiden Wohnhäusern bestand spätestens ab 1930. Der Inhaber des Mietshauses mit 45 bis 50 Mietern war 1925 der Juwelier Berenyi aus Budapest. 1935 bis wenigstens 1943 ist es der Bankdirektor a.D. Bartlewski aus W50 Pragerstraße. In den Nachkriegsjahren (spätestens 1949) wurde das Kino als „Gaby-Filmtheater“ im Hof des Hauses Chausseestraße 283 mit 413 Sitzplätzen von Erwin Griese und Johannes Linke betrieben. Es wurden täglich mit zwei bis drei Vorstellungen bespielt. Die Chausseestraße wurde 1950 in Mariendorfer Damm umbenannt. Wenigstens ab 1952 wurden täglich drei Vorstellungen gespielt. In den folgenden Jahren kamen Jugend-, Matineé- und Spätvorstellung hinzu. Der Vorführapparat war ein Euro M, die Verstärker Klangfilm-Eurodyn. Die Dias mit Ton. Für die Bühne von 5 m × 6m 4m bestand eine Theaterlizenz. 1953 war allein Erwin Griese der Inhaber. Ab 1957 war Ursula Griese als Inhaberin eingetragen. 1957 wurde die Projektionsmaschine Ernemann VIII (Lichtquelle: Xenon) angeschafft, was die Voraussetzung für die Wiedergabe von CinemaScope Einkanal-Lichtton im Format 1:2,35 war, das für das Gaby erst ab 1960 eingetragen ist. Zudem bestanden ab 1959 noch 404 Plätze für Zuschauer. Die Bestuhlung waren Hochpolstersessel. 1973 wurde das Gaby-Filmtheater geschlossen. Die aktuelle Nutzung der ehemaligen Kinoräume erfolgt durch einen Drogeriemarkt, im Hause sind weitere Gewerbe angesiedelt. |
| Lida-Lichtspiele ---- Lichtspiele Daheim (Lage)                                     | Mariendorf Tauernallee 6                    | 1956–1960 | In der Tauernallee 6 (Ecke Albulastraße 23, etwas östlich Mariendorfer Damm) befanden sich von 1956 bis 1960 die Lida-Lichtspiele (vergl. Dahlem). Hier wurde der Name abgeleitet von der Bezeichnung LIchtpiele DAheim den sie 1956/1957 hatten. Andererseits geht das Daheim auf die Nähe zur gleichnamigen Siedlung zurück, deren Ausbau als Gartenstadt südlich der Trabrennbahn seit 1919 erfolgte. Dieses Kino wurde von Heinz Thews eröffnet, der 1958 das Berolina in der Bacharacher Straße baute. Daraufhin übernahm ab 1958 Ursula Griess das Lida und schloss es aber 1960 schon wieder. Das Kino spielte mit einer mobilen Kinomaschine TK35 von Zeiss Ikon. Heinz Thews als Geschäftsführer der „Heinz Thews & Co“ hatte das Kino mit 151 Plätzen mit einer Bestuhlung aus Holzklappstühlen von Kamphöner ausgestattet. Es gab täglich zwei Vorstellungen und wöchentlich zwei Sondervorstellungen. Die TK35 war mit Verstärkern von Klangfilm und Lautsprechern von Körting für den Ton ergänzt. Zur Vorführung waren Breitwandfilme in 1:1,85 möglich. Die Dia-Projektion erfolgte mit Ton. Das Ende der 1930er Jahre entstandene dreigeschossige Wohnhaus besitzt in beiden Flügeln Ladengeschäfte. Der zentrale Teil mit dem vormaligen Kino wird von einer Gaststätte genutzt. Bilder im Web |
| Mali ---- Mariendorfer Lichtspiele (Lage)                                           | Mariendorf Mariendorfer Damm 47–49          | 1927–1973 | Die Mariendorfer Lichtspiele wurden 1927 von dem Lichtspielunternehmen Juhnke & Lohde GmbH eröffnet. Der Einbau des Kinos im bestehenden Gebäude Chausseestraße 305 (seit 1950: Mariendorfer Damm) erfolgte durch den Architekten Paul Überholz. Die täglichen Vorstellungen erfolgten bei einer Platzkapazität für 600 Zuschauer. Der Saal hatte eine Bühne von 6 m × 6 m. Stummfilme wurden von einer Kapelle mit fünf Musikern untermalt. Ab 1931 war David Kinatzer der Geschäftsführer, zu dieser Zeit wurde die „Kinoton“-Technik zum Abspielen von Tonfilmen angeschafft und die Anzahl der Sitzplätze wurde auf 700 erhöht. Max Lohde wurde sehr wahrscheinlich zum Ausstieg aus seiner Firma gezwungen, da durch die Reichsfilmkammer für die Betriebserlaubnis der Nachweis einer arischen Abstammung gefordert wurde. Ab 1934 wurden die „Bruno Juhnke Lichtspielbetriebe“ in Tempelhof Berliner Straße 97 Kinobesitzer und vor Ort durch Richard Wachlin vertreten. Unter ihm bauten die Architekten Fritzsche & Löhbach 1935 die Räumlichkeiten um. Die Bühne wurde auf 5,5 m × 3 m verändert, dafür gab es seither 748 Sitzplätze. Die Besitzverhältnisse änderten sich durch den Eintritt von Woelke, die handelsgerichtlich eingetragene Firma „Juhnke & Woelke Lichtspiele“ hatte den Sitz in NO18 (Friedrichshain) Landsberger Allee 40. Nach dem Tod von Juhnke am 18. August 1940 übernahm Antonie Juhnke (geb. Tuloschitzke) das Grundstück und das Mali und ließ die Geschäfte von Theodor Blaedtke führen. Das Haus war noch im Vorjahr 1940 im Besitz der Witwe L. Maaß. Bei den Luftangriffen Anfang 1943 wurde das Kino und das Gebäude zwischen den nicht getroffenen Nachbargründstücken zerstört. Der Betrieb der „Mali Lichtspiele“ im Vorkriegszustand endete somit. Max Lohde wurde am 19. Januar 1942 aus Berlin nach Riga deportiert und ermordet, sein Bruder Emil Lohde führte 1950 gegen Antonie Juhnke eine Klage auf Wiedergutmachung. Anfang der 1950er Jahre wurde im (1950 umbenannten) Mariendorfer Damm wieder aufgebaut. „Von der Hofseite ist der große Kinoanbau noch zu erkennen. Das Kino erreichte man über die Hofeinfahrt, die 1928 eine aufwendig gestaltete Rahmung mit Schaukästen und Werbetafeln erhalten hatte.“ „Nach einer Bauzeit von fünf Monaten wurde das vor zehn Jahren zerstörte Mali-Filmtheater in Berlin-Mariendorf neu eröffnet. Das nach den modernsten Gesichtspunkten unter der Bauleitung des Architekten Andreas Doll (Künstlerische Beratung: Architekt Bruno Meltendorf) erstandene schmucke Haus bietet 710 Besuchern Platz. Eine gewölbte Breitbildwand gestattet Filmvorführungen nach dem CinemaScope-System. Die Bestuhlung lieferte die Firma Kamphöner, die Theaterdekoration und Vorhänge Bernhard Mögelin, die technischen Einrichtungen stammen von UFA-Handel und der Märkischen Maschinenfabrik. Besitzerin des Mali ist Frau Gabrunas, der auch das Tivoli-Filmtheater in Berlin-Mariendorf gehört.“ () 1953 lag das Mali-Filmtheater im Besitz von Anne Gabrunas und ihrem Geschäftsführer Werner Hohenstein besaß 711 Plätze, täglich wurde gespielt, 23 Vorstellungen in der Woche (tönendes Dia, Apparat: Askania XII, Verstärker Uniphon, Bühne 13,5 m × 4,2 m × 6 m mit Theaterlizenz). „In Berlin-Mariendorf findet der Filmfreund im Mali ein junges, hochmodern ausgestattetes Haus, das auch bereits den Cinemascope-Film spielen kann (Bühnenbreite 18 m, Bildwandbreite 12 m). Architekt Andreas Doll hat die Pläne entworfen und das Haus erbaut, künstlerisch von Architekt Bruno Meltendorf beraten. Kamphöner lieferte die 711 dunkelroten Hochpolstersessel. Die Decke wurde erstmalig aus quadratischen Rigipsplatten mit vertieften Kehlen hergestellt. UFA-Handel lieferte die technische Ausrüstung (zwei Askania AP 12).“ () 1955 wurden im Bezirkskino Vorführungen auf die Breitwand MMS 4,7 m ×12 m eingeführt. 1957 war das Bild- und Tonsystem CinemaScope mit Einkanal-Lichtton und Vierkanal-Magnetton sowie SuperScope im Format 1:2,35 und 1:2,55 geschaffen. Die Bestuhlung von Kamphöner waren 711 Hochpolstersessel. 1960 kam eine Schwerhörigenanlage hinzu. Die Anzahl der Vorstellungen sank bis zur Schließung 1973 noch auf 16 Vorstellungen je Woche, dazu eine Nacht-, eine Jugendvorstellung. Das Erdgeschoss des Saalbaus wird von einem Supermarkt genutzt, im Obergeschoss befindet sich ein Swingerclub, der das Erlebniskino 47 betreibt. |
| Astrid-Theater ---- Südpalast (Lage)                                                | Mariendorf Alt-Mariendorf 55                | 1946–1962 | Eröffnet wurde der „Südpalast“ mit 451 Sitzplätzen 1946 in einem unzerstörten Gebäude, in dem zuvor eine Gastwirtschaft mit Saalbau bestand. Das Kino im Gastsaal lag auf dem Grundstück Dorfstraße 1 (ab 1950: Alt-Mariendorf 55) an deren Südseite zwischen Marienfelder Straße (seit 1957: Forddamm) und dem Übergang der Großbeerenstraße in die Rathausstraße. Der Kinobetrieb war 1950 unterbrochen, der Eintrag im Kino-Adressbuch: „z. Zt. außer Betrieb“. Betrieben wurde es (1951) von Ingenieur Hans L. Sichel und befand sich im Besitz der Tofitheg GmbH (von Tonfilmtheater-Gesellschaft). Es wurde mit 15 Vorstellungen in der Woche täglich bespielt. Das Kino hatte eine Bühne mit Theaterlizenz, die Größe ist mit 6,5 m × 3 m × 4 m (zuvor etwas größer) angegeben, auch eine Opernlizenz war ab 1957 vorhanden. Für die Filmvorführung gab es zwei Projektoren Mechau IV und Tontechnik der AEG (KV 40), sowie die Dia-Projektion mit Ton. Die Anzahl der Plätze war noch 425. 1956 änderten sich die Besitz-Verhältnisse: Inhaber wurde „Karl Steinert Lichtspieltheater“, Geschäftsführerin Elly Engel. Die Bestuhlung waren nun Flachpolster-Klappsessel von Schröder & Henzelmann. Zu den täglich zwei Vorstellungen kam eine Matinee. Auch wurde die Tontechnik von Klangfilm eingesetzt. Eine Umstellung auf Breitwandfilme ist in den Kino-Adressbüchern nicht erwähnt. Im Jahre 1960 wurde Kurt Bohnert der Kinobesitzer und nannte den Südpalast in Astrid-Theater um. Kurt Bohnert wohnte Neu-Tempelhof Boelckestraße 14 und er betrieb 1957 bis 1975 außerdem das „Bambi“ in Tiergarten (Perleberger Straße 59). Von ihm wurde das Kino zu 1962 geschlossen. 1975 stand das Gebäude noch. Im Zusammenhang mit dem Anschluss der B 101 an die B 96 in Mariendorf durch ein Einbahnstraßensystem (Alt-Mariendorf in Richtung Großbeerenstraße) wurde es um 1980 abgerissen, da die Gebäudeecke in die geänderte Straßenführung geragt hätte. Seither war auf der 2300 m² großen Grundstücksfläche Großbeerenstraße/Alt-Mariendorf/Forddamm eine baumbestandene Grünfläche, die in den Jahren 2020 bis 2024 bebaut wurde. |
| Viktoria-Lichtspiele (Lage)                                                         | Mariendorf Eisenacher Straße 21             | 1957–1976 | Die Eisenacher Straße 21 liegt gegenüber vom Friedhof. Die Viktoria-Lichtspiele wurden 1957 in dem auf dem Grundstück schon vorhandenem Wohnhaus neu errichtet, in den Räumen befand sich zuvor ein Restaurant. Der Name nimmt Bezug zum vorherigen Sportplatz des „Tor- und Fußballklubs Viktoria“, der sich auf den derzeitigen Tennisplätzen (Westphalweg 8/14) befand. Das zwischen liegende Projekt einer Straße 283 und der angrenzenden Straße 282 wurde nicht umgesetzt. Der Gaststätten-Inhaber erhielt eine Abfindung. Die Lichtspiele wurden täglich mit zwei Vorstellungen und wöchentlich mit einer Jugend- und einer Spätvorstellung bespielt. Das Kino-Adressbuch nennt ab 1960 Hugo und Charlotte Baier, ab 1961 lediglich Charlotte Baier. Hugo Baier (aus Wilmersdorf) war bereits seit Ende der 1930er Jahre Kinobesitzer (Marabu in Kreuzberg). „Abseits der großen City errichtete vor kurzem Frau Emmi Christ in Berlin-Mariendorf ein intimes 340-Platz-Theater, das den Namen „Viktoria-Lichtspiele“ erhielt. Nach Plänen von Dipl.-Architekt P. de Born erstand ein geschmackvolles und modernes Haus, das allen Anforderungen im Rahmen der Publikumswerbung gerecht wird. […] Eine äußerst wirkungsvoll gestaltete Außenfront, die durch die geschmackvollen Schaukästen der Firma Otto Lubritz belebt wird, zieht den Besucher schon aus großer Entfernung an. Ein kleines gemütliches Foyer das gleichzeitig als Kassenraum dient, lädt den Besucher in den Zuschauerraum, der seine besondere Anziehungskraft durch eine geschmackvolle Wandbespannung aus Alkor-Plastic-Folie bezieht, die von der Firma Ernst Weissbach geliefert wurde. Diese Wandflächen mit Plastik-Folie wurden von der Firma Richard Bölligke, Werkstatt für Raumausstattung, fein gefältelt bespannt. Von der gleichen Firma wurden auch die Bühnenvorhänge und Bildbegrenzungen geliefert, während im Foyer eine gepolsterte und mit Lackfolie bekleidete Wandfläche hinter dem Süßwarenstand gefällt. Auch die Verkaufstheke sowie die Wand wurden ebenfalls von der gleichen Firma ausgeführt. Sehr effektvoll die elektrischen Anlagen der Firma Reiche und Vogel, die den Zuschauerraum mit einer indirekten Vouten-Beleuchtung ausstattete. Die gediegene äußerst bequeme Bestuhlung der Firma Schröder & Henzelmann (Modell Herford), im Parkett mit V-Sitz versehen, findet ihre harmonische Ergänzung in dem auffallenden Sperrsitzgestühl (Hochpolstersitz in Wannenform). Die auf 45 cm Durchlaßbreite gestellten, mit rotem Cordbezug versehenen Stühle lassen den Besucher auf besonders bequeme Art und Weise zu seinem Sitzplatz gelangen. Selbstverständlich ist das neue Haus mit den neuesten Maschinen ausgerüstet. Im Vorführraum stehen Askania-AP-XII-Projektoren mit Lichttonwiedergabe sowie einer Lichttonanlage System Klangfilm. [Lichtquelle Reinkohle, Bild- und Tonsystem CinemaScope, 1:2,35] Auf der Reflexwand mit elektrischer Blendenzugeinrichtung für alle Formate können alle modernen Verfahren vorgeführt werden. Die Einrichtung besorgte Ufa-Handel Berlin. Während für die Malerarbeiten die Firma Artur Kramer verantwortlich war, wurden die Be- und Entwässerungsarbeiten von der Firma Paul Sonntag, die Fußbodenbeläge und Linoleum-Arbeiten von der Firma Bodo Friedrich ausgeführt.“ () 1976 wurde das Kino von Lothar Nest zu einer Judo- und Karate-Schule umgebaut und bis April 1985 als solche genutzt. Das Gebäude mit dem ehemaligen Kino wurde aber 1984 verkauft, wodurch der bestehende Mietvertrag nicht verlängert wurde, und dann 1985 abgerissen. Seitdem stehen auf dem Grundstück die Wohnhäuser Eisenacher Straße 21–21d. |
| Kinematographentheater (Lage)                                                       | Marienfelde Kiepertplatz 8                  | 1909–1915 | „Marienfelde b. Berlin. Otto König eröffnet Kiepertplatz 8 ein Kinematographentheater.“ () Der Gastwirt Otto König besaß am Kiepertplatz 8 Ecke Bahnstraße ein Restaurant. Marienfelde im Kreis Teltow mit 3786 Einwohnern ist erstmals im Berliner Adressbuch 1912 aufgeführt. Das Restaurant besaß Otto König bis zum Tod 1918, als ihn Hulda König als Gastwirtin ablöste und Haus und Restaurant an Wildgrube abgab. Wann der Betrieb des Saalkinos eingestellt wurde, ist nicht gesichert. Der Kiepertplatz unmittelbar am Bahnhof Marienfelde verbindet die Mündung von Emilien-, Kiepert und Greulichstraße (letztere bis 1948 Adolphstraße) mit der Bahnstraße. Das Gebäude auf dem Eckgrundstück Kiepertstraße 8/Bahnstraße 9 wurde durch Kriegsschäden zerstört und bis 1950 beräumt. Spätestens bis 1958 wurde es mit dem dreigeschossigen Wohnhaus Bahnstraße 9 neu bebaut, an dem sich zum Kiepertplatz ausgerichtet ein Gaststättenanbau befindet. |
| Monopol-Lichtspiele ---- Marien-Lichtspiele (Lage)                                  | Marienfelde Marienfelder Allee 146          | 1935–1960 | In der Berliner Straße 54 Ecke Dorfstraße befand sich ursprünglich der Gasthof „Zum braunen Ross“ (Inhaber Wilhelm Manntz) auf einem 160 m ×40 m großen Grundstück. „Da war ein toller Saal und manch einer erinnert sich noch daran, dass dort auch mal ein Kino drin war. Später wurde der Gasthof in „Zum Nassen Dreieck“ umbenannt.“ Mit der Umbenennung der Berliner Straße 1949 wurde die Adresse zu Marienfelder Allee 144/146. Die Grundstückslage wurde durch die geänderte Führung des Verkehrsflusses der B 101 um 1987 über die neue Straße 427 zur neuen Friedenfelser Straße neu bestimmt. Die neue Straße nutzte das bislang unbebaute hintere Grundstücksteil (Marienfelder Allee 142). Das vordere Grundstück (Marienfelder Allee 144 und 146) wurde zudem mit fünfgeschossigen Wohnhäusern überbaut. Die „Marien-Lichtspiele“ wurden im Saal des Gasthofs gegenüber vom Dorfkrug eingerichtet und am 15. November 1935 eröffnet. Inhaber des Kinos waren Willy Schönke und Anna Laubsch. Schönke (Wohnung Tempelhof Kaiser-Friedrich-Straße 34) war auch Besitzer der Bismarck-Lichtspiele in Lichtenrade. Gespielt wurde täglich bei einem Angebot von 299 Sitzplätzen. Die Anzahl der Plätze wurde 1940 noch auf 400 erhöht. In den Nachkriegsjahren blieben die Marien-Lichtspiele von Wilhelm Schönke (wohl) geschlossen. „[1951:] In der Marienfelder Allee 144 wurden die Monopol-Lichtspiele eröffnet, die über 514 Plätze verfügen. Das ranglose Theater wurde durch den Architekten Franz Neumann erstellt und mit zwei Bauer B VIII-Maschinen ausgerüstet. Es verfügt über eine Luftheizungs-Klima-Anlage und Flachpolsterstühle modernster Art. Kassenraum und Foyer gestatten die erwünschte Raumfreiheit. Guter Ton — gute Sicht. Und ansonsten: Rot ist Trumpf, auch in westlichen Filmtheatern.“ () Inhaberin der Monopol-Lichtspiele war Else Briesch und es wurde täglich zwei Vorstellungen gegeben. Die Bestuhlung von Schröder & Henzelmann umfasste sowohl Holz- als auch Flachpolster-Klappsessel. Für die 10 m² große Bühne gab es eine Theaterlizenz, die Tontechnik war Uniphon von Klangfilm. Ab 1957 wurde das Bild- u. Tonsystem Einkanal-Lichtton CinemaScope für Breitwand 1:2,35 mit den Bauer-Projektoren ermöglicht. Zu den Vorstellungen kamen eine Jugend- und eine Spätvorstellung hinzu. Die Entwicklung der allgemein sinkenden Zuschauerzahlen führte auch im Monopol dazu, dass das Kino im Dezember 1961 geschlossen wurde. Nach der Schließung wurde der Nutzer ein „Möbeldiscont“. Durch die neu erbauten Wohnhäuser an der B 101 ist vom Kino außer dem Standort nichts verblieben. |
| Alhambra-Tonfilmbühne ---- Alfa-Lichtspiele (Lage)                                  | Schöneberg Hauptstraße 30–31                | 1919–1943 | Im Hintergebäude des 1911 erbauten Wohnhauses Hauptstraße 30–31 war mit dem Neubau das „Gesellschaftshaus des Westens“ aufgebaut worden. In dem großen Festsaal mit einem Fassungsvermögen von 1400 Plätzen richtete 1919 die „Alfa-Lichtspiele GmbH“ von Paul Lehmann, August Gerlt und Willy Bauch ein Kino ein. Die Alfa-Lichtspiele im Gesellschaftshaus des Westens waren mit nahezu 1000 Plätzen angegeben. 1921 hieß das Haus „Operetten- u. Film-Theater“, wurde täglich bespielt, hatte 903 Plätze und gehörte der „Film-Gesellschaft Berlin“ von Grete Ly. 1924 ist Karl Rudolf der Kinobesitzer und führt mit der Film- u. Bühnenschau GmbH den Namen Alhambra für das 1087-Plätze-Kino mit Bühne ein. Allerdings wurde er dann Pächter und betrieb noch 250 Plätze, bevor Frau Direktor Kopf im Lauf des Jahres 1925 das Alhambra mit der Primus-Film GmbH weiterführt. 1928 waren Gesellschafter vor Ort Ph. und M. Kopf GmbH, deren Geschäfte Adolf Heide führte. Die Alhambra-Lichtspiele sind mit 927 Plätzen und täglichem Spielbetrieb notiert. Im Jahr 1929 geht das Kino an die Schöneberger Lichtspielgesellschaft mbH über: künstlerischer Leiter war Herbert Fischer und Geschäftsführer Martin Scheerle. Für die akustische Untermalung der Stummfilmvorführungen waren sechs Musiker eingesetzt, die Bühne war 14 m × 6 m groß. Als Gründungsjahr des Alhambra wird im Kino-Adressbuch ab 1928 zudem das Jahr 1910 angegeben. Diese Angabe kann für Filmaufführungen seit der Eröffnung des Gesellschaftshauses stehen, das folgend angegebene Gründungsjahr 1909 ist jedoch unwahrscheinlich, da der Bau erst 1910/1911 erfolgte. Seit 1931 wurden Tonfilmvorführungen möglich: als für 970 Plätze die „Kinoton“-Technik eingebaut wurde. 1932 wird Fritz Mischke der Geschäftsführer namens der Tonfilmtheater und Variete-Betriebs-GmbH, zielgerichtet wird der Name in Alhambra-Tonfilmbühne benannt, als Tonfilmtechnik war seither „Klangfilm“ notiert. Ab Mitte der 1930er Jahre wurde die „Filmhaus Hansa, Mischke, Böhm & Co.“ Kinoinhaber, deren Geschäfte führte Arthur Leonhard. Das Lichtspieltheater ist danach mit 908 Plätzen angegeben, ab 1941 auf 996 Plätze. Der Kinobetrieb im Alhambra wurde 1943 eingestellt. Durch die Luftangriffe wurde der hintere Teil des Gebäudes schwer beschädigt. In den 1950er Jahren befanden sich in der Hauptstraße 30 verschiedene Lokalitäten, die verstärkt von Angehörigen der Alliierten Streitkräfte besucht wurden, so seien das „Kleine Ballhaus Schöneberg“, „International“ und die „New York City Bar“ genannt. Der „Ecstasy Live Club“ befand sich in den 1990er Jahren in den Räumen. Seit 1997 befindet sich im Hinterhaus die Diskothek Havanna mit drei Etagen und einem großen Saal. Das Vorderhaus ist ein Mietshaus von 1910/1911 und steht unter Denkmalschutz. |
| Arsenal ---- Bayreuther Lichtspiele (Lage)                                          | Schöneberg Welserstraße 25                  | 1912–2000 | Im fünfgeschossigen Eckhaus Bayreuther Straße 16 /Augsburger Straße 60 wurde 1912 ein Kinematographentheater eingerichtet. 1957 wurde die Augsburger Straße in Fuggerstraße und 1958 die Bayreuther in Welserstraße umbenannt, das Eckhaus ist seither mit Welserstraße 25/Fuggerstraße 35 adressiert. Der Betrieb des Kinematographen erfolgte in den 1910er Jahren wohl nicht durchgehend. Für 1920/1921 sind im Kino-Adressbuch die Bayreuther Lichtspiele mit 227 Plätzen für M. Sadigoff aus der Rosenheimer Straße 10 als Inhaber eingetragen. Am Haus bestand ein Eckeingang und die Grundfläche im Erdgeschoss entlang der Bayreuther Straße waren 40 m Länge und 12 m Breite. Neben dem Hauseingang gehen in die Augsburger Straße noch 10 m. In den Jahren 1923–1927 sind die „Bayreuther Lichtspiele“ mit ihrer zentralen Lage zu Charlottenburg zugeordnet. Als Inhaber des 252-Plätze-Kinos sind Alberto Civcra, ab 1924 Angel Fagi und Martin Artigas, jeweils mit dem Geschäftsführer A. Freyer aufgeführt. 1928 waren Wilhelm Stückrath und Margarete Schibalski die Inhaber der Bayreuther Lichtspiele, es gibt tägliche Vorführungen für Zuschauer auf 276 Plätzen. Als 1930 durch Kinoton die Vorführung von Tonfilmen ermöglicht wurde, ist Walter Schibalski der Besitzer, die Lichtspiele haben 250/ 235 Plätze. Schubalski bleibt bis in die Nachkriegsjahre der Besitzer und ist im Kinoadressbuch 1941 aufgenommen, hier gab er 1910 als Gründungsjahr der Bayreuther Lichtspiele an. Das Bayreuther Filmtheater von Walter Schibalski (Inhaber und Geschäftsführer) war nur mit kurzer Unterbrechung im Jahr 1945 weiterhin mit 250 Plätzen in der Bayreuther Straße 16 in Betrieb, es wurden täglich drei Vorstellungen gegeben. Die Filmwiedergabe erfolgte über Ernemann VII B (Lichtquelle; Reinkohle), der Ton mit Klangfilm-Verstärkern (Europhon, Uniphon) und Dia-Projektor. Ab 1957 wurde die Wiedergabe des Bild- und Tonsystems Cinemascope-Einkanal-Lichtton auf 1:2,35 Format mit dieser Technik erreicht. Die Bestuhlung waren die verbliebenen Polstersessel. 1961/1962 wurde noch Maria Magdalena Schibalski die Inhaberin des Bayreuther Filmtheaters, die nun als Welserstraße 25 adressiert waren. Das Kino wurden noch bis Ende der 1960er Jahre betrieben und stand im Sommer 1969 zum Kauf. Die „Freunde der Deutschen Kinemathek“ bewarben sich um diese Spielstätte. 1963 gründete sich dieser Verein und führte bislang seine Filmaufführungen und Veranstaltungen im Wechsel in der Akademie der Künste und anderen Kinos durch. Am 3. Januar 1970 ziehen die „Freunde der Deutschen Kinemathek“ in den eigenen permanenten Spielort an der Welserstraße. 1971 erfolgte durch Architekt Wolfgang Rasper ein Umbau zu einem Kinosaal mit 175 Plätzen. Das Kino wurde nach dem Stummfilm Arsenal benannt und wurde der Prototyp für ein kommunales Kino. Das Programm bestand aus täglich wechselnden, filmgeschichtlich bedeutsamen oder anspruchsvollen Filme, möglichst in ihrer Originalfassung. Seit Juli 1971 sind die „Freunde der Deutschen Kinemathek“ Gründer und Veranstalter vom „Internationales Forum des Jungen Films“ während der Berlinale. Um an die Tradition der alten Spielstätte zu knüpfen, wurde die Leuchtschrift über dem Eingang und die großformatigen Bilder von Stummfilmklassikern aus dem Saal mit zum neuen Standort des Arsenals am Potsdamer Platz genommen. Insgesamt war der alte Spielort sehr gedrängt: es gab geringe Beinfreiheit und bei den Filmen mit Untertiteln war die Sicht schlecht. Neben der Leinwand stand ein Klavier zur Stummfilmbegleitung. Als das „Arsenal“ in die repräsentativen Räume am Potsdamer Platz gezogen ist, wurde der Kinosaal vom neuen Betreiber eine Zeit lang als Pornokino weiter genutzt. Bei der Sanierung des Altbaus zum Wohn- und Geschäftshaus wurde der Kinosaal endgültig umgestaltet. Seither befindet sich im Erdgeschoss ein Restaurant mit Eingang an der Hausecke. |
| Astoria-Lichtspiele ---- Hubertus-Theater (Lage)                                    | Schöneberg Potsdamer Straße 145             | 1909–1943 | Im Jahr 1909 wurde in den vormaligen Gasträumen ein Kinematographentheater in der Potsdamer Straße 89 eröffnet. Der anfängliche Name war Hubertus-Theater. Seit 1920 wurde es als Astoria-Theater geführt. Das Haus 89 gehört zum Berliner Postbezirk W.57 (59–96a) und organisatorisch zu Schöneberg (24–123b). Bei der Umstellung der Potsdamer Straße im Jahre 1937 von Hufeisen- auf wechselseitige Nummerierung erhielt das Kino neben dem Eckhaus der Alvenslebener Straße die Hausnummer 145. Im Berliner Adressbuch ist für 1909 im Haus das Kinematographentheater von F. Neumann erwähnt. Für das Jahr 1910 ist Hedwig Adam die Kinematographenbesitzerin und ein weiteres Jahr später ist Theodor Lehmann notiert. 1913 wechselte die Hausbesitzerin und der Kinobesitzer wurde Willy Klages. Das Kinematographentheater besaß über 200 Sitzplätze und es gab wohl tägliche Aufführungen. Neben den Kinobesitzern wohnten auch Gastwirte und Kellner im Haus, so war wohl auch der Gastbetrieb aufrechterhalten, insbesondere wurde 1915 der Gastwirt Theodor Kochintke und Frau A. Kochintke Hauseigentümer (Wohnung in Leipziger Straße 109), während die explizite Angabe zum Kinobesitzer während der Kriegsjahre fehlt. Zum anderen ist 1917 für Potsdamer Straße 89 das Hubertus-Theater in der Potsdamer Straße 89 im Kinoadressbuch aufgenommen. Für das Jahre 1918 ist Johannes Glückstadt der Kinoinhaber mit 221 Sitzplätzen im Hubertus-Theater. 1920 wurde Kurt Wagner Inhaber und Geschäftsführer mit 160 Plätzen und täglichen Vorführungen im Astoria-Theater, abgelöst von Wilhelm Gerdsmann und 1921 wurde der Schauspieler Charles Willi Kayser Inhaber, dessen Geschäfte wurden von Peter Kluge geführt. Bei täglichem Spielbetrieb und zwei Programmen je Woche sind im Weiteren zwischen 170 und 200 Plätze angegeben. Wechselweise ist Peter Kluge ab 1924 als Besitzer des Astoria-Kinos und ab 1927 wieder Charles Willy Kayser aufgenommen. 1929 führt Peter Kluge weiterhin die Geschäfte, nun für den neuen Kinoinhaber Max Attwenger. Im Jahre 1931 wird Tartakowsky dessen Pächter für die Astoria-Lichtspiele. 1932 erfolgt mit Ilia Tartakowsky der Einbau der Tonfilmtechnik vom System „Kinoton“. Das Kino hat weiterhin 180 Plätze und als Gründungsjahr wurde im Kinoadressbuch 1915 angegeben. Zwischen 1935 und 1937 wurde Johannes Schomacker der Kinobesitzer, der als Eröffnung des Astoria-Theaters den 1. November 1933 und eine Platzkapazität für 166 Zuschauer eintragen lässt. Noch 1939 wird Hedwig Schomacker als Inhaberin genannt mit Gertrud Wilczynski als Geschäftsführerin. Die Gebäude an der Potsdamer/ Alvenslebenstraße insbesondere Nummer 145 wurden im Krieg zerstört. Der Betrieb des Astoria-Theaters wurde daraufhin 1943 zwangsläufig beendet. Nach der Beräumung der Fläche um 1950 wurde diese neu bebaut, so dass vom Kinogebäude keine Reste verblieben. Viele Jahre war dort die Polizeigewerkschaft ansässig, es besteht ein Inn-Hotel im Gebäude aus den 1970er Jahren. |
| Broadway (Lage)                                                                     | Schöneberg Wexstraße (63) ASt Wexstraße Süd | 1953–1966 | „330 Personen fasst ein neues Lichtspielhaus in der Wexstraße, unmittelbar am Innsbrucker Platz, in günstiger Verkehrslage. Sein Name ‚Broadway‘ lässt auf das Programm dieses Kinos schließen. Die Firma Limberge & Sohn ist Bauherr und Inhaber. Alles im Broadway ist auf nüchternen Zweck abgestimmt, kein ‚Luxus‘ lenkt ab. Zwei Preiskategorien gibt es, eine für 90 Pfennig, eine für 1,30 DM.“ () Das Broadway in der Wexstraße 63 bestand ab 1953. Das Grundstück befand sich am S-Bahnhof Innsbrucker Platz und ist seit den 1970er Jahren mit der A100 (unterirdisch) und dem Parkplatz vor dem Bahnhof (oberirdisch) überbaut. Das Haus 63 stand gegenüber der Einmündung der Erfurter Straße und verdeckte damals den S-Bahn-Eingang. Zur Filmvorführung war das Kino mit einem Bauer B8-Apparat und Verstärker Klangfilm-Eurodyn, sowie einer tönenden Dia-Projektion ausgerüstet. Es waren Breitwandfilme in CinemaScope (Einkanal-Lichtton, Seitenverhältnis: 1:2,35, Lichtquelle: Xenon) möglich und es gab sogar eine 3-D-Einrichtung. Die spezielle Kinobühne war 1 m × 13 m. Die Bestuhlung kam von Kamphöner. Es gab täglich drei Vorstellungen und wöchentlich dazu zwei Sondervorstellungen. Im Jahre 1956 verkaufte der Bauherr die „Limberger & Sohn KG“ den Kinobesitz an „Ruths & Klinge“ (Ruths und Georg Ziegan). Ab 1957 wurden die Kinounternehmer Willi Raguse und Frau Lisbeth Reichelt Inhaber und blieben dies, bis das Kino schließen musste. Ab 1959 wurden noch täglich zwei Vorstellungen, sowie Matinee-/ Jugend- und Spätvorstellung gegeben. Die Vorbereitungen zum Bau der Stadtautobahn und der Umgestaltung des Innsbrucker Platzes nach dem FNP 1965 begannen Mitte der 1960er Jahre. Das Grundstück Wexstraße 63 lag im Planungsbereich und so schloss das Kino 1966. In das Bauwerk der A 100 am Innsbrucker Platz sind die Rampen der Halbanschlussstelle Wexstraße integriert., |
| Bülow-Kinotheater (Lage)                                                            | Schöneberg Bülowstraße                      | 1910–1913 | „Berlin. Eine neue Tonbildbühne, das „Bülow-Kinotheater“, hat sich im Hause Bülowstraße 45 aufgetan.“ () Das Kinematographentheater existierte wohl nur kurze Zeit, nach 1913 gibt es in den Berliner Adressbüchern keine Angaben mehr. 1912 und 1913 ist die M. Rudolph & Co. für die Bülowstraße 45 eingetragen. Im Adressbuch 1914 ist in der Bülowstraße 45 unter den Mietern kein Bezug zu Kino zu finden, 1915 sind die Stimmingschen Erben Hausbesitzer. Eine Kinematographengesellschaft ist ab 1914 unter Hermann Rudolph C25 Münzstraße 1 pt. und Nr. 8 aufgenommen, allerdings ist dieser 1913 schon parallel zu Max Rudolph für die Münzstraße genannt. Die Anna Marbach, geb. Hussong, ist im Adressbuch 1913 mit der Wohnung Schöneberg Eisenacher Straße 61 II. als Mitinhaberin der M. Rudolph & Co. eingetragen, 1914 nicht mehr genannt. Das damalige Gebäude Bülowstraße 45 besteht durch die geänderte Straßenführung nicht mehr, sondern wurde durch einen Wohnneubau ersetzt. |
| Coelia-Kino (Lage)                                                                  | Schöneberg Hauptstraße 19                   | 1909–1914 | „Das Kinematographentheater geniesst in der Reichshauptstadt keinen besonders guten Ruf und nicht unverdient; es hat sich meist auf die Vorführung minderwertiger, ja schlüpfriger Vorgänge geworfen und das noch in einem weder technisch noch künstlerisch vollendeten Rahmen. Und doch könnte das Kinematographentheater ein nicht zu unterschätzendes Volksbildungsmittel sein und eine angenehme Geist und Gemüt befriedigende Unterhaltung bieten. Eine solche Veredelung des Kientopp erstrebt das Kinematographentheater ‚Coelia‘, das gestern nachmittag in Schöneberg (Hauptstrasse 19) eröffnet wurde. Das Programm, das neben der Belehrung viel Unterhaltung auch humoristischer Art bietet, war nicht übel gewählt. Besondere Anerkennung verdient die Projektion der Bilder, die völlig plastisch wirken. Man hat es verstanden, Theaterbühne und Kinematographen sehr geschickt zusammenwirken zu lassen. Neben dem Kinematographen, der auch farbige Bilder bringt, kommen das Auxetophon, singende und sprechende Photographien ‚zu Wort‘.“ () Im Berliner Adressbuch von 1913 und 1914 ist das Coelia-Kino im Gewerbeteil zum Vorort Schöneberg eingetragen. Für 1910 ist Helene Horn mit einem Kinematographentheater in der Hauptstraße 19 genannt. Für die Jahre 1912 und 1913 nennt das Berliner Adressbuch das „Coelia-Kino“ im Schöneberger Gewerbeteil. Helene Horn fehlt unter den 16 Mietern und im Einwohnerteil. |
| Das Lebende Bild (Lage)                                                             | Schöneberg Hauptstraße 121                  | 1915–1920 | Das Kino in der Hauptstraße 121 existierte von 1915 bis 1920. Im Berliner Adressbuch ist für die Jahre 1915 und 1916 Julius Hartmann mit kinematographischen Vorstellungen im Haus des Ratsmaurermeister A. Danneberg unter 26 Mietern benannt. Hartmann wohnte in Potsdam und betrieb sein Kinematographentheater in Schöneberg. Im Folgejahr 1917 fehlt ein Hinweis auf das Kino, im Haus wohnt der Rentner J. Hartmann als Mieter mit Telefonanschluss. Für das Jahr 1918 ist im Erdgeschoss des Hauses die Kinobesitzerin Margarete Weu notiert, während Hartmann nun fehlt. Im Kino-Adressbuch ist die Wohnung der Kino-Inhaberin Margarete Weu für Friedenau genannt, in der Hauptstraße befindet sich das Kino „Das lebende Bild“ mit 219 Plätzen. Das Kino „Das lebende Bild“ ist im Berliner Adressbuch explizit genannt. Das Kino-Adressbuch führt 1920 das „Das lebende Bild“ mit 227 Plätzen verzeichnet, der Inhaber ist Kaufmann Otto Burzynski. 1921 ist in Nummer 121 kein Kino mehr nachweisbar. Das Wohn- und Geschäftshaus der Vorkriegszeit wurde während der Luftangriffe beschädigt. Die bestehende Häuserfront mit Nummer 121 an der Südostseite der Hauptstraße zwischen Dominicusstraße und dem Parkplatz des Discountermarktes wurde in der Nachkriegszeit erbaut und in den 2000er Jahren saniert. |
| Diana-Lichtspiele ---- Prisma (Lage)                                                | Schöneberg Grunewaldstraße 19               | 1926–1949 | Im Eckhaus Grunewald-/ Schwäbische Straße wurde 1926 ein Ladenkino eröffnet. Als Inhaberin der Prisma-Lichtspiele ist Luise Bernhard eingetragen. Die Inhaberfirma war bis 1930 „A. Schaps & L. Bernhard“. Das Kino wurde mit 231 Plätzen angegeben. Die akustische Untermalung von Stummfilmen gestaltete ein Musiker. Als Frau Liesel Klix die Lichtspiele 1931 übernahm gab sie drei Musiker an. Hans Georg Hühner führte 1931 die Geschäfte. Mit der Einführung der Technik von Kinoton wurde die Vorführung von Tonfilmen ab 1932 durch den neuen Inhaber Herbert Palke möglich. 1935 brachte der Kinounternehmer Hugo Lemke sich mit ein der Betriebsgemeinschaft Filmhaus Hansa Mischke Böhme & Co. mit ein. Die Platzanzahl wurde mit 224 angegebene. Verbunden mit einer Umbenennung in „Diana-Lichtspiele“ war wohl auch das Programmkonzept als „Filmhaus“. Ab 1939 ist Hans Palapies-Gardler als Geschäftsführer der „Filmhaus Hansa“ Mischke, Böhm & Co. und ab 1940 von Fritz und Hildegard Mischke, denen weitere Schöneberger Lichtspiele gehörten. Der Gebäudekomplex an der Nordostecke der Grunewald- zur Schwäbischen Straße wurde bei Luftangriffen schwer getroffen. Aus diesem Grunde endete auch der Kinobetrieb der Diana-Lichtspiele. Das moderne Neubau-Wohnhaus mit Tiefgarage an dieser Stelle wurde auf der in den 1950er Jahren beräumten Freifläche neu errichtet und besitzt keinen Bezug zum Lichtspielhaus mehr. |
| Edda-Lichtspiele ---- Gala-Lichtspiele (Lage)                                       | Schöneberg Hauptstraße 48                   | 1912–1943 | Auf dem Grundstück Hauptstraße 48 neben Kirche und Kirchhof befand sich bis 1910 ein Garten zu 49/50, 1911 ausgezeichnet als Baustelle der evangelischen Kirchgemeinde. 1912 stand ein Wohnhausneubau an dieser Stelle und es wurde ein Kinematographentheater eröffnet. In dem fünfgeschossigen Bau mit Dachetage befanden sich Geschäftsräume im Erdgeschoss. Für das Jahr 1913 sind bereits 19 Mieter im Haus 48 genannt, insbesondere F. Groß als Kinobesitzer, die Schöneberger Lichtspielhaus GmbH und der Oberingenieur Rapaport, der zum Kinobesitzer wurde. Im Folgejahr 1914 führt Kurt Gelich die kinematographischen Vorstellungen als Kinobesitzer und Geschäftsführer der GmbH im Mietshaus 48 von Bauführer A. Pförtner aus Adlershof vor. 1916 besteht die Schöneberger Lichtspielhaus GmbH nicht mehr und auch Gelich ist nicht notiert. Der Kinobetrieb fand wohl vorübergehend nicht statt, zumal im Nachbarhaus 49 die Union-Theater-Lichtspiele eröffnet hatten. Im Haus 48 befand sich die Kostüm-Zentrale des Frauen-Komitees der Genossenschaft Deutscher Bühnenangehöriger. Mit dem Ende des vorherigen Kinematographentheaters wurden wohl die „Gala-Lichtspiele“ weitergeführt. Das Kino mit 400 Plätzen gehörte zu Ludwig Türk (Berlin N39, Lindower Straße 10), der bereits am Theater in Neukölln tätig war. Von ihm wurde im Kino-Adressbuch 1915 als Gründungsjahr der Gala-Lichtspiele eingetragen. Deren Kapazität wird ab 1924 mit 361 Plätze und nach der Übernahme 1927 durch Karl Ehlert ab 1928 mit 365 Plätzen genannt. Karl J. Ehlert war Ende der 1920er Jahre für das Colonna tätig und führte das Gala bis zum Edda weiter. Es gab tägliche Vorführungen in den Gala-Lichtspielen, dazu bestand eine 15-m²-Bühne. Ab 1938 werden Fritz und Hildegard Mischke die Inhaber der „Edda-Lichtspiele“, die diesen Namen ab 1937 tragen. Die Gebäude an der Nordwestseite der Hauptstraße zwischen Dominicusstraße und Kirche wurden bei den Luftangriffen im Zweiten Weltkrieg sehr schwer zerstört. Die Edda-Lichtspiele waren besonders betroffen und die Filmvorführungen endeten 1943. Auf der Grundstücksfläche befindet sich ein Erweiterungsbau der 1958–1962 neu errichteten Paul-Gerhardt-Kirche, die im Weltkrieg ebenfalls zerstört wurde. |
| Elite-Lichtspiele (Lage)                                                            | Schöneberg Bülowstraße 16                   | 1910–1943 | „Leopold Aron, wohnhaft Neuenburgerstrasse 39, erhielt die Genehmigung zur Einrichtung einen Kinematographen-Theaters Bülowstrasse 16.“ () Der Kaufmann und Hausbesitzer Leopold Aron wurde 1911 im Besitz des Kinos vom Kinematographen Max Herz abgelöst. Aron ist wohl 1914 verstorben, während seine Witwe Hausbesitzerin wurde. Das Kinematographentheater lässt sich nicht durchgehend nachweisen, allerdings ist auch die Quellenlage ungewiss. 1915 war wohl Kaufmann Richard Salomon Inhaber. Zu Beginn der 1920er Jahre war Maria von Ebeling genannt, die offensichtlich gemeinsam mit Moritz Göritz die Berolina-Lichtspiele mit 180 bis 227 Sitzplätzen betrieben. Da parallel der Name „Ortrud Wagner“-Theater besteht waren die Stummfilmvorführungen wohl mit künstlerischen Aufführungen verknüpft. Im Kino-Adressbuch wird von den späteren Inhabern 1915 als Gründungsjahr angegeben.\|„Leopold Aron, wohnhaft Neuenburgerstrasse 39, erhielt die Genehmigung zur Einrichtung einen Kinematographen-Theaters Bülowstrasse 16.“ () Der Kaufmann und Hausbesitzer Leopold Aron wurde 1911 im Besitz des Kinos vom Kinematographen Max Herz abgelöst. Aron ist wohl 1914 verstorben, während seine Witwe Hausbesitzerin wurde. Das Kinematographentheater lässt sich nicht durchgehend nachweisen, allerdings ist auch die Quellenlage ungewiss. 1915 war wohl Kaufmann Richard Salomon Inhaber. Zu Beginn der 1920er Jahre war Maria von Ebeling genannt, die offensichtlich gemeinsam oder wechselnd mit Moritz Göritz die „Berolina-Lichtspiele“ mit 180 bis 227 Sitzplätzen betrieben. Da parallel der Name „Ortrud Wagner“-Theater besteht waren die Stummfilmvorführungen wohl mit künstlerischen Aufführungen verknüpft. Im Kino-Adressbuch wird von den späteren Inhabern 1915 als Gründungsjahr angegeben. 1924/1925 kam unter dem Namen „Bülow-Lichtspiele“ mit 150/ 222 Sitzplätzen Emil Schmitz in den Besitz. Jedoch wurden 1925 wiederum Iserlis & Tartakowski als Inhaber, zudem wird auch Clara Schmitz angegeben. Das täglich bespielte Kino trug den Namen Elite-Kino/ Elite-Lichtspiele. Als Inhaber des 150 Zuschauer fassenden „Elite“ waren bis 1934 noch Maikow & Tartakowsky, danach nur Ilja Tartakowsky notiert. Als Gründungsjahr gab er schließlich 1910 im Kino-Adressbuch an. Letztlich wurden die Elite-Lichtspiele 1936 oder 1937 von den Schomackers übernommen, die auch das Astoriakino zu diesem Zeitpunkt in Besitz nahmen. Zunächst Johannes und Hedwig Schomacker ist Johannes 1940 nicht mehr im Berliner Adressbuch und Hedwig Schomacker alleinige Kinoinhaberin laut Kino-Adressbuch. Im übrigen geben beide als Tag der Eröffnung den 1. November 1933 an, an diesem Tag war das Kino wohl mit seinen etwas über 190 Plätzen umgerüstet worden. Ein Eintrag zur Einführung von Tonfilmtechnik für dieses Kino wurde nicht aufgenommen. Das Gebäude wurde bei den Luftangriffen beschädigt, womit das Ende der 190-Plätze-Elite-Lichtspiele durch die Zerstörung 1943 anzunehmen ist. Das Grundstück gehört seit den bezirklichen Änderungen in der Reichshauptstadt 1938 zum Postbezirk Berlin W35. Das fünfgeschossige Wohngebäude Bülowstraße 16 neben dem Eckhaus Frobenstraße wurde in den Nachkriegsjahren wieder hergestellt. Nach der Ansicht wurde der Erdgeschossbereich bei dieser Gelegenheit geändert. |
| Elite-Theater Lichtspiele (Lage)                                                    | Schöneberg Potsdamer Straße 144             | 1910–1921 | Dieses Ladenkino wurde als „Elite-Theater“ eröffnet und existierte ab 1910 in der Potsdamer Straße 60. Die Adresse änderte sich seit der Umnummerierung 1937 auf Potsdamer Straße 144. Das Gebäude ist erhalten und steht als Carisch-Haus unter Denkmalschutz. Der Name Elite ging wohl 1925 an die Elite-Lichtspiele in der 250 entfernten Bülowstraße 16 über. Das Kino wurde täglich bespielt und ist mit 320 bis 250 Plätze angegeben. Inhaber waren 1911 die Steglitzer Kinounternehmer Hulke & Co., 1918 Hermann Kraatz, 1919 Sophie Stabinski und für 1920/1921 Ludwig Meyer. |
| Elvi-Lichtspiele (Lage)                                                             | Schöneberg Belziger Straße 22               | 1918–1922 | Das kleine Kino in der Belziger Straße 22 in Schöneberg 200 m von der Hauptstraße entfernt bestand nur kurze Zeit von 1918 bis 1922. Für 1920 sind die Elvi-Filmspiele mit 227 Plätzen für E. Scheffler aufgenommen, gegründet 1918. Für 1921 sind die Elvi-Lichtspiele mit Plätzen für 350 Zuschauer und als Inhaber F. Felix genannt, der 1919 als Gründungsjahr nannte. Vorstellungen wurden täglich gegeben. Das Haus wurde im Krieg zerstört und 1959 durch ein sechsgeschossiges Wohnhaus ersetzt, dem bei der Modernisierung 2003/2004 das Dachgeschoss ausgebaut wurde. |
| Fery-Lichtspiele ---- Cranach-Lichtspiele (Lage)                                    | Schöneberg Cranachstraße 53                 | 1919–1922 | Das kleine Kino in der Cranachstraße 53 Ecke Beckerstraße auf der Schöneberger Seite der Bahnstrecke bestand nur kurze Zeit. Es wurde im Saal eines Restaurants eingerichtet. 1920 mit 227 Plätzen und täglichem Spielbetrieb als Cranach-Lichtspiele ist Emil Kittler als Inhaber bezeichnet. Für 1921 in den „Fery“-Lichtspielen gab der Inhaber Kurt Wagner im Kino-Adressbuch tägliche Vorstellungen bei 172 Plätzen für Zuschauer an, als Gründungsjahr nannte er 1919. Der schräge Ladeneingang an der Straßenecke spricht für den damaligen Eingang des Restaurants. Im viergeschossigen Wohnhaus befindet sich eine Apotheke im Erdgeschoss an der Ecke, zum Hauseingang von der Cranachstraße hin befindet sich ein Restaurant, dessen Grundfläche wohl zum Saalkino gehörte. |
| Forum (Lage)                                                                        | Schöneberg Kaiser-Wilhelm-Platz 2           | 1953–1977 | Das Wohn- und Geschäftshaus Kaiser-Wilhelm-Platz 2, war im Krieg zerstört worden. Das Gebäude auf Kaiser-Wilhelm-Platz 3 war beschädigt. Nach Plänen des Architekten Hans Bielenberg war ein CinemaScope-Filmtheater mit 631 Plätzen auf der beräumten Fläche errichtet worden und 1953 wurde das Kino „Forum“ eröffnet. Die Wände und Decke waren in Grau und Weiß gehalten. Die CinemaScope-Wand hatte eine Breite von neun Metern und die Bühne maß 13 m × 6 m. Der Betreiber Karl Heger besaß bereits das „Odeon“, den Europa-Palast in Neukölln, das Metropol am Nollendorfplatz, das „Filmtheater am Sportpalast“ sowie die „Sylvia-Lichtbühne“ in Wilmersdorf und betrieb das Forum mindestens bis 1967. Seine Geschäfte führte Theaterleiter Gerhard Hübner. Es gab 23 Vorstellungen je Woche bei täglichem Spielbetrieb. Das Bild- und Tonsystem besaß eine Vorführautomatik mit einer Ernemann-X-Maschine und Dominar-(Zeiss Ikon C II-)Vorstärkern mit Vierkanalmagnetton und die Breitenverhältnisse 1:2,35 und 1:2,55. Vorführung des Tonformats in Lichtton waren möglich und die Lautsprecher waren von Klangfilm Ikovox. AB 1959 sind Verstärker genannt. Die Dia-Projektion erfolgte mit Ton. Die Bestuhlung mit Hochpolstersesseln kam von Schröder & Henzelmann. Die Platzanzahl stieg noch auf 682. Die drei Vorstellungen täglich wurden von einer Spätvorstellung und einer Familienmatinee ergänzt. Letztlich wurde das Forum-Filmtheater 1977 aufgegeben und der Betrieb eingestellt. Das Ende steht auch im Zusammenhang mit Strukturproblemen, so endete das Hertie-Kaufhaus um 1980 als Bilka-Kaufhaus. Es entstand das 1980er-Einkaufscentrum Kaiser-Wilhelm-Passage auf 9000 Quadratmetern mit Tiefgarage von über 270 Parkplätzen. |
| Guckkasten (Lage)                                                                   | Schöneberg Penzberger Straße 5              | 1928–1943 | Das Kino „Guckkasten“ wurde 1928 von H. Lindenau in der Speyerer Straße 21 eröffnet. Das Kino hatte 183 Plätze und die täglichen Vorstellungen wurden von einem Musiker unterstützt. Erwin Hesse war der Inhaber. 1933 führte der neue Inhaber Karl Schreyer für das 180-Plätze-Kino die Tonfilmvorführung ein. Es gab nunmehr eine Mechanische-Musik-Anlage und die Tontechnik von Kinoton. Für 1934 gibt das Kino-Adressbuch L. Hüllemann an, ihm folgte Luise Schreyer, die noch 168 Plätze angeboten hatte. Letztlich wurde 1940 Lola Kreutzberg Inhaberin, die das Kino bei Luftangriffen 1943 verlor. Das gesamte Karree um die Speyerer Straße zwischen Barbarossastraße und Bayerischen Platz wurde bei den Luftangriffen 1943 völlig zerstört. Bei der Ruinenberäumung wurde schräg verlaufende Straße im südlichen Teil der Speyrerstraße zum Bayerischen Platz am 1. September 1958 entwidmet und nachfolgend überbaut. Der vormalige Kinostandort entspricht dadurch dem fünfgeschossigen Altneubau Penzberger Straße 5 aus den 1960er Jahren. |
| Heine-Lichtspiele ---- Vitascope-Theater (Lage)                                     | Schöneberg Potsdamer Straße 119             | 1906–1921 | Die Deutsche Bioscope-Gesellschaft m.b.H. rüstete Ladenkinos mit ihrem Vitascope aus. Darauf geht der Name Vitascope-Theater zurück, der noch 1915 bestand. In der Potsdamer Straße 99 wurde 1906 solch eine Einrichtung mit etwa 200 Sitzplätzen eröffnet. Als Kinobesitzer sind (bis 1915) A. Schmidt, bis 1918 A. Krüger und 1918 Fritz Kraemer aus Tempelhof aufgeführt. 1920/1921 wurde das Kino als „Heine-Lichtspiele“ in der Potsdamer Straße 99 mit täglichen Vorstellungen im Auftrag der Besitzer Hermann Leffler und Charlotte Freudemann durch Robert Leffler als Theaterleiter betrieben. 1922 sind die „Heine-Lichtspiele“ nicht mehr nachweisbar. Mit der Umnummerierung der Potsdamer Straße im Jahr 1937 erhielt das Grundstück die Adresse Potsdamer Straße 119. Auf dem Grundstück des ehemaligen Kinos steht ein Nachkriegsbau (Commerzbank 117/119). |
| Insel-Lichtspiele (Lage)                                                            | Schöneberg Kolonnenstraße 10–11             | 1951–1966 | „In unmittelbarer Nähe des Colonna-Filmtheaters, jedoch bereits jenseits der Kolonnenbrücke, wurden in Berlin-Schöneberg die Insel-Lichtspiele eröffnet, ein kleines Theater, das zur Zeit 250 Besuchern Platz bietet, jedoch noch bis auf 290 Plätze erweitert werden soll. Die Insel-Lichtspiel-GmbH wird geleitet von den Herren Höhne (ostvertriebener Theaterbesitzer) und Ziegan. Das Haus wurde im Wesentlichen nach eigenen Entwürfen gebaut, einen Teil der Einrichtung konnte Herr Höhne aus dem Ostsektor noch rechtzeitig sicherstellen; das Theater arbeitet mit Klangfilm-Apparaturen und Saxonia-Maschinen. Obwohl das Parkett nicht ansteigt, ist die Sicht von allen Plätzen gut, da die Leinwand entsprechend hoch angebracht wurde.“ () Geschäftsführer der Insel-Lichtspiele-GmbH war Georg Ziegan. Es wurden täglich drei Vorstellungen gegeben. Ab 1955 kamen wöchentlich zwei bis drei Vorstellungen (Matinee und Spät) hinzu. Ab 1956/1957 wurde das Kino für die aufkommenden Breitwandfilme aufgerüstet. Zum Klangfilm-Eurodyn wurde für die Projektion statt der Saxonia V eine Apparatur Erko IV angeschafft, um CinemaScope in Lichtton abzuspielen. Die Leinwand war für 1:2,35 eingerichtet. Die Plätze für 258 Zuschauer waren von Kamphöner mit Hochpolster-Kinosesseln ausgestattet. Mit unter 300 Sitzplätzen wurde die „Insel“ bei allgemein sinkenden Besucherzahlen stillgelegt. Im Erdgeschoss des Hauses Kolonnenstraße Ecke Leberstraße befindet sich seither ein Supermarkt. Namensgebend für das Filmtheater war der Standort des Kinos in der Ortslage Schöneberger Insel zwischen den Bahnlinien. |
| Kammer-Lichtspiele (Lage)                                                           | Schöneberg Goltzstraße 9–10                 | 1912–1943 | 1912 wurde ein Kino in der Goltzstraße, wohl im Restaurant von Haus 9, eröffnet. 1918 sind die „Erika-Lichtspiele“ mit 250 Plätze angegeben, deren Inhaber ist H. Graumann. In der Goltzstr. 9/10 sind 1920 die „Kammer-Lichtspiele“ von Joachim Günther und Arthur Dams aufgenommen. Der tägliche Spielbetrieb erfolgt für 280 Sitzplätze. Auch noch 1921 bestand das Kino, während in der Mitte der 1920er Jahre vor Ort wohl kein Kinobetrieb stattfand. Die Kammerspiele in Goltzstraße 9/10 sind 1927 für Berta Fried & Adele Wawerka, 1928 für Berta Fried, 1929/1930 für Herr Fritz Naß als Inhaber notiert. Spieltage sind täglich, der Programmwechsel erfolgt Freitag und Dienstag. Das Kino hat 350 Plätze, eine Bühne von 5,5 m × 3 m und die Filme werden von drei Musikern akustisch untermalt. Im Kino-Adressbuch wird von den Inhabern durchgehend 1912 als Gründungsjahr angegeben. 1932 wurde Willy Henrich der Kinobesitzer und führt die Technik zur Aufführung von Tonfilmen ein. Es gibt eine Apparatur für Mechanische Musik und die Tontechnik von Klangfilm. Ab Mitte der 1930er Jahre – mindestens 1937 – besaß Wilhelmine Spilcker das Kino mit 313 Plätzen. Bei den Luftangriffen wurden die Grundstücke nach Norden bis Barbarossastraße zwischen Goltz- und Gleditschstraße zerstört, und damit auch das Kino. Dieses musste aus diesem Grund 1943 den Betrieb einstellen. In den 1950er/ 1960er Jahren wurden die vorhandenen Nachkriegs-Wohnhäuser errichtet. Am Haus Goltzstraße 9/10 sind dadurch keine Hinweise zu den vormaligen Kammer-Lichtspielen zu finden. |
| Kinematographentheater (Lage)                                                       | Schöneberg Potsdamer Straße 124             | um 1913   | Das Gebäude Potsdamer Straße 49 befand sich an der Ecke zur Kurfürstenstraße 151, es erhielt ab 1937 die Hausnummer 124. Im Haus auf diesem Grundstück im Eigentum der Haaseschen Erben mit 13 Bewohnern und gewerblichen Nutzern gab es zu Beginn der 1910er Jahre zeitweise ein Kinematographentheater. Das Haus wurde bei den Luftangriffen wie seine beiden Nachbargebäude schwer beschädigt. Das Eckgrundstück an der Nordgrenze des Ortsteils wurde in den 1960er Jahren mit einem fünfgeschossigen Geschäftsgebäude geschlossen. |
| Schöneberg (Lage)                                                                   | Schöneberg Potsdamer Straße 189             | 1911–1915 | Das Haus Potsdamer Straße 79a erhielt ab 1937 die Hausnummer 124, gegenüber der Königskolonnaden am Kleistpark. Im Haus auf diesem Grundstück bestand Anfang der 1910er Jahre, der Blütezeit der Ladenkinos in Schöneberg, ein Kinematographentheater. Das Mietshaus im Eigentum des Fabrikbesitzers Lewinsohn (Lichtensteinallee 3a) bewohnten 16 Mieter, es gab eine Weinstube. 1910 war Theodor Kressel kinematographisches Unternehmer in der Potsdamer Straße 79a. Für 1911 hatte Kressel einen Eintrag für die Südwest-Lichtspiele in Kreuzberg, Bülowstraße 12. Im weiteren wohnte Kressel in der Grunewaldstraße 20 und betrieb kinematographische Unternehmungen (Spezial Kinoeinrichtung). Im Berliner Adressbuch 1915 und weiteren ist Kressel nicht mehr genannt. Das Wohnhaus und die Nachbargebäude an der Ostseite der Potsdamer Straße zwischen Goeben- und Großgörschenstraße wurden bei den Luftangriffen zerstört. Ein sechsgeschossiges Neubauwohnhaus mit Ladengeschäften im Erdgeschoss wurde zur Schließung der Straßenfront in den 1950 Jahren errichtet. |
| Königsspiele (Lage)                                                                 | Schöneberg Kolonnenstraße 18                | 1915–1917 | Die „Königsspiele“ befanden sich in der Kolonnenstraße 18 Ecke Königsweg 42 (seit 1929 Naumannstraße). Im gleichen Haus befand sich auch eine Gastwirtschaft, in deren Saal um 1915 vermutlich das Kinematographentheater für kurze Zeit bestanden hat. In dem fünfgeschossigen Wohnhaus befindet sich im Erdgeschoss linker Hand noch ein Restaurant und rechts vom Hauseingang hatte einige Zeit ein Bestattungsunternehmen seinen Sitz. |
| Lichtbildbühne (Lage)                                                               | Schöneberg Motzstraße 7                     | 1910–1921 | Zur „Lichtbildbühne“ in der Motzstraße 78 (alte Nummer) ist im Kino-Adressbuch als Jahr der Gründung 1910, aber auch 1913 angegeben. Das Saalkino wurde – wie damals üblich – vermutlich in Gasträumen, später dem Restaurant des Hotels betrieben und bot tägliche Vorstellungen, es besaß 190 bis 200 Plätze. Im Jahre 1920 ist als Inhaber Direktor Scheu aus Charlottenburg und 1921 Hans Saß und Bruno Hertwig aufgeführt. Das Kino bestand seit den 1910er Jahren als Lichtbildbühne bis Anfang der 1920er Jahre dort. Durch die Umstellung der Grundstücksnummern lautete die Adresse des Hauses seit 1938 Motzstraße 7. In dem fünfgeschossigen Gebäude befindet sich das Hotel „Sachsenhof“, früher „Hotel Koschel“. |
| Lichtspielhaus Bülowstraße (Lage)                                                   | Schöneberg Bülowstraße 99                   | 1910–1921 | „Der bekannte Architekt August Cabanis baut jetzt die ganze Front in dem dem Kunstmaler Willibald Winck-Graneist gehörigen Hause Bülowstrasse 99 zu einem grösseren Kinotheater aus. Dasselbe verspricht mit seiner geschmackvollen Innen-Architektur und dem künstlerischen Gemäldesschmuck ein vornehmes Lichtbildtheater zu werden. In dem das bessere Publikum von Berlin sich bald heimisch fühlen dürfte.“ () Zwischen 1911 und 1917 befindet sich der Sitz der Lichtspielhaus Bülowstraße GmbH in W 57 Bülowstraße 99. Betreiber des Kinos war seit 1910 die Lichtspielhaus Bülowstraße GmbH, die ihren Sitz in W57 Bülowstraße 99 Erdgeschoss hatte. 1919 ist nicht mehr die Lichtspielhaus GmbH im Berliner Adressbuch, das Kinoadressbuch nennt Siegfried Cohn als Inhaber des Kinos. Seine Wohnung ist in Steglitz-Südende in der Potsdamer Straße 22 Aufgang 6 II. Stock angegeben. Das Lichtspielhaus existierte nach 1921 nicht mehr. Bei der Umstellung der Grundstücksnummerierung wurde die Adresse zur Bülowstraße 9. Während der Luftangriffe 1943 wurden die Gebäude an der Südseite der Bülowstraße ab Zietenstraße nach Osten zerstört. In dem siebengeschossigen Nachkriegs-Neubau als Eckhaus Bülowstraße 9/ Zietenstraße 13 finden sich keinerlei Hinweise vom damaligen Lichtspielhaus. |
| Luna-Lichtspiele (Lage)                                                             | Schöneberg Hauptstraße 18                   | 1914–1972 | Die Geschichte des Kinos in der Hauptstraße 18 begann 1914 mit den kinematographischen Vorstellungen von Eduard Luft. In der Hauptstraße 18 (am Kaiser-Wilhelm-Platz) befindet sich das im Jahr 1902 im Neorenaissance-Stil erbaute „Damenheim“. Hier wurde alleinstehenden vermögenden Damen und „höheren Töchtern“ ermöglicht in die Berufswelt einzusteigen, beispielsweise als Ärztinnen. Das Gebäude steht als Mietshaus unter Denkmalschutz. Bis mindestens 1918 war Eduard Luft mit dem „Kaiser-Wilhelm-Kino“ der Betreiber und Inhaber. Für 1919 ist im Berliner Adressbuch mit den Luna-Lichtspielen Anna Topp aufgenommen, Eduard Luft ist als Kaufmann eingetragen. Für 1920 ist schließlich „Luna-Lichtspiele Kurz & Nakler“ aufgenommen, auch im Einwohnerteil. Die Inhaber Kurz & Nakler geben 250 Sitzplätze, tägliche Vorführungen, zwei Programmwechsel und als Gründungsjahr 1914 im Kino-Adressbuch an. 1924 sind Fräulein Siefrect und Hellmuth Baathe die Kinoinhaber, gefolgt von H. Langer, Richard Opitz und Kaufmann Ernst Herder dem Geschäftsführer der Luna-Lichtspiele Schöneberg GmbH (Derflinger Straße 8) im Jahre 1927. Die Anzahl der Plätze ist zwischen 203 und 260 angegeben, zwei Musiker begleiten die Vorführungen. Nach Kinoadressbuch ist 1928 Constant. Colocotröni der Geschäftsführer der GmbH. 1929 ist G. Cohn und 1930 bis 1933 war Otto Saxenberger Inhaber, Geschäfte geführt von Curt und Otto Saxenberger. Unter diesen Kinobesitzern wird 1932 die Tonfilmtechnik von Klangfilm im „Luna-Tagesfilmkino“ eingerichtet. Daraufhin wird Wilhelm Lampl 1934 der Inhaber vom Luna-Tonfilmkino. Danach folgt für das Luna-Tonfilmkino (233 Plätze) bis 1940 Ernst Metzger als Inhaber mit dem Geschäftsführer Erich Thomann. In den Kriegsjahren ab 1941 bekam Ilse Hetzelberger den Kinobesitz. Das Gebäude am Kaiser-Wilhelm-Platz blieb bei den Luftangriffen unzerstört und Ilse Hetzelberger als Inhaberin und Geschäftsführerin setzte den Kinobetrieb in den Luna-Lichtspielen (Tageslichtspiele) mit 233 Plätzen fort. Es wurden täglich sechs Vorstellungen gegeben. Die Filme wurden von einer Bauer B8 und der Erko IV abgespielt der Ton kam von Klangfilm-Verstärkern. 1953 gab es noch 41 Vorstellungen je Woche mit einer Spätvorstellung, die Dia-Projektion erfolgte mit Ton. Auch in den Luna-Lichtspielen wurde 1957 mit dem Bauer- und dem Ernemann-Vorführapparaten das Bild- und Tonsystem CinemaScope umgesetzt. Das mögliche Bildformat war 1:2,35. Wohl mit der Ausrüstung wurden auch 240 Hochpolstersessel von Kamphöner eingerichtet. Das Kino bestand bis 1972. Im Erdgeschoss des Hauses befinden sich nun mehrere Ladengeschäfte. |
| Luther-Lichtspiele ---- Hollywood Lichtspiel-Bühne (Lage)                           | Schöneberg Martin-Luther-Straße 13          | 1930–1943 | Die Hollywooder Lichtspiel-Bühne wurde am 25. Dezember 1930 in den ehemaligen Auguste-Victoria-Sälen eröffnet. Das Kino in Berlin W62 Lutherstraße 31/32 befand sich gegenüber der Scala (Eispalast), Verwaltungsbezirk VII Charlottenburg. Die Theaterbetriebs-Gesellschaft Hollywood mbH wurde von Silbermann und Paul Becker geführt. Mit der Einrichtung des Kinos mit seinen 400 Plätzen war durch Klangfilm-Ausrüstung die Vorführung von Tonfilmen möglich. Ab 1939 war die Inhabergesellschaft die „Hollywood-Lichtspiele P. Becker KG“. In deren Besitz fiel das Gebäude den Luftangriffen zum Opfer und wurde zerstört. Nachdem 1938 der Charlottenburger Abschnitt über die Bezirksgrenze wechselte unter wurde 1963 mit zur Martin-Luther-Straße angebunden, die Grundstücksnummer wurde somit zu 13. Auf dem Grundstück entstand in der östlichen Straßenfront zwischen Motz- und Fuggerstraße ein fünfgeschossiges Nachkriegswohnhaus als Lückenbau zwischen von der Fassade erhaltenen Altbauten. Ein Bezug zu den Hollywood-Lichtspiele besteht nicht mehr. |
| Menschners Reise-Lichtspiele (Lage)                                                 | Schöneberg Potsdamer Straße 146             | 1911–1933 | Menschners Reise-Lichtspiele wurden 1911 begründet, anfangs hieß es – entsprechend der damals üblichen Schreibweise – mit Apostroph Menschner's Reise-Lichtspiele. Nach den Angaben im Kino-Adressbuch bestand neben dem Reise-Theater am Platz auch eine Spielstätte mit 200 Sitzplätzen täglichen Vorstellungen und zwei Programmwechseln. Noch 1920 ist die Potsdamer Straße als Hauptsitz bezeichnet. Ab Mitte der 1920er Jahre wurde dieser wohl zum festen Sitz, da sich Wanderkinos nicht gegen feste Spielstätten durchgesetzt hatten. Der Betrieb von Menschners Reise-Lichtspielen wurde jedenfalls 1933 eingestellt. Mit der Umnummerierung wurde das Grundstück zu Potsdamer Straße 146. Das Gebäude überstand den Krieg unbeschadet, so mag das fünfgeschossige Bürgerhaus noch die Erinnerung an die Kinozeit bieten. |
| Meraner Lichtspiele Royal (Lage)                                                    | Schöneberg Meraner Straße 19                | 1928–1977 | 1928 eröffneten die „Royal-Lichtspiele“ am Meraner Platz in einem Neubau. Das Gebäude auf dem Grundstück Meraner Platz 4 wurde offensichtlich als Meraner Straße 19 adressiert, für das Kino wird bis 1937 Meraner Platz 4 aufgeführt. Sie waren 1928 im Erdgeschoss eines fünfstöckigen Wohnhauses durch den Architekten Hesse eingerichtet worden. Betreiber des Kinos mit seinen 500 Plätzen waren bis 1931 Karl Fried und Willy Brockhausen. Als 1932 der Ingenieur Siegfried Ebenstein die Lichtspiele übernahm, ließ er die Tonfilmmöglichkeiten von Kinoton einbauen. Für die unternehmerische Organisation war die Tonfilm-Theater GmbH bis 1934/1935 notiert. Unter Paul von Tubbé sind im Kinoadressbuch für 1935 nur 400 Sitzplätze eingetragen. Fritz Staar führte das Kino seit 1936. In diesem Jahr wurde der Kinosaal umgebaut, wobei die Logen entfernt und der Zuschauerraum vergrößert wurde. Anlass der Umbauten war wohl, dass zuvor der Raum der Sitzplätze zu gering war. Ab 1937 sind 384 Sitzplätze eingetragen. Geschäftsführer für Staar war Herbert Trettin, ab 1939 Gerhard Schultz. Bei den Luftangriffen während der Kriegsjahre blieb das Gebäude erhalten und die Meraner Lichtspiele überstanden mit einigen Schäden. Durch Hans Bielenberg wurden 1949 Umbauten am Kino in der Meeraner Straße 6 vorgenommen, das unter Herrn Miethe mit 402 Plätzen 1949 „erneut in modernen Stil“ eröffnet wurde. „Berlins bekannter Theaterbesitzer Fritz Staar, seit über 40 Jahren in der Branche, hat die Meraner Lichtspiele übernommen und zu einem wahren Schmuckkästlein erneuern lassen, das diesen Herbst wieder eröffnet wurde. Das Theater genügt den modernsten Anforderungen, die an Bild und Ton gestellt werden können. Die Technik erstellte Ufa-Handel. Architekt: Hans Bielenberg.“ () 1952 besaßen die Meraner Lichtspiele 402 Plätze und Filme wurde jeden Tag vorgeführt in 17 Vorstellungen je Woche. Für die Bühne von 5 m × 3 m × 4 m Größe bestand eine Theaterlizenz. Die Filme kamen von der Ernemann VII-Apparatur (Lichtquelle: Xenon) und Verstärker Klangfilm Eurodyn, Klangfilm-Lautsprecher, dazu tönendes Dia. Ab 1953 wurde Arno Zobrys der Geschäftsführer, 410 Plätze, zusätzlich eine Spätvorstellung. Als Fritz Staar 1957 verstarb, übernahm nach seinem Tod seine Frau Eva den Spielbetrieb. Eva Staat stellte ab 1959 Elisabeth Albrecht für die Geschäfte ein. Marcel Bohnen wurde 1957 der Geschäftsführer der Filmtheaterbetriebe Fritz Staar. Im gleichen Jahr wurde das Breitwand-Filmangebot aufgenommen, mit dem Bild- und Tonsystem CinemaScope und Lichtton für 1:2,35-Seitenverhältnis. Die Bestuhlung waren 407 Hochpolstersessel von Kamphöner. Eva Staar betrieb die Meraner-Lichtspiele weiterhin, bis sie 1977 das Kino geschlossen hatte. Der Dichter Gottfried Benn war Stammgast in der Meraner. In den Erdgeschoss-Räumen des ehemaligen Kinos befindet sich seither ein griechischer Supermarkt. |
| Metropol ---- Neue Scala Nollendorf-Palast Lichtspiele Mozartsaal (Lage)            | Schöneberg Am Nollendorfplatz 5             | 1911–1977 | Das „Neue Schauspielhaus“ entstand von Albert Froelich in den Jahren 1905/1906 mit dem 1108-Plätze-Theater und dem „Mozartsaal“, ein vollständig mit Mahagoniholz verkleideter Konzertsaal. 1911 wurde der Mozartsaal zum Kinematographentheater umgebaut. „Die Berliner Kinematographen-Theatergesellschaft hat von der Saalbau-Aktiengesellschaft, der sowohl das Neue Schauspielhaus wie der Mozartsaal gehörten, den Saal zunächst für fünf Jahre gepachtet, um hier unter dem Namen Lichtspielpalast vom 1. September ab kinematographische Vorstellungen zu veranstalten, die in ihrer Aufmachung und Inszenierung dem Rahmen des Mozartsaales angepasst werden sollen. Die Gesellschaft hat sich ausserdem den Saal für weitere fünfzehn Jahre gesichert.“ () 1914 schloss das Kino erstmals (1912–1914: Lichtspiele Mozartsaal W30, Nollendorfplatz 5). Bis 1921 betrieb die Union Theater GmbH das Stummfilmkino. Kurzzeitig unter der Direktion von Hanns Brodnitz, der das Kino für die Eigentümer betrieb. Die Betreibergesellschaft übernahm die Ufa (Ufa-Theater-Betriebs-G.m.b.H.) und bis 1923 wurden die Mozartsaal-Lichtspiele zum Ufa-Theater. 1913 bis 1920 ist im Berliner Adressbuch das „Theater am Nollendorfplatz“ Nollendorfplatz 5 (gehört zu Motzstraße 80–82) mit Direktor J. Guttsmann aufgenommen, 1918 ist Friedrich Frick Betriebsleiter der „Lichtspiele Mozartsaal“ mit 924 Plätze im Besitz der „Universum-Film-AG“. 1921 ist die Meßter-Film GmbH Inhaber. 1925 übernahm die UFA das „Lichtspieltheater am Nollendorfplatz“ als Besitzer als „Ufa-Theater Mozartsaal“ und gab 996 Sitze an. 1928 übernahm die Terra-Film-A.G die „Terra-Lichtspiele Mozartsaal“ mit dem Geschäftsführer Alex Graumann. Es gab tägliche Vorführungen, akustisch wurden Stummfilme von 20 Musikern untermalt. 1930 wurde es unter dem Architekten Georg Leschnitzer modernisiert und für Tonfilme mit Technik der Western Electric (1068 Plätze: 711 Parkett, 357 Rang). Die „Tonfilm im Mozartsaal G.m.b.H.“ wurde Betreiber weiterhin mit Alex Graumann. Ab 1932 gab das Kino zur „Vereinigte Lichtspiele Spandau GmbH“ (Arthur Rupp) und 1934 „Mozartsaal Theaterbetriebs-GmbH“ (Auguste Barth), bevor 1936 Willy Hein Inhaber vom Nollendorf-Palast mit 1036 Plätzen wurde. Er führte das Kinotheater während des Zweiten Weltkrieges als das Theater durch Luftangriffe schwer beschädigt wurde, Fassade, Foyer und der Mozartsaal blieben weitestgehend erhalten. Zeitweilig diente der Mozartsaal nach dem Krieg als Allzwecksaal „Neue Scala“ mit Filmvorführungen und weniger erfolgreichen Varieté- und Revuevorstellungen. 1949 sind die Inhaber Wilk & Nerking, als Treuhänder ist Carl Oskar Liebmann für die Internationale Variete GmbH benannt. Ab 1952 war er wieder ausschließlich Filmtheater und erlangte den bekannten Namen „Metropol“. „Eröffnung 1951: Die Metropol-Film-Bühne am Nollendorfplatz (früher: Neue Scala; ganz früher: Mozartsaal) ist nach einigen geglückten und einem mißglückten Theaterexperiment wieder zum Film-Uraufführungstheater geworden. Unter der Direktion von Herrn Heger begann sie mit der Nachaufführung von Das Haus in Montevideo und wird in Kürze den Fox-Film Vierzehn Stunden zur Erstaufführung bringen. Während der Theaterfestwochen sollen in diesem Hause allerdings wieder Theaterstücke aufgeführt werden.“ () In der „Metropol-Film-Bühne a. Nollendorfplatz“ wurden vom Pächter „Filmtheater im Sportplatz GmbH“ (von Karl Heger) täglich drei Vorstellungen gegeben, die Kapazität waren 1080 (auch 998) Plätze. Für die 10x9 m²-Bühne bestand Theater- und Opernkonzession. Filmvorführungen erfolgten mit einer „Ernemann VII B“ und Klangfilmverstärkern („34 706“) die Dia-Projektion mit Ton. 1955 ist die „Heger & Co. oHG“ Inhaberin. Ab 1957 erfolgt der Inhaberwechsel auf „Rolf Budde & Paul Grosse“, Theaterleiter ist E. Michaelis, und es wurde das Bild- und Tonsystem erneuert: CinemaScope für Licht- und Magnetton sowie „Perspecta“ wurden Breitwandfilme 1:2,55 möglich. Eine neue Bestuhlung mit Polstersitzen und wöchentlich zwei weitere Vorstellungen, Verstärker Dominar M2. In den 1970er Jahren liefen auch pornographische Filme. Der Spielbetrieb wurde 1977 eingestellt. Das Metropol wurde zur Diskothek, es fanden auch Konzerte bekannter Bands statt. 2005 wurde der „noble“ Speise- und Tanzklub „Goya“ eingerichtet. Er ging im März 2006 pleite und am 16. Juni 2007 wurde wieder eröffnet. Ab März 2010 war das Haus exklusiver Veranstaltungsort mit Clubbetrieb. Das „Goya“ wurde im Mai 2014 erneut geschlossen. Das Bauwerk stand zur Zeit seiner Entstehung wegen seiner uneinheitlichen und pompösen Fassadendekoration unter Kritik und steht seit 1997 unter Denkmalschutz. |
| Notausgang ---- Filmhof Intime Lichtspiele (Lage)                                   | Schöneberg Vorbergstraße 1                  | 1914–1999 | An der Ecke Hauptstraße steht ein fünfgeschossiges Wohnhaus, das in einem sanften Bogen in die Vorbergstraße mündet. Das Kino soll seit 1914 bestanden haben. In den Berliner Adressbüchern finden sich zwar Hinweise zu einem Direktor Buchwald, aber ohne Angabe eines Kinos. Um 1920 bestanden die „Intimen Lichtspiele“ mit 227 bis 240 Plätzen. Franz Moritz und Otto Brandenburg waren die Besitzer, die 1913 als Gründungsjahr im Kino-Adressbuch nannten. Der Kinobesitz wechselte ab 1921 auf Otto Saxenberger als Inhaber, seine Geschäfte führt Curt Saxenberger. Er gibt 1914 als Gründungsjahr an. Die Kinoadresse ist werbewirksam mit Hauptstraße 10 benannt, „Eingang Vorbergstraße 1“. In den wohl wegen der Größe als „Intime Lichtspiele“ benannten Kino fanden täglich Stummfilmvorführungen mit zwei Programmen je Woche statt, begleitet von einem Musiker. 1932 ermöglichten die Saxenberger durch Einbau von Kinoton das Vorführen von Tonfilmen. Der Kinoname wechselte 1936 zu „Der Filmhof“ als Herbert und Fritz Reiß (Gebr. Reiß) die Spielstätte als Inhaber übernahmen. Nach ihren Angaben wäre das Gründungsjahr 1920. Fritz Reiß führte den Filmhof auch in den 1940er Nachkriegsjahren mit 309 Plätzen weiter. „Filmhof in Schöneberg, Renovierung und Umbau. Die Attraktion des Hauses: ein beleuchteter Springbrunnen“ () 1951 wurde Gerda Lehmann Inhaberin und Geschäftsführerin. Die Vorführung erfolgte mit einer Bauer B6 und Klangfilm-Verstärkern, Diaprojektion mit Ton. Es gab 21 Vorstellungen pro Woche bei täglicher Vorführung, bei einer Kapazität von 300 Zuschauerplätzen. „H. Werkmeister ist seit 1. Februar 1956 der neue Besitzer des Theaters ‚Filmhof‘ in Berlin-Schöneberg.“ () Unter Georg Ziegan erfolgt die Verbesserung der Ausstattung der Filmhof-Lichtspiele durch den UFA-Handel mit Kamphöner-Bestuhlung in Flachpolster. Gleichzeitig erfolgt die Aufbesserung der Vorführungen auf Breitwand-System CinemaScope unter Nutzung der Bauer-B6-Maschine (Lichtquelle: Reinkohle) mit Einkanal-Lichtton und Verstärker und Lautsprechern von Klangfilm für Filmwiedergabe 1:2,35. 1971 übernahm Gunter Rometsch das Kino und machte es unter dem Namen „Notausgang“ zum Programmkino. Seit 1914 hatte sich architektonisch kaum etwas geändert. 1986 ließ er eine Figur von Ernst Lubitsch anfertigen, die mit im Kinosaal saß. Das Kino Notausgang (10823 Berlin, Vorbergstraße 1) hatte 182 Plätze. Als 1994 Gunter Rometsch verstarb, führte es 1995 Frieder Rometsch vorerst weiter. Die Betreiberin des „Moviemento“ (Kreuzberg, Kottbuser Damm 22) Ingrid Schwibbe (10967 Berlin, Boppstraße 11) übernahm das Kino 1996 (PRK) 25 m²-Leinwand 155 Plätze mit Tontechnik „Ultra-Stereo“. Andere Betreiber versuchten das „Notausgang“ weiter zu betreiben. Es gehörte zur Szene der Berliner Off-Kinos, aber der Erfolg war wahrscheinlich zu eng mit Gunther Rometsch verbunden. Anfang 1998 war es in „Cult Fiction“ umbenannt worden um ein neues Publikum anzulocken. Es blieb ein Versuch. Noch im August 1998 war die Neueröffnung wieder als Notausgang durch Hendrik Buchbender nach sechswöchigem Umbau angekündigt. Der letzte Betreiber gab dem Kino seinen alten Namen zurück und hatte ein anspruchsvolles Programm (beispielsweise eine Billy-Wilder- und Sean-Connery-Reihe). Doch auch er konnte die Tradition nicht retten. Im April 1999 schloss das Kino für immer. Die Lubitsch-Figur befand sich für einige Jahre im Foyer des Filmmuseums und sitzt nun im „Babylon“ (Mitte, Rosa-Luxemburg-Straße 30). In den Räumen siedelte sich Gastronomie an: seit den 2000er Jahren das Café „Arena Sportsbar“. Im Erdgeschoss des Wohnhauses, zur Hauptstraße hin, lagen eine Zeit lang auch die Räume einer Videothek (Video World). |
| Odeon ---- Sylvia (Lage)                                                            | Schöneberg Hauptstraße 116                  | seit 1951 | „Vor einiger Zeit [1950] wurde in der Hauptstraße 116 in Berlin-Schöneberg auf einem Ruinengrundstück ein schmuckes neues Filmtheater, die „Sylvia-Filmbühne“, mit 550 Plätzen unter der Direktion von Robert Heger eröffnet. Das ohne Rang gebaute Theater verfügt über die modernsten technischen Einrichtungen, über einwandfreie Akustik und ist mit einer Warmluftanlage sowie mit Plätzen für Schwerhörige versehen.“ () Von außen wirkt der schlichte Kino-Bungalow mit den farblich abgesetzten Reliefs gar nicht so groß, dabei bietet er Platz für 359 Besucher und Sicht auf eine überraschend breite Kinoleinwand. Der freistehende Flachbau des Kinos liegt etwas nördlich der Kreuzung Haupt-/Dominicusstraße gegenüber der Paul-Gerhardt-Kirche auf dem Gebiet des historischen Schöneberger Dorfzentrum. Die Vorführmaschine war eine Ernemann B VII, die Verstärker Eurodyn, es gab tönendes Dia und für die 6 m × 3,2 m große Bühne auch eine Theaterkonzession. Es wurden 23 Vorstellungen in der Woche bei täglichen Vorführungen gegeben. 1956 war Walter Kugland Theaterleiter der Filmbühne und Friedrich Vorwerk Geschäftsführer von Karl Heger. Im Jahr 1957 wurde mit Hilfe vom UFA-Handel das neue Bild- und Tonsystem eingerichtet. Unter Verbleib der Ernemann VII B (Verstärker Dominar L, Lichtquelle: Xenon) wurde das Vorführen von CinemaScope-Filmen mit Licht- und Magnetton in den Seitenverhältnissen 1:2,35 und 1:2,55 möglich. Die Bestuhlung mit Hochpolster-Kinosesseln kam von Schröder & Henzelmann. Bei täglichem Spielbetrieb wurden jede Woche 21 Vorstellungen und 1 Spätvorstellung veranstaltet. Es existierte eine Schwerhörigenanlage. Die Sylvia-Filmbühne auf ihrem eigenen Grundstück blieb bis in die 1970er Jahre im Besitz von Karl Heger, der von Peter Reiff abgelöst wurde. Es konnten auch Filme im 70-mm-Format vorgeführt werden. 1982 wurde sie von der Yorck-Kinogruppe in deren Verbund übernommen, zunächst mit gleichem Namen. 1985 erfolgte die Umbenennung in „Odeon“ unter Rückgriff auf die Schöneberger Odeon-Lichtspiele. Es war das erste Kino Berlins, in dem Filme in englischer Originalfassung mit Untertiteln gezeigt wurden (Brewster's Millions war der erste Film). „Der coole Neon-Schriftzug ODEON ist sein Markenzeichen. Im Foyer gibt sich das ODEON ganz amerikanisch mit salzigem Popcorn, Brownies und der liebevoll gepflegten „Celebritywall“, auf der prominenten Geburtstagskindern der Filmbranche monatlich gehuldigt wird. Das Kino ist ein echter Pionier der OV-Kultur.“ In den 1990er Jahren ist das Odeon mit 410 Plätzen angegeben. Ab 2010 („das Kino wird 60 Jahre alt“) wurde es Eröffnungsort des neuen Festivalformats „Berlinale goes Kiez“. 2012 wird auch das Odeon digitalisiert. Es gibt einen Saal mit 359 Sitzen (in 22 Reihen) und einer Leinwand von 4,50 m × 10,10 m. Die Projektion ist analog in 35-mm- und 70-mm-Format, sowie digital möglich. „Vor dem von der Straße zurückgesetzten Kino erstreckt sich ein karger Platz, auf dem ein paar Schaukästen aufgestellt sind. Die Treppenstufen zum Kino werden im Sommer mit Vorliebe vom wartenden Publikum als Treffpunkt genutzt. Im kleinen Kassenhäuschen des Vorraums sitzt Vera Drombusch als Pappfigur […] Nur bei vollem Haus […] wird das Kassenhäuschen tatsächlich genutzt. Ansonsten kauft man seine Eintrittskarte im kleinen Foyer, dass zwar so breit wie der Saal, vom Platzangebot her trotzdem ungenügend ist. Einige Bistrotische und eine schwarze Ledercouch stehen unter der schwarzglitzernden Decke und an einer Pinnwand sind mit viel Liebe und Arbeit die monatlichen Geburtstage von Filmstars aus aller Welt angebracht. Im Saal kann man sich an der großen Leinwand erfreuen, die vor der Vorführung durch einen roten Samtvorhang verhüllt ist. Die dazu passenden roten Klappsessel mit Getränkehalter und die indirekte Beleuchtung lassen eine behagliche Atmosphäre aufkommen. Leider haben die Sessel [von 2012] nicht ganz die Klasse, wie die ca. 1997 ausgemusterte Bestuhlung.“ |
| Odeon-Lichtspiele (Lage)                                                            | Schöneberg Potsdamer Straße 180             | 1918–1938 | Das Kino befand sich im Gebäude an der Potsdamer Straße Ecke Pallasstraße am Nordende des ehemaligen Botanischen Gartens. 1918 wurde es unter der Bezeichnung „Neues Lichtspielhaus“ mit 421 Plätzen von Siegmund Sborowitz eröffnet. Er betrieb diese Spielstätte wenigstens bis zum Beginn der 1920er Jahre. Für den folgenden Zeitraum (1923/1925) war sie wohl geschlossen. Für 1927 ist der Nachweis der „Odeon-Lichtspiele“ in der Potsdamer Straße 75 mit der National-Film-Theater GmbH als Inhaber wieder vorhanden. Als Jahr der Gründung ist 1926 im Kino-Adressbuch 1928 genannt. 1928 und 1929 ist die W. Hulke & Co. der Inhaber des Kinos mit 429 Plätzen, es wurde täglich bespielt. Danach wurden Isenheim & Brandt die Kinobesitzer, die 1931 auch durch Klangfilm die Vorführung von Tonfilmen anboten. 1934 gab es nochmals eine Änderung der Inhaber durch Wechsel der Teilhaber: Brandt & Deutsch. Mit der Bezirksreform von 1938 kam das Kino zum Verwaltungsbezirk Schöneberg und durch Änderung der Hausnummerierung wurde die Potsdamer Straße 75 mit dem Neubau zu Potsdamer Straße 180/182. Das Kino wurde 1938 geschlossen als das Gebäude Potsdamer Straße 180/182 vollständig von der Deutschen Arbeitsfront belegt wurde. Das Gebäude Potsdamer Straße 180/182 wurde dann von der BVG genutzt als durch die Teilung der Stadt eine getrennte Verwaltung „erzwungen“ wurde. |
| Olympia-Lichtspiele ---- Nationalhof-Lichtspiele (Lage)                             | Schöneberg Bülowstraße 37                   | 1922–1969 | Die Bülowstraße war teilweise Berlin zugeordnet, während 1–7 und 101–108 im Vorort Schöneberg lagen. Auf dem Grundstück des Mietshauses 37 des Privat-Gelehrten Schoede am Dennewitzplatz gegenüber der Lutherkirche befanden sich die „Nationalhof-Festsäle“, zuvor als „Königshof“. In einem der Festsäle im Hof des Grundstücks befanden sich ab 1922 die „Nationalhof-Lichtspiele“. Diese sind mit 580 Plätzen und einer Bühne bis 1925 im Besitz von Georg Pourroy genannt. „In der Bülowstraße reihte sich damals ein Homolokal an das andere: der Nationalhof, der Continental-Club, das Bülow-Casino, das Conti-Casino, das Dorian Gray, das Hollandais, das Dédé, die Hohenzollerndiele und die Pan-Diele. Einige Bars hatten ‚Eliteetagen‘, die einem Geschlecht vorbehalten waren“ (). „Der Klub Violetta wurde 1926 von Lotte Hahn gegründet. Ursprünglich als Tanzklub gedacht, entwickelte sich diese Vereinigung aber schon im Laufe des ersten Jahres zu einer aktiven lesbischen Frauengruppe. 400 Frauen waren Mitglieder, Frauen, die als Verkäuferinnen, Büro- oder Bankangestellte ihren Lebensunterhalt verdienten. Das Domizil dieses Klubs lag in den ersten drei Jahren in Schöneberg, im Nationalhof in der Bülowstraße 37“ (). 1925 firmierte Pourroy dieses Kino als O.T. „Olympia-Theater“, Nationalhof-Lichtspiele, Film- und Bühnenschau, W 57, Bülowstr. 37/40. 1927 wurde die Trägergesellschaft „Olympia Film- und Bühnenschau GmbH“ der Geschäftsführer Rosner und Olmes zum Inhaber der „Olympia-Lichtspiele“, 1928 ist Fritz Kattwinkel der Geschäftsführer. Nach Kino-Adressbuch wurde ab 1929 Bruno Esbold aus Potsdam der Inhaber des Kinos mit 677 Plätzen. Die Bühne hat eine Größe von 4 m × 6 m, gespielt wurde täglich und das Stummfilmprogramm wird von acht Musikern begleitet. Esbold lässt 1931 mit Tonfilmtechnik (Kinoton) aufrüsten. Während 1932 Ehlert und Windorf die Lichtspiele übernehmen. Das Kino Olympia mit 655 Plätzen geht 1937 an Fritz Kuske und im Folgejahr sind sowohl Brandt & Deutsch als auch Fritz Kuske und Hans Reinelt als Inhaber aufgeführt. Die Olympia-Lichtspiele überstanden die Kriegsereignisse ohne größere Schäden und wurden in den Nachkriegsjahren von der „a-c-o“ (W 35, Bülowstraße 37) mit 682 Plätzen für Zuschauer weiterbetrieben. 1950 sind Herr Meurer und Frau Zapprun als Geschäftsführer von Frau Endler-Brandt, Reinelt und Deutsch notiert, 1952 die Brandt & Deutsch oHG als Inhaber und Geschäftsführer. Das Kino hatte 708 Plätze und bot 21/ 22 Vorstellungen in der Woche. Die Bühne ist mit 5 m × 1 m × 4 m verzeichnet, der Vorführung standen die Erko-Apparatur (Lichtquelle: Xenon) und TKD-Klangfilm-Verstärker und -Lautsprecher bereit. Die Bestuhlung mit 708 Klappsitzen wurde 1959 durch 475 Hochpolstersessel von Wegener ausgetauscht. Mit dem Geschäftsführerwechsel von Wolfgang Meurer durch Margarete Gierig im gleichen Jahr erfolgte die Umrüstung auf Breitwand. Mit der Erko-Vorführung war CinemaScope in Einkanal-Lichtton und dem Größenverhältnis 1:2,35 möglich. Bei täglichen Vorführungen gab es 16 bis 21 in der Woche und eine Spät- und eine Jugendvorstellung. Als Olympia-Lichtspiele war das Kino im Hof noch bis 1969 in Betrieb. Die Säle und dadurch das Kinogebäude im hinteren Grundstück existieren nicht mehr, das Vorderhaus steht unter Denkmalschutz. Das Mietshaus wurde 1875–1876 nach ihren Entwürfen von den Bauherren Stier und Hubert Ludwig Oswald errichtet. |
| Olympia-Theater (Lage)                                                              | Schöneberg Meraner Straße 1                 | 1912–1915 | Ab 1912 bestand am Bayerischen Platz im Eckhaus Meraner Straße 14 zur Innsbrucker Straße 1 ein Kinematographentheater, das „Olympia-Theater“. 1912 wohnte Direktor Otto Schob in der Innsbrucker Straße 1. Im Jahr darauf ist er wie auch Joseph Bartsch im Nebenhaus mit „Lichtspieltheater“ aufgenommen. Joseph Bartsch ist mit der Olympia-Theater GmbH in der Kantstraße 162 (Vorläufer vom Charlottenburger Olympia am Zoo) für 1914/1915 aufgeführt. In der Meraner Straße ist Bartsch unter Kinematographische Vorstellungen für 1915 noch aufgenommen. 1916 befindet sich in der Meraner Straße lediglich noch das Weinrestaurant Linner & Co. Andererseits ist Joseph Bartsch noch als Geschäftsführer der Olympia-Theater GmbH notiert. Otto Schob ist Kaufmann in Schöneberg Steinacher Straße 1. Mit der Umstellung der Nummerierungsart der Grundstücke wurde das Nachbargrundstück der Innsbrucker Straße zu Meraner Straße 1. Durch Neubebauung befindet sich als Kopfbau Meraner/ Innsbrucker Straße ein siebengeschossiges Wohnhaus Bayerischer Platz 8 mit Restaurant im Erdgeschoss und angeschlossenem Flachbau Innsbrucker Straße 1 auf den Grundstücken. |
| Palast-Theater (Lage)                                                               | Schöneberg Hauptstraße 36                   | 1912–1913 | In der Hauptstraße 36 bestand das Kinematographentheater wohl nur von 1912 bis 1913. In Schöneberg wurde 1912 nach einem Streit im März eine Kinosteuer eingeführt. Diese Gemeindesteuer für Kinematographentheater in Verbindung mit einer weiteren Steuer für Lustbarkeiten auf Rummelplätzen und Radrennen wurde 1911 diskutiert. Als Besitzer des „Palast-Theaters“ wird Herr Marbach genannt, der sich seinerzeit gegen die Erhebung einer Kinosteuer in Schöneberg gewehrt hatte. Im Berliner Adressbuch besteht für den Vorort Schöneberg bei den Gewerbetreibenden unter dem Stichwort Kinematographentheater der Eintrag: M. Rudolph & Co. für die Hauptstraße 36. Im Einwohnerteil ist die Firma M. Rudolph & Co. Kinematographentheater und Filmverleihgeschäft aufgenommen. Deren Inhaber sind Max Rudolph und Frau Anna Marbach. Ab 1910 war die Max Rudolph & Co. in der Bülowstraße 45 mit dem Bülow-Theater ansässig. Das fünfgeschossige Wohnhaus mit Geschäftsräumen im Erdgeschoss (gegenüber der Einmündung der Albertstraße) ist noch vorhanden. Es blieb im Gegensatz zum Eckhaus Eisenacher Straße 60/61 ohne Kriegsschäden. Die Bebauung geht zudem in die Grundstückstiefe. Das kurzfristig bestehende Ladenkino könnte 100 bis 120 Plätze angeboten haben. |
| Palette-Filmtheater (Lage)                                                          | Schöneberg Dürerplatz 1                     | 1952–1966 | „In sehr günstiger Verkehrslage in Berlin-Friedenau wurde nach dreimonatiger Bauzeit die Palette [am 13. Oktober 1952] eröffnet, ein Haus von Julius Janowski. Das reizvolle, moderne Gebäude wurde von dem bekannten Kino-Architekten Bruno Mertendorf errichtet, die Bauleitung hatte Max Faßhauer. Für die technische Einrichtung des Hauses sorgte UFA-Handel. Die Vorführungsmaschinen lieferte Askania, die Firma Bähre die Bestuhlung. Rund 600 Personen finden Zutritt. Als Eröffnungsprogramm lief mit großem Erfolg Die schöne Tölzerin.“ () Der Dürerplatz liegt am Südost-Ausgang des S-Bahnhofs Friedenau auf der Schöneberger Seite der Bahntrasse. Das Grundstück Dürerplatz 1 und die Gebäude zwischen Rembrandtstraße und Bahn waren bei den Luftangriffen „wiederaufbaufähig“ beschädigt worden, während das Wohnhaus Rembrandtstraße 14 wieder aufgebaut wurde, entsteht zum Dürerplatz auf geänderter Grundfläche das Kinogebäude von „Janowski und Co.“, der auch die „Film-Bühne Wien“ am Kurfürstendamm in Charlottenburg gehörte. Die Geschäfte wurden anfangs von Herrn Rösler, für 1955/1956 von Krause geführt. Gespielt wurden die Filme dreimal an jedem Tag der Woche, angegeben sind 587 Plätze in Halbpolster. 1957 erfolgte ein Umfirmierung der Inhaber in Janowski & Co. oHG geführt von Gerda Schmidt. In diesem Jahr wurde im „Palette Filmtheater“ das Bild- und Tonsystem CinemaScope in Einkanal-Lichtton für Filme im Breitwandformaten 1:2,35 eingeführt. Die Aufführung von Filmen in Vierkanal-Magnetton und Format 1:2,55 sind 1957/1958 im Kino-Adressbuch genannt, aber ab 1959 besteht diese Angabe nicht mehr. Außer den 21 Normalvorstellungen je Woche kamen 1957 eine Spät- und eine Matinee-/Jugendvorstellung hinzu. In Vorbereitung des Baus der Stadtautobahn (Westtangente) nach Steglitz – parallel zur S-Bahnstrecke – wurden die auf der Schöneberger Seite benachbarten Grundstücke beansprucht. Zudem führten wohl finanzielle Gründe dazu, dass der Spielbetrieb 1966 eingestellt wurde und das Kino schloss. Ende der 1970er Jahre wurde auf dem Eckgrundstück Rembrandtstraße/Dürerplatz ein sechsgeschossiges Wohnhaus mit Supermarkt im Erdgeschoss neu errichtet. Die Zufahrt zur Tiefgarage führt über die unbebaute Rembrandtstraße 13. |
| Pamet-Lichtspiele ---- Concordia Lumina (Lage)                                      | Schöneberg Bülowstraße 24                   | 1912–1964 | Erbaut wurde das Haus vor 1900 mit 24 Mietwohnungen auf vier Etagen und kleinen Gewerbebetrieben im Erdgeschoss. 1910 wurde es ein Theater im linken Seitenflügel (Eckbau zur Potsdamer Straße) des Wohnhauses. Es befand sich dort das „Intime Theater“, welches wohl als Kasino und Theater genutzt wurde. „Im Sommer 1912 wurde das ‚Intime Theater‘ renoviert und am 4. August feierlich wiedereröffnet.“ () Den Einbau des Kinematographen hatte der Architekt Edmund Fuchs übernommen. 1910 und 1911 ist Franz Würffel Theaterdirektor und 1912 das Intime Theater zur Bülowstraße 6 eingetragen. 1913 folgte die Berliner Lichtspieltheater GmbH. 1914 bis 1919 ist A. Kühne Direktor in der Bülowstraße und im Intimen Theater bis 1925. In den Kriegsjahren und der Zwischenzeit wurde die Kinoeinrichtung wohl innerhalb des Theaters genutzt. Das Kino (wohl) in den Theaterräumen wurde von Bullmann betrieben und besaß den Namen „Lumina“. Ab 1925 wurden die Concordia-Lichtspiele für tägliche Kino-Vorstellungen mit Stummfilmen eingerichtet, Film und Bühne früher Intimes Theater. Joseph Gutkind war der Inhaber des Kinos mit 315 Plätzen. Im Kino-Adressbuch ist 1925 als Gründungsjahr des Concordia aufgenommen. Ab 1935 wurde das Concordia von Fritz Kuske mit den 301 Sitzplätzen übernommen. „Über Kassenhalle und großzügiges Foyer gelangte man in den langgestreckten Zuschauerraum mit Rang. Die bis dahin lediglich durch einfache Schriftzüge gekennzeichnete Theaterfassade erhielt 1936 durch Schaukästen und eine neue Lichtreklame eine zeitgemäße und stärker auf die Nutzung hinweisende Gestaltung.“ () Ab 1938 wurden die Kino-Unternehmer Brandt & Deutsch, Fritz Kuske & Hans Reinelt die neuen Besitzer. Sie führten den Betrieb durch die Kriegsjahre und in die Nachkriegszeit Ende der 1940er Jahre. Im Gegensatz zu den Gebäuden Richtung Frobenstraße blieb die Ecke Bülow-/ Potsdamer Straße erhalten. Das Kino bot 1948 Platz für 366 Zuschauer. „Ein tragischer Vorfall ereignete sich im September (laut Filmblätter im Oktober) 1948. Trotz baupolizeilicher Abnahme stürzte während einer Vorstellung die mit Bauschutt belastete Decke ein und erschlug 19 Menschen.“ () Architektonisch verändert und technisch modernisiert eröffnete das Kino 1949 unter Paul A. Meiß als Inhaber und seiner Frau Anny Meiß als Geschäftsführerin als „Pamet-Filmtheater“. Im Zuschauerraum nahm die geschwungene, um Pfeiler gelegte Wandverkleidung die Beleuchtungskörper auf und verlieh dem schlichten Raum Dynamik. Die Renovierung von 1949 führte Paul Schallenberger aus. Das Kino besaß nun 368 Plätze und wurde an sieben Tagen der Woche mit jeweils drei Vorstellungen bespielt. Es verfügte über eine Bühne von 6 m × 2 m × 4 m Größe. Die Bestandteile der Filmausrüstung waren: Ernemann VIIB, Verstärker TeKaDe von Klangfilm und ein Diaprojektor. Durch Klaus Bieler erfolgte ein 1956 ein Umbau. Daraufhin kam die Spätvorstellung hinzu. Für Breitwandfilme im Bild- und Tonsystem CinemaScope mit Einkanal-Lichtton auf Leinwand im Größenverhältnis kamen zur vorhandenen Ernemann VIIB-Maschine die Verstärker Dominar M und Lautsprecher von Zeiss Ikon. Es gab eine tönende Dia-Apparatur. Die Bestuhlung von Wegener bot den Zuschauern 376 Hochpolstersessel. 1962, in Zeiten der Kinokrise, wurde die Cinema-Bar, in der nebenher Filme gezeigt wurden, im Pamet eingerichtet. 1964 endete mit der „Cinema-Tanzbar“ der Kinobetrieb komplett. Im weiteren Verlauf wurde das „Liverpool Hoop“, mit dem Zusatz „Tanzsalon der Jugend“ geführt. Es gehörte Dieter Behlinda, dem Manager der „Boots“. 1964 bis 1967 war es ein national bekannter Musikclub, dessen Konzerte regelmäßig in der Zeitschrift OK erwähnt wurden. Nach den 1970er Jahren wurden die Grundstücke der Bülowstraße wechselseitig statt vorher fortlaufend nummeriert: Bülowstraße 24/ Potsdamer Straße 142, 10783 Berlin. Das Haus wurde 2007/2008 (Sanierungsgebiet Schöneberg-Bülowstraße) saniert. Im Erdgeschoss des (nun) fünfgeschossigen Wohnhauses Bülowstraße 24 befinden sich Ladengeschäfte und Restaurants. Die zwei Restaurants an der Ecke in die Potsdamer Straße (Nr. 146) befinden sich in den vormaligen Räumen von Kinosaal und Vorführraum. |
| Passage-Theater (Lage)                                                              | Schöneberg Hauptstraße 139                  | 1911–1920 | In der Hauptstraße 139 (gegenüber vom Postamt 62) führt das Berliner Adressbuch für den Vorort Schöneberg zum Jahr 1911 das „Passage-Vitaskope-Theater“. Noch im Jahr 1920 befand sich das Passage-Kino unter dieser Adresse. Für die Jahre 1914/1915 ist Brückmann & Co. für die kinematographischen Vorstellungen angegeben. 1917 ist der Inhaber nicht ersichtlich. 1918 ist das Kinematographentheater für die Inhaber Ernst Krämer & James Meyer angegeben. Es bot damals 200 Zuschauerplätze. Im Jahr 1920 wies das Passage-Theater Margaretha Franck als Inhaberin und C. F. J. Larsen als Geschäftsführer aus. Das Kino ist mit 250 Plätzen notiert. Während der Kinojahre befand sich auch ein Restaurant im Haus. In den Nachkriegsjahren befand sich in der Hauptstraße 139, die ohne Kriegsschäden blieb, als „KBS 2“ genannt der Ableger des „Kleinen Ballhauses Schöneberg“ („KBS -1-“, Hauptstrasse 30), das wurde. Auf der Straßen-Südseite, südwestlich der Kolonnenstraße, befinden sich im Erdgeschoss des fünfgeschossigen Wohnhauses weiterhin Ladengeschäfte. Das Gebäude verfügt über Seitenflügel, Quergebäude und einen Hof. |
| Prinzeß-Lichtspiele (Lage)                                                          | Schöneberg Hauptstraße 20                   | 1912–1921 | Das Ladenkino eröffnete 1911/1912 in der Hauptstraße 20 am damaligen Kaiser-Wilhelm-Platz. Es war noch Anfang der 1920er Jahre in Betrieb. Zunächst bot 1911 bis 1915 E. Luft kinematographische Vorstellungen, 1917 Kinotheater von Hartmann, Erna. 1920/1921 ist der Kinobetreiber Robert Bartsch (Wohnung Steglitz, Schloßstraße 88) für die Prinzeß-Lichtspiele notiert. Die Angaben für diese liegen zwischen 120 und 227 Plätzen. Das Gebäude steht als Mietshaus von 1886 unter Denkmalschutz. Im Haus befinden sich aktuell zwei Ladengeschäfte im Erdgeschoss. |
| Savoy-Lichtspiele (Lage)                                                            | Schöneberg Martin-Luther-Straße 30          | 1929–1943 | 1929 ist die Martin-Luther-Straße zwischen dem Verwaltungsbezirk Schöneberg (Nummer 25–75) und den Innenstadtbezirken (Pist W30), das Grundstück Nummer 5 gehört zur Innenstadt, und befand sich an der Südwestecke der Neuen Winterfeldtstraße. 1929 eröffneten Natkin & Betzel die „Savoy-Lichtspiele“. Im Kino-Adressbuch ist das Gründungsjahr 192 aufgenommen. Das Kino besaß 363 Plätze, es gab tägliche Vorstellungen und die Stummfilme jener Take wurden von vier Musikern akustisch begleitet und untermalt. 1931 wurde die mit Klangfilmtechnik (oder Kinoton?) eine Tonfilmvorführung ermöglicht. Der Geschäftsführer für Natkin & Betzel wurde Theaterdirektor Friedrich Berisch. „Familie Betzel arbeitete vielfach auch gemeinsam mit Familie Natkin und Familie Bunar. Bereits in den 1930er Jahren war Johannes Betzel Inhaber mehrerer Kinos in Berlin und Dessau. Ende des Zweiten Weltkrieges hatte Betzel jedoch die meisten seiner Kinos wieder verloren, sei es durch Zerstörung bei Bombenangriffen oder durch Zwangsenteignung der Kinos im russischen Sektor.“ () Ab 1934 ist Hans Betzel als Inhaber notiert, Berisch führt dessen Geschäfte. Nach 1936 wurde Paul von Tubbé der Kinobesitzer 1941 ist Paula Gutterer im Besitz der Savoy-Lichtspiele, der Wechsel fand wohl 1940 statt. Das Gebäude wurde bei Luftangriffen im Krieg zerstört, dabei das gesamte Karree zwischen Winterfeldt-, Martin-Luther- und Luitpoldstraße betroffen. Die Adresse wurde durch die Änderung der Nummerierung zur Martin-Luther-Straße 30. Auf dem vormaligen Kinogrundstück wurde ein fünfgeschossiger Neubaublock errichtet. |
| Scala-Palast ---- Eispalast-Kino (Lage)                                             | Schöneberg Martin-Luther-Straße 14–18       | 1910–1923 | „Berlin. Das ‚Eispalast-Kino‘ ist am 10.ds. eröffnet worden, ein vornehmes Lichtbild-Theater, das in der ersten Etage des Berliner Eispalastes seinen Sitz aufgeschlagen hat, in demselben Prachtsaal, in dem nachts das Cabaret seine Gäste unterhält. Damit ist schon angedeutet, dass der Theaterraum sich als ein elegant und modern ausgestatteter Aufenthaltsort präsentiert. Auch das Eingangsportal, Kassenraum, Aufgang und Vestibül sind in vornehmem Stil gehalten, so dass der verwöhnteste Besucher seinen Geschmack und seine Anforderungen befriedigt findet. Eine sehr dankenswerte Einrichtung ist es, dass im Hintergrund des Zuschauerraumes, von wo aus die Lichtbilder am effektvollsten zu sehen sind, ein Cercle an Tischen eingerichtet ist, in dem Erfrischungen serviert werden. Für die Besucher des Eispalastes sind ermäßigte Preise angesetzt. Die Lichtbilder bringen vorzügliche Aufnahmen. Das Programm, das zweimal in der Woche wechselt, ist gewählt und reichhaltig.“ () Der Eispalast in der Lutherstraße 22–24 war 1908 eröffnet worden. Der Kinosaal im Eispalast wurde weiterhin betrieben. Die Scala wurde im September 1920 von neun, meist jüdischen Geschäftsleuten – darunter der Inhaber des Verlages Lichtbild-Bühne, Karl Wolffsohn, und der Flugzeugindustrielle Fokker – im Eispalast als Varieté neu eröffnet. Das Lichtspieltheater „Scala-Palast“ im Eigentum der Scala-Palast GmbH bot tägliche Vorstellungen. Es waren 3000 Sitzplätze vorhanden. Die Betriebsart war die eines Varietés. Der Betrieb als Lichtspieltheater wurde 1923 eingestellt. Im Berliner Adressbuch ist die Scala-Palast GmbH ohne den Zusatz „Kinematograph“ aufgenommen. Das Gebäude wurde in der Nacht vom 22. zum 23. November 1943 weitgehend zerstört. Bis dahin wurde die Scala als Varieté bespielt. Die jüdischen Teilhaber wurden Mitte der 1930er Jahre ausgetauscht. Ab 1960 wurden Teile der Scala zeitweise als provisorische Spielstätte des Kabaretts Die Wühlmäuse genutzt. 1963 wurde die Lutherstraße in die Martin-Luther-Straße einbezogen. Die Adresse wurde zu Martin-Luther-Straße 14–18 (gerade Hausnummern). Das Gebäude wurde später abgetragen. In den 1970er Jahren wurde die Straßenfront mit einem achtgeschossigen sachlichen Zweckbau geschlossen. Der Bereich des früheren Zuschauer- und Bühnenraums wurde ein nicht-öffentlicher Parkplatz. |
| Schloßbrauerei-Lichtspiele (Lage)                                                   | Schöneberg Hauptstraße 122–123              | 1918      | In der Hauptstraße 122–123 befand sich der „Dorfkrug“ und das „Jagdschlösschen“, ein Freigut mit Braugerechtigkeit, wo die Schlegelsche Brauerei gegründet worden war. Die Berliner Schlossbrauerei kaufte 1871 das alte Kruggelände und eröffnete die Schöneberger Schlossbrauerei an der Dominicusstraße (vormals Tempelhofer Straße). So entstand der Biergarten der Brauerei und der „Vergnügungspalast“ der Schloßbrauerei Schöneberg. Die Direktion der Brauerei waren in den 1910er Jahren Ernst Krämer & James Meyer. Wie in Berlin weit verbreitet wurden im Saal der Brauerei um 1918 auch kinematographische Vorführungen gegeben. Die Größe des Saals der „Schloßbrauerei-Lichtspiele“ wurde 1918 mit 3000 Plätzen angegeben. An Stelle des Biergartens entstand auf dem Gelände 1938 der „Prälat Schöneberg“, als Ausflugsgaststätte mit einem Saal für 2000 Personen. Nach Kriegsschäden wurde der Prälat neu eingerichtet und 1955 umgebaut. Die Braustätte bestand noch bis 1957. Die gesamte Vorderfront des Gebäudes an der Hauptstraße wurde 2007 abgerissen und die danach brache Fläche mit einem Supermarkt bebaut. |
| Sportpalast (Lage)                                                                  | Schöneberg Potsdamer Straße 170–172         | 1919–1966 | Der Berliner Sportpalast wurde nach Plänen von Hermann Dernburg am 17. November 1910 mit einer Eislaufbahn im Inneren eröffnet. Er befand sich in der Potsdamer Straße 72. Es gab seither Filmpremieren im Haus, so am 3. Februar 1912 Die Macht des Goldes von Urban Gold. 1919 erfolgte durch Reinhold Clauß der Umbau zu den Sport-Palast-Lichtspielen. Sie wurden mit 3013 Plätzen (2636 Parkett, 377 Rang) als das „größte Kino der Welt“ beworben. Eröffnet wurde offiziell am 5. September 1919 mit dem Film Die von der Liebe leben. Träger der täglichen Vorstellungen war die Sport-Palast-Lichtspiele GmbH, die Kinopächter waren 1919 Eduard Fischer sowie Moritz Ehrlich & Max Kanarienvogel. Moritz Ehrlich und Richard Joseph waren die Betreiber 1920/1921. Ab 1921 wurden die regelmäßigen Filmvorführungen jedoch wieder zu Gunsten von Sportgroßveranstaltungen im „Sportpalast“ eingestellt. Durch Wilhelm Kratz erfolgte 1929 ein Umbau, wobei für gelegentliche Vorführungen erneut ein Bildwerferraum installiert wurde. Der Saal wurde bis 1944 für sportliche, politische und kulturelle Veranstaltungen genutzt. Den Krieg hatte der Sportpalast relativ unbeschadet überstanden, im Januar 1944 wurde das Gebäude durch Bomben beschädigt. Die Architekten Sobotka und Fehling & Müller betrieben den Ausbau eines Kinos für die „Filmtheater im Sportpalast GmbH“. 1948 wurde das „Filmtheater im Sportpalast“ mit 641 Sitzplätzen im Erschließungstrakt im 2. Obergeschoss in einem der kleineren Säle eröffnete. Im Kinosaal gab es für die Bühne von 6 m × 3 m × 5 m eine Theaterkonzession, ab 1952 sind nur 6 m × 2 m aufgeführt. Es wurden täglich drei Vorstellungen gegeben, zusätzlich eine Spätvorstellung. Die technische Ausrüstung unter Geschäftsführer Karl Heger für die Filmtheater im Sportpalast GmbH waren eine Apparatur Europa, AEG-Verstärker und Dia-Projektion. Ab 1953 ist der Projektionsapparat von Frieseke & Hoepfner genannt. Ab 1957 wurde das Breitwandformat 1:1,85 mit Verstärkern und Lautsprechersystem von Klangfilm eingebaut, tönendes Dia. Für die Bestuhlung kamen 624 Hoch- und Flachpolstersessel in den Saal. Neben den täglichen drei Vorstellungen kam eine Spät- und eine Familienvorstellung hinzu. Nach dem Tod von Karl Heger übernahm Sylvia Heger die Leitung. Der große Saal wurde nach Reparaturarbeiten wieder eröffnet und später zur Konzertarena. Ab 1953 fanden auch in der großen Arena erneut Filmvorführungen als Filmtheater im Sportpalast statt. Ab 1959 fanden im großen Saal Filmvorführungen bei eigentlich nur 2500 Plätzen statt, aber für Großbildvorführungen mit bis zu „9000 Klappstühlen“ für die Zuschauer der „Spektakel“. Sie wurden als Cinemiracle mit drei Philips-Projektoren auf einer 9,0 m × 25,0 m großen Leinwand vorgeführt. Am 3. April 1959 lief der Film Windjammer. 1960 wurde eine Leinwand mit 9,5 m × 28,0 m eingebaut. Der Sportpalast-Saal wurde bis 1963 mehrfach für Premierenvorstellungen von Cinerama-Filmen genutzt. Für die Sportpalast GmbH war Georg Kraeft der Geschäftsführer. Noch 1963 erfolgte ein weiterer Umbau durch Wolfgang Bürgel. 1966 endete der Spielbetrieb als Kino. Als der Betrieb der Halle wirtschaftlich nicht mehr tragbar war, wurde 1973 der Sportpalast zugunsten eines sozialen Wohnungsbauprojekts abgerissen. Bei der Umstellung der Potsdamer Straße auf wechselseitige Nummerierungsweise bekam das Grundstück die Hausnummer 72. 1977 entstand auf der Abrissfläche und parallel zur Potsdamer Straße ein zehnstöckiges „Wohnzentrum“ mit Brückenbau über die Pallasstraße. In Anlehnung an den vormaligen Sportpalast wird das Pallasseum auch „Sozialpalast“ genannt. |
| Tauentzien-Palast ---- Cinema am Tauentzien Guckkasten (Lage)                       | Schöneberg Nürnberger Straße 50–52          | 1950–1957 | Im Krieg war das Lichtspieltheater im Tauentzien-Palast zerstört und aufgegeben worden. In dieser zentralen Lage benachbart war 1929 in der Nürnberger Straße in 50/52 im Quergebäude (nach hinten hinaus) im zweigeschossigen Ballhaus die „Femina“ („Das Ballhaus Berlins“) mit 2000 Plätzen im 1. OG eröffnet gewesen. Im Erdgeschoss unter dem Ballsaal befand sich ein Café. Im Krieg schwer beschädigt, eröffnete 1946 nach Reparaturen im Erdgeschoss das Kabarett Ulenspiegel, der Ballsaal im 1. OG wurde ab 1948 zum Kino umgebaut: das „Cinema am Tauentzien“. Im fünfgeschossige Geschäftshaus wurden 1950 von Werner Mörschel mit 563 Plätzen am neuen Standort nahe zum (alten) Tauentzien(-Palast) die Räume des ehemaligen Kabaretts eröffnet. 1951 erfolgten noch Einbauten durch den Architekten Otto Zbrzezny. Es kamen Künstlerzimmer, Garderoben, Raucher-Foyer, Bar und ein Besucher-Treffpunkt hinzu. Der Bildwerferraum befand sich nach der Durchprojektionsmethode hinter der transparenten, glyceringeprägten Leinwand. Die Bühne von 10 m × 7 m × 4 m hatte eine Theaterlizenz. Das Kino besaß Verstärker von Radio Büttner und eine Ernemann VIIB zur Projektion. Es gab täglich drei Vorstellungen. „Guckkasten im Nürnberger Trichter. Kurt Tuntsch, Direktor der Filmbühne Wien am Kurfürstendamm, Gründer des größten Freilichtkinos der Welt in der Waldbühne und Initiator des führenden Berliner Kabaretts ‚Nürnberger Trichter‘, hat im Hause des Trichters wieder ein Lichtspieltheater eingerichtet. Es soll ab 1. September [1952] als eine Art ‚Wunsch-Kino‘ jeweils eine Woche lang ältere und alte vom Publikum verlangte Filme spielen, mit dem Doppelten Lottchen wird der ‚Guckkasten‘ eröffnet. Drei Nachmittagsvorstellungen wird es in diesem ‚Guckkasten‘ geben, abends haben die Kabarettisten das Wort.“ () Kurt Tuntsch betrieb 1952 kurzzeitig den Guckkasten im Erdgeschoss des Ballsaales ein Kino und auch das Kabarett-Theater „Nürnberger Trichter“ im ehemaligen Ulenspiegel und war im Juni 1953 insolvent. 1953 wurde die Kino-Einrichtung Guckkasten wegen Insolvenz geschlossen. Danach folgte durch die Architekten Heinrich, Stasiak und Kynast der Umbau. Das Kino wurde als Uraufführungstheater in allen Räumen umgestaltet. Auch der Bildwerfer kam 1954 in eine normale Projektionsposition. Die Grundrisslösung kaschierte je drei Pfeiler der zwei Stützenreihen durch eine sägeblattartige Wandlinie. Es bildeten sich drei separate Logen. Die letzte Reihe war mit den beliebten Love Seats ausgestattet, es gab Schwingsessel, die nach hinten gekippt werden konnten. „Am 27. August eröffnen die Ernst Wolff-Lichtspieltheaterbetriebe in Berlin den ehemaligen Nürnberger Trichter unter dem neuen Namen Tauentzien-Palast als Uraufführungstheater. Der Tauentzien-Palast ist in allen Räumen völlig umgestaltet worden. Dieser durchgreifende Umbau war notwendig, weil in dem früheren Lichtspieltheater der Bildwerferraum hinter der Leinwand lag, und das Bild durch Spiegel auf die Leinwand geworfen werden mußte. Der neue Bildwerferraum, der sich nunmehr, wie üblich, vor der Leinwand befindet, wurde mit den modernsten Apparaturen ausgestattet. Neben der Vorführung auf Normalwand sind auch Breitwandvorführungen möglich. Der Zuschauerraum faßt 502 Plätze (gegenüber 560 vor dem Umbau). Die Innenarchitektur ist besonders reizvoll und schafft in dem intimen Raum auch lichttechnisch wirksame Effekte. Großer Wert wurde auf die Gestaltung der Fassade gelegt. Eine effektvolle Lichtreklame wird die Passanten schon von weitem auf das Theater hinweisen. Die Nürnberger Straße und; die angrenzenden Nebenstraßen bieten ausreichende Parkplätze. Wie die Ernst Wolff-Lichtspieltheaterbetriebe mitteilen, wird der Tauentzien-Palast mit dem meist umstrittenen Film dieses Jahres Rummelplatz der Liebe eröffnet. Die RKO hat sich für die deutsche Uraufführung gerade dieses Theater ausgesucht, weil sie sich dort eine überdurchschnittliche Laufzeit des Films verspricht. Der Film-Verleihgesellschaft wurden 100 000,— DM Einnahme allein aus der Uraufführung garantiert. Das ist die höchste Garantie, die je in Deutschland für einen Film gezahlt wurde.“ () Eröffnungsfilm war der amerikanische Film Polonaise. Das Kino benannte der Inhaber Ernst Wolff als Tauentzien-Palast, die Geschäfte führte Günter Weikert. In der Woche gab es 23 Vorstellungen, für die Bühne bestand Theater- und Opernlizenz und der Vorführung diente die Apparatur Ernemann VIIB (links u. rechts) die Verstärker von Siemens Klangfilm, sowie tönendes Dia. 1957 schloss das Kino wieder seine Pforten, im Adressbuch ist das Kinoangebot „erloschen“. 1958 bis 1973 wurde das Haus zur Spielstätte des privat finanzierten „Berliner Theaters“. 1973 wurde der ehemalige Ballsaal zur Kantine der Berliner Finanzverwaltung umgebaut, die das Vorderhaus als Bürohaus nutzte. Unmittelbar nach dem Krieg bis Mitte der 1950er Jahre wurde der Bürobau vom KaDeWe als Notverkauf genutzt. Es etablierte sich hier der Jazz-Club „Badewanne“, von 1978 bis 1993 befand sich die Diskothek „Dschungel“ in der Hausnummer 53 des langen Gebäudes. Bis 1996 war die Landeshauptkasse Berlin in Büroetagen untergebracht. Nach deren Auszug stand das Gebäude einschließlich der Ladengeschäfte leer. Nach einigen Jahren Leerstand wurde das Gebäude in ein Luxushotel (Ellington) umgebaut, das 2007 eröffnete. An der Stelle des ehemaligen Ballsaals stehen heute die Konferenzräume. |
| Tauentzien-Palast ---- UT Kammerlichtspiele (Lage)                                  | Schöneberg Tauentzienstraße 19              | 1913–1945 | Der Tauentzien-Palast befand sich noch in Berlin-Schöneberg an der Grenze zu Charlottenburg an der Ecke Tauentzienstraße 19 in die Nürnberger Straße 57–59. Das Geschäftshaus war 1912/1913 nach Plänen von Johann Emil Schaudt erbaut worden, der auch Architekt des KaDeWe war. 1910/4484/ Im Erdgeschoss und der ersten Etage des Hauses befand sich ein Café, darüber in der 2.–4. Etage der Kinosaal des „Union-Theater Kammerlichtspiele“ mit 1000 Sitzplätzen. Am 18. Dezember 1913 eröffnete das Union-Theater Kammerlichtspiele als Filiale der Kammer-Lichtspiele am Potsdamer Platz mit der Berliner Uraufführung des Films Atlantis. Schon 1914 war von Plänen zur Umwandlung des Kinos in ein Theater zu lesen. 1915 erfolgten kleinere Veränderungen, so sind 1917 die „Lichtspiele Tauentzien-Palast“ mit 1000 Plätzen im Besitz von Ludwig Klopfer, dem nun langjährigen Betreiber. Die Eintrittspreise der täglichen Vorstellungen für das Groß-Kino liegen bei 0,50–3,00 M. Programme wechseln am Freitag. 1920 kommt der Tauentzien-Palast zur Universum Film AG, konsequenterweise heißt das Kino „Ufa-Lichtspiele Tauentzien-Palast“. Für 1921 sind 995 Plätze und im weiteren für 990 Plätze amtlich genehmigt. 1922 und 1927 folgen kleinere Änderungen im Tauentzienpalast, der zu Charlottenburg gezählt wurde, zeitweise ist die National-Film AG. als Inhaber eingetragen, ab 1927 wieder Ludwig Klopfer, wobei von ihm als Gründungsjahr 1919 angegeben wurde. 1927 wurde im Kinosaal auch eine Welthe-Kinoorgel eingeweiht. 1930/1931 bleibt das Filmtheater geschlossen für den Umbau durch Gustav Neustein für die Pächtergesellschaft Hein & Kreisle GmbH Hein & Kreisle GmbH mit Willy Hein und Fritz Kreisle. Diese geben als Gründungsjahr 1930 im Kino-Adressbuch an. Durch den Umbau erhält der Zuschauersaal 1028 Plätze, davon 732 im Parkett und 296 im Rang, ab 1932 sind es 1083 Plätze. Seither besteht die Tonfilmeinrichtung durch Klangfilm. 1. Januar 1936: die Tobis (Tonbild-Syndikat AG) weiht das Kino im Tauentzienpalast als ihr Uraufführungstheater mit dem Heinz-Rühmann-Film Wenn wir alle Engel wären ein. Betreiber ist 1937 die Ufa-Theater-Betriebs-G.m.b.H diesmal mit 1024 Plätzen. In den 1940er Jahren führt Fritz Glenz die Geschäfte der „Ufa“-Theater-Betriebs-GmbH im Ufa-Theater „Tauentzien-Palast“. Im Hause fanden Premieren der UFA-Filme statt, darunter im Jahr 1927 Die Sinfonie der Großstadt. 1929 wurde der Stummfilm Ich küsse Ihre Hand, Madame mit Marlene Dietrich und Richard Tauber uraufgeführt. Die Feuerzangenbowle mit Heinz Rühmann hatte am 28. Januar 1944 hier Premiere. Am 30. Januar 1945 war die letzte des von Joseph Goebbels in Auftrag gegebene Propaganda- und Historienfilm Kolberg. Im Zweiten Weltkrieg wurden 1945 die Nachbargebäude zur Passauer Straße total zerstört, der Tauentzienpalast schwer beschädigt. Die Ruinen wurden abgetragen. An seiner Stelle steht Ecke Nürnberger Straße zur Tauentzienstraße 19 (zur Passauer Straße folgt ein flacher Neubau mit Nummer 20) ein Neubau mit der (repräsentativen) Filiale einer Modekette. |
| Tauentzien-Tageskino ---- Tauentzien-Theater T.T.T Lichtspiele (Lage)               | Schöneberg Tauentzienstraße 19a             | 1909–1945 | In der Tauentzienstraße 19a neben dem Tauentzienpalast (Nr. 19) wurde seit 1909 (Berlin-Schöneberg) ein Kinematographentheater betrieben. Das „Flohkino“ lag im Hinterhof und war über einen langen Gang von der Tauentzienstraße links neben dem Tauentzien-Palast her erreichbar. Das Tauentzien-Theater oder T.T.T.-Tauentzien-Theater, auch T.T.T.-Lichtspiele (T.T.T. für Tauentzien-Theater-Tageslichtspiele) wurde von Direktor Franz Schuler als Inhaber betrieben. Als Eintrittspreis für die täglichen Vorstellungen – Programmwechsel am Freitag – 0,55–1,75 Mark angegeben. Für die zentrale Lage und die Nähe der des Tauentzien-UFA-Palastes bot sich das Konzept eines Tageskinos für finanzielle Rentabilität an. Die T.T.T.-Lichtspiele besaßen 180 bis 321 Sitzplätze. Mit der Inflation 1923 wurde Charles Wetzler der Inhaber und ab 1928 James Gabbe Teilhaber, ab 1931 sind Herbert Davidson und James Gabbe Kinoinhaber. Sie bauen auch 1931 die Tonfilm-Einrichtung (Klangfilm) ein. 1936 wird Julius Janowski der Inhaber und seine Geschäfte führte Elsa Belzing, 1940 Kurt Janowski und ab 1941 Dorette und Gerda Janowski. Im Zweiten Weltkrieg wurden 1945 die Gebäude vom Tauentzienpalast bis zur Passauer Straße, einschließlich des T.T.T.-Lichtspiele total zerstört. Mit der Beräumung der Ruinen wurde die Fläche für Neubebauung im West-Zentrum durch Modehandelsketten auf Grundstück 19 (Modehaus Peek & Cloppenburg) und 20 (Flachbau mit Leiser, Stottrop) genutzt. |
| Thalia-Theater (Lage)                                                               | Schöneberg Goebenstraße 7                   | 1910–1911 | „C. Alexander Wiebel eröffnete in Berlin, Goebenstr. 7, das ‚Thalia-Theater‘, Lichtkunstbühne.“ () Wiebel handelte 1910 in der Goebenstraße 7 mit Likören und betrieb sein Ladenkino im Haus auf etwa 60 m² Grundfläche, werbewirksam nach Thalia (Muse der komischen Dichtung und der Unterhaltung) benannt. Vorher ist Wiebel nicht im Adressbuch aufgeführt. Es war um 1910, in der Zeit der Wanderkinos, durchaus üblich, sich bei entsprechendem Besitz von Räumen einen Kinematographen zu beschaffen oder zu leihen, um geliehene Filme vor zahlendem Publikum zu zeigen. Bei Wiebel lief das Likör- und Kinogeschäft wohl nicht so gut, denn nach einem Jahr wurde er im Berliner Adressbuch nicht wieder aufgeführt. Das Wohngebäude blieb im Krieg unbeschädigt. Auf dem Grundstück Goebenstraße 7 gegenüber der Kirchbachstraße befindet sich ein sechsgeschossiger Altbau mit linkem Quergebäude als Wohnhaus und im Erdgeschoss befinden sich zwei Ladengeschäften an beiden Seiten vom Hauseingang, sowie an der rechten Hausseite die Durchfahrt zum Hof. |
| Titania (Lage)                                                                      | Schöneberg Hauptstraße 49                   | 1913–1943 | 1913 wurden durch die „U.T. Lichtspiel-Ges. mbH“ (Zimmerstraße 16–18) die UT-Lichtspiele (Union-Theater) im Neubau Hauptstraße 49 eröffnet. Im Gebäude befand sich das Druckhaus Felgentreff & Co. 1920 ist Alexander Grohmann Geschäftsführer für die UFA (Köthenerstraße 1–4), das „U.T.“ hat 800 Plätze und täglich Vorstellungen. Mit Übernahme durch die UFA wurde das Kino 1921 zum Ufa-Theater Schöneberg im Eigentum der Ufa-Theater-Betriebs GmbH in der Universum Film AG, die Geschäfte führt ab 1924 Max Hackbarth. Als das Kino an die National-Film-Theater GmbH überging verlor es den Rang als Ufa-Kino und hieß anfangs National-Theater mit 774 Plätzen. 1928 erhielt es seinen Namen „Titania“ (Titania-Theater, Titania-Lichtspiele) mit 769 Plätzen, den es bis zu seiner Zerstörung im Krieg 1943 trug. Die täglichen Vorführungen begleiteten fünf Kinomusiker. 1930 übernahm der Kinounternehmer Hugo Lemke die National anfangs mit v. Ebeling, ab 1932 mit Kaufmann Max E. R. Elsasser (Steglitz, Flemmingstraße 3a) als Geschäftsführer. 1931 wurde die Tonfilmeinrichtung von Klangfilm angeschafft und es gab eine mechanische Musik, das Kino hatte eine Bühne von 24 m² und 750 Plätze, ab 1934 genehmigte 380 Plätze. 1937 bildete Lemke die „Steglitzer Kinobetriebe Hugo Lemke & Co.“ für seine Lichtspielhäuser. Bei Luftangriffen 1943 auf Schöneberg wird die Bebauung zwischen Dominicusstraße und der alten Paul-Gerhardt-Kirche total zerstört. Danach entsteht auf dem Grundstück 49 in den 1950er Jahren das sechsgeschossige Wohn- und Geschäftshaus. Die Kinoerinnerung ist dadurch ausgelöscht. |
| Tonburg ---- Schöneberger Lichtspiele (Lage)                                        | Schöneberg Hauptstraße 11                   | 1919–1962 | 1919 wurde im Erdgeschoss des Kopfbaus Hauptstraße 11 zur Einmündung der Vorbergstraße (Ecke Verlängerte Belziger Straße) im Erdgeschoss des freigewordenen „Warenhauses A. Weiss“ das „Schöneberger Lichtspieltheater“ eröffnet. Das Schöneberger Lichtspiel-Theater von Direktor Bernhard Flakenfleck, dessen Geschäftsführer Berthold Falkenfleck ist, bot tägliche Vorstellungen für 350 Zuschauer. Im Jahr 1921 ist im Schöneberger Gewerbeteil Wilhelm Fuchs ist für 1920 mit kinematographischen Vorstellungen in der Hauptstraße 11 genannt. Im Folgejahr ist Fuchs nicht mehr notiert, das Kino war wohl vorerst geschlossen. Im Jahr 1922 ist die Russische Gesellschaft Charlottenburg Hauseigentümer (Ukrainske Slowe, Buch- und Zeitungsverlag). Der dort wohnende Kaufmann Rapaport engagierte sich im Kinobereich. Spätestens ab 1924 wurde Wilhelm Groß Kinobesitzer. Es gab tägliche Vorstellungen, das Programm wechselte jeden Freitag und Dienstag. Das Kino bot 295 bis 306 Plätze. Den Spielbetrieb unterstützten ein bis zwei Musiker. Im Jahr 1932 wurde das Kino von Architekt Otto Schmidt umgebaut. Wilhelm Lampl wurde Teilhaber von Groß. Mit dem Einbau der Tonfilmeinrichtung erhielt das Kino 1933 den Namen „Tonburg“ (Lichtspiel-Theater). Es gab Technik von Kinoton und eine „mechanische Musik“. Bis 1935 blieb Wilhelm Lampl Besitzer der Tonburg, anschließend wurde Ernst Metzger Inhaber. Nach ihm führte Erich Thomann das Kino. 1940/1941 übernahm Maria Keyser (aus NW 40, Alt-Moabit 121) das Kino. Im Krieg wurde das Gebäude mit dem Kino beschädigt. In den Nachkriegsjahren waren Wilhelmine & Otto Langer Inhaber der „Tonburg“ (Otto führt die Geschäfte), die ab 1948 wieder geöffnet hatte. Beim Umbau 1949 durch die Architekten Schallenberger und Krebs wurden die Kriegsschäden beseitigt. Die Tonburg-Lichtspiele besaßen für die drei täglichen Vorstellungen Verstärker Euronette/ Eurodyn, die Ernemann VIIB (ab 1952: Erko) und eine Dia-Einrichtung. Die Zuschauer-Kapazität umfasste 330 Plätze. 1954 werden Walter Feindt & Söhne Inhaber, ab 1956 Herbert Reiß. Er erweitert mit dem Angebot des UFA-Handels die Vorführmöglichkeit auf das Bild- und Tonsystem CinemaScope mit Lichtton (ein Kanal) und Format 1:2,35. Die Bestuhlung von Kamphöner sind teilweise Flachpolstersessel. Verstärker sind von Klangfilm, der Vorführapparat ist eine Erko IV (Reinkohle), das Dia ist tönend, es kommen die Jugend- und die Spätvorstellung hinzu. Ab 1959 ist Reinhard Schade der Inhaber und Herbert Reiss sein Geschäftsführer. Mit der allgemein abnehmenden Besucheranzahl schließt das Kino 1962. „Jenes Gebäude, [auf dem Schöneberger Grundstück an Hauptstraße 11 und Belziger Straße 1] welches zwar groß, aber durch seine bescheidenes Dach und seine triste Fassade eher plump als imposant wirkt und so gar keine Ähnlichkeit mehr mit seinem Ursprungszustand hat. Das irgendwie monströs wirkende Haus aus der Blütezeit Schönebergs weist ansonsten allerdings nur eine fast schon monoton wirkende Fassade in Grau- und Weißtönen auf, im Erdgeschoss durchbrochen von den Farben Rot und Grellgrün. Auf einem der rund um den Mittelteil laufenden Balkone befindet sich eine Werbung für das Hotel im Gebäude.“ Das Erdgeschoss des Hauses wird als Supermarkt genutzt. |
| Turma-Flora (Filmtheater) ---- Saalburg Lichtspiele (Lage)                          | Schöneberg Hauptstraße 144                  | 1921–1943 | „Ein neues großes Lichtspieltheater. Direktor Rudolph, der frühere Inhaber der Schauburg hat im ehemaligen Schwarzen Adler, Hauptstraße 144, ein neues großes Kino errichtet. Direktor Rudolph hat keine Kosten und Mühen gescheut, ein Lichtspieltheater schaffen zu lassen, das mit den schönsten Berliner Theatern konkurrieren kann und dem Geschmack des verwöhntesten Publikums Rechnung trägt. Das Theater wird mit der Filmoperette Miß Venus (Fabrikat der Notofilm-Gesellschaft) eröffnet.“ () Auf dem Grundstück gegenüber der Einmündung der Akazienstraße lag am Südende des Kaiser-Wilhelm-Platzes der Biergarten und der 8000 m² große Saal des „Schwarzen Adlers“. Die Saalburg-Lichtspiele wurden 1921 im ersten Obergeschoss des Seitenflügels eröffnet. Träger war die „Saalburg Film Bühnenschau GmbH“ im „Schwarzer Adler Schöneberger Volkstheater“, 1922 nutzen das Neue Operettenhaus Schöneberg, die Schwarzer Adler Variete und Sportarena Kurt Gründler, das Saalburg-Kino von Inhaber Karl Rudolph, das Westkammerspiele-Theater, der Direktor Sänger und eine Expedition der Berliner Morgenpost Gebäude und Grundstück Hauptstraße 144. Die Saalburg-Lichtspiele von boten tägliche Vorstellungen mit Kapazität für 996 Zuschauer. 1924 wird Karl Rudolph der Geschäftsführer für die „Schauburg Komm.-Ges.“ 1925 wurde die „Turma-Film-Ges. Philippi & Co.“ der neue Besitzer des oberen Kinos und änderte den Namen in Turma-Palast mit 979 Plätzen, ab 1937 ändert sich die Anzahl der Plätze für 950 Zuschauer. Im Erdgeschoss wandelte L. Saenger 1926 das Konzept seines „Neuen Operettenhauses Schöneberg“ zum „Flora Theater Variete Siegmund Flatow“ und wurde ebenfalls Kinobesitzer und verbindet Lichtspiel mit Varieté, die Bühne war 11 m × 5 m × 6 m. 1928 wurde auch für den Flora-Palast die Turma Film Gesellschaft Philipp & Co. die Inhaberin. Für den Turma-Palast gaben im Kinoadressbuch folgend die Inhaber 1921 als Gründungsjahr wieder und für den Florapalast 1926. Der Turma-Palast hatte 979 Plätze und tägliche Vorstellungen, dessen Bühne war 11,5 m × 6 m. 1931 schafft die Turma-Film-Gesellschaft Philipp & Co. die Tonfilmeinrichtung für beide Kinosäle an. 1933 wurde deren Träger zur „Gesellschaft für Kino und Theater mbH“ umgebildet. 1937 wurde letztlich Clara Rodermund zur Inhaberin von Turma-Palast und auch Flora-Palast, die auch Eigentümerin des Grundstücks war. Die beiden Spielstätten Turma-Filmtheater und Flora-Filmtheater führte sie 1941 unter dem Namen „Turma-Flora-Filmtheater“ zusammen. Die Inhaberin war bis zur Betriebsaufgabe Clara Rodermund. Der gesamte Gebäudekomplex an der Südseite der Hauptstraße an deren südwestlichen Übergang vom Kaiser-Wilhelm-Platz wurde bei den Luftangriffen zerstört. Der Kinobetrieb im Turma-Flora endet somit 1943. Die nach der Beräumung der Ruinen verbliebenen Brachflächen im Schöneberger Zentrum wurden neben dem Altbauhaus 140 mit Handelseinrichtungen bebaut. 1969 wurde in der Hauptstraße 141–144 ein Hertie-Kaufhaus errichtet. Dieses wurde im Anschluss an die Kaiser-Wilhelm-Passage 2014/2015 zum Kaiser-Wilhelm-Center saniert und als Einkaufszentrum umgebaut. |
| Ufa-Pavillon am Nollendorfplatz ---- UT-Lichtspiele Cines (Lage)                    | Schöneberg Nollendorfplatz 4                | 1912–1943 | In den Jahren 1912/1913 wurde für die „Deutsche Cines-Gesellschaft“ der erste eigenständige Kinozweckbau Berlins errichtet. Das monumentale Gebäude des Architekten Oskar Kaufmann hatte eine fensterlose Fassade und setzte dadurch einen städtebaulichen Akzent. In das Dach war ein großes kreisrundes Oberlicht eingebaut, was vollständig geöffnet werden konnte, sodass auch Vorstellungen unter freiem Himmel möglich wurden. „Gegenüber dem ‚Mozartsaal‘ ist ein eigenartiges Gebäude entstanden, das schon von aussen durch seine fensterlose und doch vornehme, originell wirkende Fassade die Blicke der Passanten auf sich lenkt. Die von innen erleuchteten Glasmalereien, welche den einzigen Schmuck des Eingangs bilden, lassen durch ihre symbolischen Figuren die Bedeutung des Hauses erkennen: ein Kinotheater. […] Das Theater zählt 850 Plätze, deren Preise sich zwischen 1 und 3 Mark bewegen und die sich auf Parkett, Rang und Logen verteilen. Die Treppe zum Rang führt nicht – wie beim deutschen Theater üblich – ausserhalb des Zuschauerraumes hinauf, sondern zu beiden Seiten des Parketts und bildet durch ihre in die Ranggalerie übergehende bogenartige Wölbung einen ganz eigenartigen Schmuck de Hauses. Alles ist streng modern, einfach und vornehm.“ () „Cines ist eine römische Kinematographenfirma, nach deren Namen am Nollendorfplatz ein von Oscar Kaufmann erbauter eigenartiger, fensterloser Steinbaukasten mit Sandsteinfassade benannt ist. Der Bau ist zweifellos wirkungsvoll; aber ebenso zweifellos passt er unmöglich in seine Umgebung hinein. Das Haus ist, wie sein Name, etwas Geheimnisvolles. Und in diesem „Cinestopp“ wurde am Mittwoch die Eröffnungsvorstellung gegeben: Quo vadis? Zunächst ein Wort über das Innere des Theaters: Entzückend. Gedämpftes, wirkungsvolles Licht fällt durch prächtige Bronzekugeln verteilt hernieder. Das ganze schlicht vornehm und einfach gehaltene Innere ist in zartes violett-weiss gehalten; selbst die zahlreichen ‚Platzanweiser‘ gefallen sich ausnehmend in ihren neuen violetten Frack-Livreen. Alles in allem ein Schmuckkästchen eigenster Art.“ () Von 1916 bis 1921 war die „Union Theater GmbH“ der Betreiber und der Kinoname war „Union“, auch U.T.-Lichtspiele. Mit der Übernahme der Gesellschaft durch die Ufa 1921 verblieb zunächst der Name („U.T. Nollendorfplatz 4“) und dieses wurde Eigentümer des Grundstücks. 1924 wurde der Kinoname „Ufa-Theater Nollendorfplatz“ und 1926 folgte „Ufa Pavillon“ mit 865 Plätzen, betrieben innerhalb der Ufa AG von der Ufa-Theater-Betriebs-GmbH. Diese erfolgte mit der Aufführung von Fritz Langs Metropolis. Gespielt wurde täglich und es gab eine Bühne von 11 m × 3 m. Die Tonfilmeinrichtung mit Klangfilm erfolgte 1931, es gab 640 Plätze. Im UFA-Pavillon wurden Filme uraufgeführt: am 12. November 1928 der deutsch-italienische Stummfilm Villa Falconieri, am 20. März 1928 die Winterolympiade-Dokumentation Das weiße Stadion und am 3. Oktober 1937 der Animationsfilm Reineke Fuchs, allerdings auch der NS-Propagandastreifen Opfer der Vergangenheit am 14. April 1937. Bis 1938 lag Berlin W30 Nollendorfplatz mit den Grundstücken 1–4 noch im Verwaltungsbezirk VII Charlottenburg und nur mit 5–9 im Verwaltungsbezirk XI Schöneberg. Im Jahr 1943 wurde aufgrund der alliierten Luftangriffe das Gebäude zwischen Kleist- und Motzstraße zerstört. Der Betrieb wurde eingestellt und das Kino geschlossen. In den 1960er Jahren entstand auf dem ehemaligen Kino-Grundstück gegenüber vom Metropol ein zwölfgeschossiges Wohnhochhaus, Nollendorfplatz 3/4. |
| Urania Filmbühne (Lage)                                                             | Schöneberg An der Urania 17                 | seit 1962 | Das Vortragszentrum des Vereins Urania e. V. (10787 Kleiststraße 13) bezeichnet sich nicht als Kino, jedoch bestehen regelmäßige Filmvorführungen im Programm. 1962 bezog die Urania den jetzigen Standort in Berlin-Schöneberg An der Urania, die Filmvorführungen begann am 10. November 1962. Es gibt zwei mit Kinotechnik ausgerüstete Säle, so ist in der Urania das größte Programmkino Berlins: preisgekrönte Filmen, Publikumserfolge und Raritäten. Bis 1999 war es der Hauptaustragungsort des Kinderfilmfestivals der Berlinale. Es werden fortlaufend 'Arthouse'-Filme der laufenden und vergangenen Saison gezeigt. Klassiker und Filme in Originalfassungen wurden seit 2000 nahezu eingestellt. Träger des gemischten Kulturprogramms in Kinosälen und Theater und das Angebot mehrerer Lesesäle ist die private „Deutsche Kulturgemeinschaft Urania Berlin“, die schon 1888 in der Invalidenstraße ein erstes Kulturhaus errichtete. Es folgte das Haus in der Taubenstraße 48–49 wo bereits Ufa-Dokumentarfilme gezeigt wurden. Der Humboldt-Saal hat 866 Plätze in 24 Reihen, Filme werden in Digital, 35-mm- und 70-mm-Analog (Multimedia-Vorträge bis Filme in 70-mm-Kopien) auf eine Leinwand von 6 m × 12 m mit Ton in Dolby Digital 5.1 abgespielt. Die Seitenwände sind holzvertäfelt. Es gibt eine vor der Leinwand eine Bühne. Indirekte Seitenwand-Beleuchtung und spitz zulaufende Leuchtstreifen in der Decke, dazu die roten Sessel und der dunkelrote Vorhang wirken warm. Der Saal wurde um den Jahreswechsel 2007/2008 renoviert, die Bestuhlung überarbeitet, die Wände neben der Leinwand dunkel gestrichen und ein neuer dunkler Teppich verlegt. Vor Beginn der Vorstellung gibt es den Kinogong. Der kleinere Kleist-Saal hat 284 bis 300 Sitze in 18 Reihen und bietet Wiedergabe in Digital- und Analog-35-mm-Technik auf eine 25 m²-Leinwand in Ton in Dolby SR. Er wird für die Kindervorstellungen am Nachmittag und bei Belegung des größeren Humboldt Saals genutzt. Der Saal bietet „Original 70er Jahre-Ambiente“ und wurde ebenfalls 2007/2008 saniert. Sitzpolster und Vorhang sind blau, Decke und Wände nach wie vor mit Holz vertäfelt. Die technische Ausstattung ist schwächer als im Humboldt-Saal. Trotz des Kulturanspruchs spielt auch die 'Urania' Werbung vor einem Film. |
| Victoria-Filmtheater (Lage)                                                         | Schöneberg Motzstraße 57                    | 1951–1967 | Das Grundstück Motzstraße 57 (zur Hohenstaufenstraße), unweit vom Victoria-Luise-Platz (namensbezogen für das Kino), war durch Kriegsereignisse schwer beschädigt worden. Nach der Beräumung wurde das Grundstück mit einem Lückenbau mit Kinoräumen gefüllt. „Eröffnung Victoria-Filmtheater, 435 Plätze, Berlin W 30, Motzstraße 57, Direktion Marie Luise Kandt und Marie Schöning. Technische Einrichtung von Klangfilm: Ernemann VII B-Projektoren. Erstes Berliner Filmtheater mit Opal-Glasfront.“ () Das Victoria-Filmtheater bot dreimal täglich Vorführungen für die Zuschauer auf 435 Plätzen. Jede Woche gab es zudem eine Spät- und eine Matiné-Vorstellung. Ab 1955 wurde Maria Schöning Inhaberin. Das Victoria-Filmtheater bot damals 423 Sitze. Mit der Ernemann VII B (Lichtquelle: Xenon) und zwei Klangfilm-Verstärkern wurde ab 1957 die Wiedergabe von CinemaScope mit Lichtton in Format 1:2,35 ermöglicht. Kinobesitzer waren Felix Kandt, Marie Schöning, Marie Bayer. Die Geschäfte führte Felix Kandt. Die verbliebenen 399 Kinosessel von Kamphöner waren teils in Flach- teils in Hochpolsterausführung. Das Kino war bis 1967 in Betrieb. Im letzten Betriebsjahr soll es Walter Jonigkeit geleitet haben. Im sechsgeschossigen sanierten Apartmenthaus Motzstraße 57 wurden die Erdgeschossräume eine Zeit lang von einer Buchhandlung genutzt. Aktuell stehen sie leer (Stand August 2024). |
| Viktoria-Luise-Lichtspiele (Lage)                                                   | Schöneberg Viktoria-Luise-Platz 5           | 1910–1943 | Die Viktoria-Luise-Lichtspiele befanden sich ab 1912 am Viktoria-Luise-Platz 5 neben dem Lette-Haus, in dem Gebäude Ecke Neue Bayreuther Straße 8 (seit 1958: Welserstraße 1). Ab 1912 sind die Lichtspiele von Schendels statt einer Papierhandlung im Adressbuch benannt. Mit den angegebenen 170 (amtlich genehmigten) Plätzen war es wohl ein Ladenkino. Die Besitzer der Luisen-Lichtspiele waren im weiteren 1913 E. Levy, 1914 und 1915 die Gebr. Thiem denen 1916 ein weiterer Inhaber folgte, 1917 und 1918 fehlt ein passender Adressbucheintrag, die Luisen-Lichtspiele waren wohl geschlossen. 1921 erwarb Heinrich Peiser das Eckhaus. Nach dem Kino-Adressbuch sind im Gebäude die „Victoria-Luisen-Lichtspiele“ von Alfred Jahnke mit 170 Plätzen und Vorführungen an den Wochentagen außer Mittwoch aufgenommen. Für 1924 sind es 140 Sitzplätze mit täglichen Vorstellungen und zwei Programmwechseln, auch ein bis zwei Musiker begleiteten die Filmvorführung. Lediglich 1924 war Wilhelm Jahnke als Inhaber aufgenommen, für einen Jahrgang fehlt Albert im Adressbuch. Im Jahre 1926/1927 wechselte das Kino den Besitzer. Im Berliner Adressbuch ist Walter Schibalski aufgenommen, im Kinoadressbuch vom Verlag Max Mattisson 1927/28 ist es noch Alfred Jahnke aus Berlin S59, Kottbusser Damm 75. Der Kinounternehmer Schibalski wurde von Frau Knepel (Geschäftsführer Schröder) und im Laufe des Jahres 1929 von Else Sennewald abgelöst, die im Erdgeschoss wohnte. 1931 folgte die Firma Oebels-Oebstroem Film GmbH aus SW 68 Friedrichstraße 7 von Henry Oebels-Oebstroem und H. Rodenbusch als Inhaber, die 156 Plätze anboten. 1933 war Herr Wolff und ab 1934 besitzt Johanna Heckendorf das Kino und wohnte als Privatiere in Berlin-Wilmersdorf, Wexstraße 23. 1935 erweitert die neue Besitzerin Johanna Heckendorf auf 158 Plätze, ließ täglich Filme vorführen, eine Tonfilmeinrichtung gab es nicht. Die Viktoria-Luise-Lichtspiele bestanden bis zur Zerstörung des Eckhauses am Viktoria-Luise-Platz mit der Neuen Bayreuther Straße durch Bombenschäden. Ende der 1970er Jahre wurde ein siebengeschossiges Wohngebäude im Erdgeschoss mit Gastronomie und Ladengeschäften und einem Dachwohngeschoss erbaut. |
| Wittenberg-Kino ---- Bristol-Lichtspiele (Lage)                                     | Schöneberg Kleiststraße 22                  | 1919–1935 | In der Kleiststraße 22 betrieb Andreas Barton das „Cafe von Hindenburg“, dessen Name zuvor Cafe Bristol war. Das Café im Eckhaus zur Bismarckstraße 37 unmittelbar am Wittenbergplatz hieß vor 1915 „Café Bristol“. 1920 richtete der Ingenieur Alfred Lampl hier die „Bristol-Lichtspiele“ ein, während die Räume im Besitz der Cafe v. Hindenburg A. Barton & Comp. blieben. Die zunächst mit 180 Plätzen angegebene mögliche Zuschaueranzahl wurde im weiteren auf 327 erhöht. 1923 benennt Lampel sein Kino als „Wittenberg-Kino“ mit 155 Plätzen genannt. Die Firma Cafe von Hindenburg ist aufgehoben, Barton ist als Kaufmann angegeben. Ab 1924 besaßen die Lichtspiele 200 Plätze. Vorstellungen erfolgten täglich, als Gründungsjahr ist im Kino-Adressbuch 1919 angegeben. Zur Begleitung von Stummfilmen waren zwei bis drei Kinomusiker angestellt. 1932 wurde von Lampel die Tonfilmeinrichtung angeschafft. Die Kleiststraße 22 gehörte wie die Nordseite des Wittenbergplatzes zum Verwaltungsbezirk Charlottenburg. Mit der Bezirksreform 1938 wurde die Bezirksgrenze von Schöneberg an die Kurfürstenstraße verschoben, seither gehört der Wittenbergplatz und das Gebäude mit dem vormaligen Kino zum aufgelisteten Ortsteil. Das Kino im Erdgeschoss der Kleistraße 22 wurde von Alfred Lampel 1933 aufgegeben, nach Eintrag im Kino-Adressbuch wurde Alfons Wolff der neue Kino-Eigentümer. Spätestens 1935 hat Wolff jedoch das Wittenberg-Kino geschlossen. Im Zweiten Weltkrieg wurde das östliche Eckgebäude am Wittenbergplatz schwer beschädigt. Auf dem Grundstück steht das siebengeschossige Geschäftshaus Kleistraße 22/ Bayreuther Straße 37, das als GEMA-Haus in den 1950er Jahren wiederhergestellt wurde. |
| Wochenschau am Tauentzien ---- Studio Tageskino (Lage)                              | Schöneberg Tauentzienstraße 7a              | 1930–1945 | Die Kinounternehmer S. Natkin und Hans Betzel eröffneten 1930 an der Ecke Tauentzienstraße 7a/Nürnberger Straße 60 das „Studio Tageskino“. Das Konzept war offensichtlich in zentraler Lage ein Aktualitätenkino. Geführt wurde es von Siegfried Platen. Platen war zeitweise zu Beginn der 1930er Jahre auch Geschäftsführer des Friedrichshainer Welt-Kinos, Berlin O 112, Boxhagener Straße 104. Mit 270 Plätzen und täglichem Spielbetrieb besaß das Tages-Kino eine Tonfilmeinrichtung. Ab 1933 wurde Eldon Bunar der Geschäftsführer und ab 1934 wurde Johannes Betzel -Besitzer mehrerer Kinos un Berlin und Dessau – der Alleininhaber. Bunar war für Betzel Mitte der 1930er Jahre Geschäftsführer im Babylon in Mitte (Berlin C 25, Kaiser-Wilhelm-Straße 27a → Karl-Liebknecht-Straße) 1939 erfolgte die Umbenennung in „Wochenschau am Tauentzien“. Bei den Luftangriffen auf Berlin wurde das Eckgebäude am Tauentzien zwischen 1943 und 1945 sehr schwer beschädigt. Dadurch war das Kino betroffen und der Spielbetrieb endete. Das sechsgeschossige Geschäftshaus an der Ostseite der Nürnberger Straße (Eckgebäude) liegt an der Grenze des Ortsteils Schöneberg. |
| Xenon ---- Colonna (Lage)                                                           | Schöneberg Kolonnenstraße 5/6               | seit 1909 | Am 1. Oktober 1909 wurde im Erdgeschoss des neu erbauten fünfstöckigen Wohnhauses Kolonnen- zur Feurigstraße ein Kinematographentheater eingerichtet. Friedrich Gilles führte das „Welt-Biograph-Theater“ als Theaterdirektor und bewarb es unter dem Namen „Effekt-Theater“ als „vornehmes Institut für belehrende Unterhaltung“, was für einen Anspruch sprechen sollte der den schlichten Kintopp überstieg. Das Ladenkino lag schlauchartig links neben dem Treppenhaus zum Seitenflügel des Hauses. 1911 hat „Theaterbesitzer“ F. Schröder die Spielstätte übernommen und war (allerdings nur noch) im Folgejahr als Theaterbesitzer genannt. Der Friseur Joseph Sokolowski folgt in der Kolonnenstraße 5.6 mit einem Gewerbeeintrag unter kinematographischen Vorstellungen. Von ihm kam der neue Kinoname „Colonna-Lichtspieltheater“. Nach Sokolowskis Tod führte Hedwig Sokolowski, verh. Rohde weiter. Es gab täglich Vorstellungen und das Kino ist mit 200 Plätzen angegeben. 1920 wurde Martha Kippermann zu den Colonna-Lichtspielen, ebenfalls Joachim Günther und Felix Reyher als Inhaber aufgeführt. Es folgte als Kinobesitzer Karl Ehlert (Schreibweise mit C und auch K). Er hatte 1921 den Betrieb der Viktoria-Lichtspiele in der Potsdamer Straße 108 aufgegeben. Für das Colonna blieb Carl J. Ehlert Kinobesitzer bis nach 1930. Es gab tägliche Vorstellungen, 200 (genehmigte) Plätze, die Kapazität wurde wohl auch mal auf 250 erhöht, und ein bis zwei Kinomusiker untermalte die Stummfilme akustisch. Danach wurde Emil Jorg mit seinem Geschäftsführer Heinzlothar Zehmisch 1931 Besitzer der Colonna-Lichtspiele. Als Gründung gibt er im Kino-Adressbuch das Jahr 1906 an und benennt zwei Musiker. 1932 erwarben Herbert und Anna Reiß das Kino für 15.000 Mark und betrieben es unter dem Namen Colonna bis 1974. und besaßen auch weitere Berliner Kinos. Mit Unterstützung von Willy Mangelsdorf (Schöneberg, Grunewaldstraße 35 III. Stock) wurde 1932 die Tonfilmeinrichtung von Tobis eingebaut. In der Mitte der 1930er Jahre wurde das Kino gedreht. Durch diese eigentlich unpraktische Drehung des Kinosaals ist an der Kolonnenstraße die schmale Leinwand, daneben das Kassenhäuschen, und hinten rechts ein abgeschlossener Projektionsraum entstanden. Der Altbau an der Kolonnenstraße hatte die Luftangriffe 1943 bis 1945 im Gegensatz zu den benachbarten Häusern unbeschädigt überstanden. „Direkt nach dem Krieg war das Kino wegen zusammengebrochener Stromversorgung nur für einige Tage geschlossen. Als die Russen kamen, wurden manches Mal von Soldaten mitgebrachte russische Filme in gemieteten Vorstellungen vorgeführt. Dann kamen die Amerikaner, die aber keine Verwendung für das Kino hatten.“ Das Kino blieb dadurch nach Kriegsende durch Herbert Reiß schnell weiter eröffnet, er war Inhaber und führte das Kino. Es ist mit 198 Plätzen angegeben. Täglich fanden drei bis vier Vorstellungen statt, in der Woche also 21 bis 28. Ab 1953 sind es 23 wöchentliche Vorstellungen, darunter Jugend- und Spätvorstellung. Technisch waren die Colonna-Lichtspiele mit einer Ernemann I-Vorführung und Lorenzverstärkern ausgerüstet, sowie der Dia-Einrichtung. Mit dem Aufkommen der Breitwandfilme 1957 wird die Technik durch den UFA-Handel aufgestockt. Für das Bild- und Tonsystem CinemaScope im Lichttonverfahren im Format 1:2,35 existierte eine Ernemann II und die Ernemann IV und die Dias können mit Ton abgegeben werden. Die Bestuhlung der 210 (208) Plätze von Bahre hat teilweise Flachpolstersessel. „Bis in die 1960er Jahre ging es besuchermässig laufend aufwärts. Durch die Einführung des Fernsehens kam dann der richtige Rückgang der Besucherzahlen. Während dann in den Ku'Damm-Kinos die neuen US-Filme liefen, hielt sich das Colonna weiterhin mit Filmen für die ganze Familie über Wasser.“ () In den 1970er Jahren wurde das Foyer auf Kosten einiger Sitzreihen vergrößert. Die Reiß führten Ende der 1960er Jahre die Kinoaktivität im Haus mit den „Freunden der deutschen Kinemathek“ weiter. 1974 konnte schließlich Karl Winter (nun „Verleih der Freunde der deutschen Kinemathek“) Reiß und diese dazu überreden, ihr Kino zu verkaufen. Er führte es bis 1978. Aus dem „Colonna“ wurde ein Programmkino. Allerdings verliefen diese Jahre längst nicht so erfolgreich, so wechselte das Kino alle zwei bis drei Jahre den Besitzer. 1983 erhielt das Kino bei einem solchen Wechsel den Namen Xenon. Die Betreiberwechsel gingen weiter. Kontinuität zog erst 1990 wieder ein als die „Sputnik Kino GmbH & Co. KG“ (Arndt, Habiger, Kruse, Müller u. a. GbR, Motzstraße 9) das Kino mit 128 Plätzen übernahm. Das „Xenon-Kino“ beansprucht nach dem Kreuzberger Moviemento das zweitälteste noch im Betrieb befindliche Kino Berlins und das älteste nachweisbare Kinemathographentheater Schönebergs zu sein. Als das Sputnik-Kollektiv 1995 auseinanderging, übernahmen die Sputnik-Gesellschafter Habiger & Wieske das Kino in Eigenregie, seitdem laufen schwul-lesbische Filme im Programm. Seit 2004 führt Andreas Wieske („Wieske FTB Filmtheaterbetriebe“) das Xenon allein. Ende Oktober 2013 wurde das Kino digital mit einem Christie Projektor CP2010 ausgerüstet und im Frühjahr (6. Februar bis zum 21. März) 2014 war wegen Komplettsanierung des gesamten Gebäuderiegels Kolonnenstraße 5/6 zu Feurigstraße 4 das Kino geschlossen und wurde gleichfalls saniert. Dabei wurden die ehemaligen drei Fenster des Kinosaals zugemauert, die Zuschauer kommen neben der Leinwand ins Kino. Das Kino hat einen Saal mit 140 Plätzen, eine Leinwand von 20 m² und Ton in Dolby Digital. Die rotleuchtende Neon-Schrift „Xenon“ wurde nicht wieder angebracht, sondern nur der Leuchtkasten für den Buchstabenanschlag. Nach wie vor liegt der Programmschwerpunkt auf dem queeren Film (als andersartig einschließlich transgender). Das Kinderprogramm ist mit rund einem Drittel der Gesamt-Besucherzahl ebenfalls bedeutend. Das Programmangebot des Kinos (Urkunden hängen im Foyer) wurde mehrfach vom Bundesminister des Innern ausgezeichnet. Das Xenon spielt nirgendwo anders zu sehende Erstaufführungen und Originalfassungen von schwul-lesbischen Filme, das sichert das passende Publikum. Im Saal sind die Wände mit schwarzen gefalteten Stoff bespannt und fünf Leuchter erhellen den Raum. Die Sitze haben einen blauen Kunstlederbezug, Holzarmlehnen und eine Metallkante im mittelhohen Nackenbereich. Der Raum steigt erst ab der 13. Reihe ganz leicht an, die Leinwand hat ein angenehmes Größenverhältnis zum Saal. |
| Berliner Theater (Lage)                                                             | Tempelhof Tempelhofer Damm 183              | 1916–1921 | Gustav Ernst hatte an der Berliner Straße 130 Ecke Albrechtstraße seine Lichtspiele 1916 unter dem Namen „Berliner Theater“ eröffnet. Das Kino hatte etwas über 200 Plätze (1920: 227; 1921: 233) und bot täglichen Spielbetrieb. Das Kinematographentheater von Bartoll bestand bereits 1910 im Hause. Das Kino-Adressbuch nennt das „Berliner Theater“ von Gustav Ernst letztmalig für 1921. Im Berliner Adressbuch ist Gustav Ernst seither als Kaufmann genannt. Das Haus Nr. 130 kam 1943 an die Karstadt AG. Bei der Umbenennung und Umnummerierung 1949 wurde die Adresse zu Tempelhofer Damm 183. Das beim Umbau gebildete Doppelgrundstück 183/185 liegt unmittelbar neben dem ehemaligen Kaufhaus Karstadt (vergl. dazu den unteren Eintrag). |
| Berolina (Lage)                                                                     | Tempelhof Bacharacher Straße 19–21          | 1958–1963 | Carl-Heinz Thews errichtete in der Bacharacher Straße 21, östlich der Bärensiedlung, in einem Flachbau an der Rohrbeckstraße im Jahr 1958 sein „Berolina-Filmtheater“ ein. Die östliche Seite der Bacharacher Straße (zw. Grundstück 13 und Rohrbeckstraße) war noch um 1950 unbebaut. Zuvor führte Thews seit 1956 das Lida in der Tauernallee. Die breite Rohrbeckstraße wurde zu dieser Zeit durch die angrenzende Grünanlage von 35 auf 13 Meter verengt. Die Hausgrenze orientierte sich an der Baufluchtlinie von 1912. Das Kino besaß 456 Plätze auf 600 m². Die Bestuhlung mit Hochpolstersessel stammte von Schröder & Henzelmann. Mit der Ernemann VIIB-Maschine (Lichtquelle: Becklicht), Verstärker von AEG und Klangfilm-Lautsprechern war die Wiedergabe des Bild- und Tonsystems CinemaScope in Lichtton auf 1:2,35-Format möglich. Bei täglichem Spielbetrieb wurden wöchentlich 17 (auch Matinee-/ Spät-)Vorstellungen gegeben. Mitbesitzerin war Thews Gattin Helene Thews. Nach dem Kinosterben der 1960er Jahre schloss 1963 auch das „Berolina“ und wurde an Möbel-Hübner verpachtet. Danach befand sich 20 Jahre lang eine Filiale der Supermarkt-Kette Bolle darin. Zuletzt ein Reichelt Lebensmittelmarkt. Der Bau wird aktuell von einem Großküchengeräte-Händler genutzt. (Stand August 2024) |
| Columbia (Lage)                                                                     | Tempelhof Columbiadamm 9–11                 | 1951–1993 | Das Kino lag direkt am ehemaligen Flughafen Tempelhof und war für die amerikanischen Militärs und deren Angehörige errichtet worden. „Die Air Force errichtete das Kino 1951 für ‚All US personal and their guests‘. Der Premierenfilm am 13. Oktober 1951 war die Warner Brothers Technicolor-Produktion ‚Captain Horatio Hornblower‘ mit Gregory Peck. Kurz darauf eröffnete auch die große Schwester des Columbia-Kinos, das OUTPOST an der Zehlendorfer Clayallee. Architektonisch orientieren sich beide Solitärbauten an der Klassischen Moderne. Angesichts der nach dem Mauerfall schwindenden Stärke der alliierten Truppen in Berlin wurde das Columbia-Kino schon vor dem 1994 erfolgten endgültigen Abzug der Militärs geschlossen und an die deutsche Seite übergeben. Wo die GIs in den 1950er Jahren ihren ‚Homesick-Blues‘ mit den neuesten Hollywoodstreifen und ihren lokalen Girlfriends trösteten, haben die Berliner Clubgänger und Freunde guter Musik seit November 1998 viel Spaß. Hier öffneten sich die Pforten des alten Kinos am Flughafen Tempelhof wieder und Berlin hatte einen neuen Club: den Columbiaclub“ () Das Gebäude am Columbiadamm 9–11 wurde nach dem Ende des Kinobetriebs als Veranstaltungshalle für Rock-Konzerte und steht unter Denkmalschutz. |
| Dorfeck-Kurfürst-Lichtspiele (Lage)                                                 | Tempelhof Alt-Tempelhof 17–19               | 1919–1964 | An der Südostecke zwischen der Dorfstraße Tempelhofs und der Fernstraße nach Dresden befand sich das Park-Restaurant Kreideweiß. Auf dem Grundstück (seit 1949: Alt-Tempelhof 17/19 und Tempelhofer Damm 145/146) des aufgelassenen Gasthofs mit Garten erbauten Carl und Emil Schneider 1911–1912 das fünfgeschossige Wohn- und Geschäftshaus „Zum Kurfürst“ mit Restaurant und Festsälen. Bis 1919 wurden die Gebäude Ecke Dorfstraße Berliner Straße 104/104a im Besitz des Baugeschäfts C. und E. Schneider E. als 147 und 148 (Hotel zum Kurfürst) neu nummeriert. Das Haus wurde 1919 (nach „Weltkrieg und Umsturz“) umgebaut. 1919 wurden in einem umgebauten Saal die „Kurfürst-Lichtspiele“ eröffnet, getragen von der „Victoria-Lichtbild-Theater GmbH von E. Ellermann & M. Förster“. Mit 900 Plätzen ein frühes Groß-Kino wurden tägliche Stummfilmvorführungen gegeben. Das Platzangebot wird im Kino-Adressbuch mehrfach geändert und lag zwischen 900 und 680 Sitzplätzen. Programmwechsel finden am Freitag und Dienstag statt. Eigentümer der „Kurfürst-Lichtspiele“ blieben bis 1931 Emil Ellermann und Max Förster. Mit der Umstellung auf Tonfilme im Jahr 1931 fand auch ein Eigentümerwechsel statt. Die Kurfürst-Lichtspiele wurden vom Berliner Kinobesitzer Bruno Juhnke in Teilhabe mit Max Lohde übernommen, Inhaberfirma war Juhnke & Lohde. Die Tonfilmtechnik kam von Kinoton. Das Kino hatte eine Bühne von 8 m × 6 m und bot 1200 Plätze. Ab 1934 ist die „Juhnke Lichtspieltheater GmbH“ Inhaber und das Filmtheater wurde von Bruno Juhnke, ab 1936 von Ernst Hilliger geführt. Von da an ist die Bühne mit 7,5 m × 5 m und die Platzanzahl mit 1157 verzeichnet. 1939 wird Engelbert Rech der Geschäftsführer und mit Brunos Tod 1940 führt Antonie Juhnke mit Geschäftsführer Richard Wachlin das Kino. „Der Saaltrakt befindet sich im Hofbereich. Vom Hof führen drei große Eingänge in den mit Emporen und einer Bühne ausgestatteten Festsaal. Im Untergeschoss gab es einen Bierkeller, zwei Kegelbahnen und eine Badeanstalt mit verschiedenen Dampfbad- und Massageräumen. Das öffentliche Bad ist noch heute in Betrieb. Im nördlichen Gebäudetrakt war das Restaurant ‚Zum Kurfürst‘ untergebracht, zu dem zwei weitere Säle gehörten.“ Die Besitzerin Antonie Juhnke führte das Groß-Kino in der Nachkriegszeit weiter, wobei die Säle und wohl auch der Kinosaal mit der Bühne, für die eine Theaterlizenz bestand, auch für andere Veranstaltungen genutzt wurden. Der Name der Spielstätte wurde in Dorfeck-Kurfürst-Lichtspiele geändert und die Besitzerin wurde durch Heirat zu Frau A. Sternfeld. Inhaber des Kinos war die Dorfeck-Kurfürst-Lichtspiele GmbH, anfangs führte Herr Sternfeld die Geschäfte. Die Adresse wurde durch die Straßenumbenennung zu Alt-Tempelhof 22 und mit der wechselseitigen Grundstücksnummerierung zu Alt-Tempelhof 17/19. Bei täglichen Vorführungen gab es 15 Vorstellungen in der Woche. Die Projektion erfolgte mit einer Ernemann VIIB-Apparatur und für den Ton gab es Philips-Verstärker. Das Kino bot 1211, ab 1957 1057 Sitzplätze. Ab dem letztgenannten Jahr wurden auch CinemaScope-Filme gezeigt, wobei die vorhandene Technik Einkanal-Lichtton erlaubte und SuperScope-Formate. „Das Großkino im Zentrum Tempelhofs schloß in den frühen 60er Jahren [1964], da der riesige Zuschauerraum wohl nicht mehr zu füllen war. Ansonsten ist auch in lokalen Quellen nichts über die Geschichte des Kinos zu erfahren.“ Zunächst kam ein Discount-Kaufhaus unter und in den 1970er Jahren waren die Diskothek „Cartoon“ im Haus. Nach mehreren Jahren des Leerstands zogen 2006 die jetzigen Betreiber in den kleineren der beiden denkmalgeschützten Säle mit dem Erotik-Nachtklub Insomnia mit themenbezogenen Veranstaltungen ein, die auch Internet-Suchmaschinen dominieren. |
| Kinematographentheater siehe dazu Berliner Theater (Lage)                           | Tempelhof Tempelhofer Damm 183              | 1910–1911 | Im Berliner Adressbuch ist für 1910 bis 1913 im Gewerbeteil von Mariendorf unter Stichwort „Kinematograph“ für die Schweriner Straße 87 Ecke Strelitzstraße Rudolf Bartoll eingetragen. Der erste Adressbuch-Eintrag nennt Rudolf Bartoll als Kinematographenfabrikant für das Jahr 1908. 1909 wohnt Bartoll in Mariendorf Schwerinstraße 78 Parterre. Im Gewerbeteil Mariendorfs ist 1910 das Gewerbe mit Kinematograph bezeichnet. Im Jahr 1910 eröffnete Bartoll in Tempelhof ein Kinematographentheater. Das Grundstück 83/84 war 1909 noch unbebaut. Er richtete sein Ladenkino im Erdgeschoss des Neubaus ein. 1911 hat Bartoll diese Spielstätte wieder aufgegeben. Ab dem Jahr 1913 wohnt Bartoll als Kaufmann in Mariendorf und zieht 1914 in die Schwerinstraße 72 um. Für 1915 ist kein Bartoll mehr in der Einwohnerliste geführt. Eventuelle Kriegsschäden des Wohnhauses wurden in den 1950er Jahren mit dem kurzzeitigem Kino am Gebäude Tempelhofer Damm 183/185 behoben. Zur Kaiserin-Augusta-Straße hin schließt sich das ehemalige Tempelhofer Kaufhaus Karstadt (Tempelhofer Damm 187/191) an. Dieses viergeschossige Wohnhaus direkt am U-Bahnhof Kaiserin-Augusta-Straße ist ein sanierter Altbau mit zwei Ladengeschäften im Erdgeschoss. |
| Kinematographentheater (Lage)                                                       | Tempelhof Friedrich-Wilhelm-Straße 18       | 1910–1911 | In der Friedrich-Wilhelm-Straße 18 hatte Paul Brux 1910/1911 sein Kinematographentheater eingerichtet. Die Wohnhäuser Friedrich-Wilhelm-Straße 17 und 18 gehörte dem Schriftsteller H. Pohlenk der selbst in Nr. 17 wohnte, unter den 14 Mietern im Haus 18 ist auch P. Brux Kinematographentheater genannt. Im Jahr 1909 ist Paul Brux noch nicht unter den Mietern, 1910 (Blatt 372, Teil I, S. 349) ist er in der Einwohnerliste eingetragen: Paul Brux Kinematographentheater Besitzer Tempelhof Friedrich-Wilhelm-Straße 18 pt. Er wohnte noch im Folgejahr dort. Im Berliner Adressbuch ist er als Profession Bauarbeiter aufgenommen. Das Wohnhaus selbst wurde vor 1900 errichtet. Zum Jahr 1912 gehörte das kleinere Haus 19 noch dem Schriftsteller Pohlenk. Die Häuser 17 und 18 gingen in den Besitz von Steinmetzmeister E. Meiendorf über. In Nr. 17 wohnte noch Redakteur H. Pohlenk, in Nr. 18 der Bauarbeiter Brux. Der 1913 erbaute Straßenbahnhof führte zum Abriss der Wohnhäuser 17/18/19. Im Berliner Adressbuch ist die Anmerkung „17–19 geh. z. Kaiserin-Augusta-Straße 76.77“ aufgenommen und zu diesem Grundstück an der Parallelstraße: „76.77 E: Gr.Berl.Straßenb.Act.Ges. (Berlin), V: Zimmermann, O., Bahnh.Vorst. Depot d. Straßenb.“ Heute befindet sich im ehemaligen Straßenbahnhof das Einkaufszentrum T-Damm Center. |
| Korso-Lichtspiele (Lage)                                                            | Tempelhof Tempelhofer Damm 2                | 1918–1964 | Das Kopfgebäude Tempelhofer Damm 2/ Kaiserkorso 155 gegenüber vom Platz der Luftbrücke befindet sich an der Einmündung der Manfred-von-Richthofen-Straße. Es steht unter Denkmalschutz. Errichtet wurde das Haus mit seiner runden Fassade 1912–1913 von Bruno Möhring und Hermann Speck, Umbauten erfolgten 1919 und 1936. Die „Korso-Lichtspiele“ wurden hier am Tempelhofer Feld nahe zu Kreuzberg im Jahre 1918 mit der (damaligen) Adresse Kaiserkorso 69/ Berliner Straße 1 eröffnet. Das Kino hatte 233 Plätze und es wurde täglich gespielt. Die ersten Inhaber der Korso-Lichtspiele waren Martin Gerold und Otto Kittel. Weiterer Inhaber war 1920 E. Rasenack & Co., ein Zigarrenfabrik aus Niederschöneweide. Wenigstens ab 1925 war Schlesinger & Skultzki GmbH mit dem Geschäftsführer Bruno Kagan Inhaber und für 1928 gingen die Lichtspiele an die „Vereinigte Lichtspiele des Nordens AG“ unter Führung von Freiherr von Brandenstein und für 1929/1930 an I. Bude. Dabei wechselt die jeweils angegebene Anzahl der Sitzplätze zwischen 235 und 285. Die täglichen Stummfilmvorstellungen werden von zwei Musikern akustisch unterstützt. Die Einführung von Tonfilm mit Technik des Unternehmens Kinoton wird 1932 vom neuen Inhaber Willi Warnke ins Kino-Adressbuch eingetragen. Durch Umbauten des Gebäudes 1936 bekam das Korso ein Platzangebot für 435 Zuschauer. In den 1920er Jahren änderte sich die Adresse in Kaiserkorso 155, offensichtlich war die Adressierung ab Mitte der 1930er Jahre als Berliner Straße 1 prägnanter. Ohne Wechsel des Standortes wurde nochmals 1949, als die Mehrfachbenennungen in Groß-Berlin beseitigt wurden, durch den neuen Straßennamen: Tempelhofer Damm 2. Warnke führte das Kino durch die Kriegs- und Nachkriegsjahre, wobei die Korso-Lichtspiele in den Jahren 1949–1952 nicht im Adressbuch aufgenommen sind. Vermutlich hat Willi Warnke die Wiedereröffnung erst 1953 durchgeführt. Die vorhandene Kinotechnik der 1950er Jahre bestand aus dem Apparat Ernemann IV, Verstärkern von Klangfilm und tönender Diaprojektion. Täglich gab es drei Vorstellungen. Durch Ergänzung vom UFA-Handel des vorhandenen Vorführsystem wurde 1957 das Bild und Tonsystem CinemaScope im Lichttonverfahren und im Format 1:2,35 erreicht. Die Bestuhlung aus Hochpolstersesseln stammte von Kamphöner. Ab 1961 war eine Schwerhörigenanlage vorhanden. Das Korso rechnete sich bei allgemein sinkenden Besucherzahlen wohl nicht mehr. 1964 stellten die Inhaber den Betrieb von Filmvorführungen ein. Das Kino-Adressbuch nennt wohl 1966 das Kino noch. Seither werden die Flächen im Erdgeschoss des attraktiv gelegenen Platzes durch verschiedene Ladengeschäfte – Supermarkt am Kaiserkorso entlang und Einzelhandel – genutzt. |
| Luxor-Palast (Lage)                                                                 | Tempelhof Manteuffelstraße 46               | 1951–1964 | „Am Sonntag vor Weihnachten 1951 wurde das ‚Luxor‘ als 200. Westberliner Filmtheater eröffnet. Der einstöckige Zweckbau entstand in der Rekordzeit von nur sechs Wochen. Inhaber war die neugegründete Kommanditgesellschaft ‚Wallis & Limberger‘, der auch die Häuser der Theaterbesitzerin Margarethe Wallis (‚Kino am Heinrichplatz‘ und ‚Texas‘ [in Kreuzberg]) unterstanden. Das Kino fasste 667 Plätze, die alle samt gute Sicht boten, da das Parkett stark überhöht war. Neuartig war die Verwendung von schwarzem Igelit für die Paneel-Verkleidung. Die Projektoren waren von Askania.“ () Das Kinogebäude war auf einem beräumten Ruinengrundstück erbaut worden. „1951 Eröffnung: Luxor-Palast, Berlin-Tempelhof, Manteuffelstraße 46. Kommanditgesellschaft Wallis & Limberger. 600 Plätze. Moderne Einrichtung. Ton: Klangfilm, Askania-Projektoren, Kinotechnik: Siemens.“ () Die „Wallis & Limberger KG“ blieb Inhaber bis zur Schließung 1964. Im Kino mit 567 Sitzplätzen wurden täglich Filme gespielt mit 23 Vorstellungen je Woche (eine Spät-, eine Jugendvorstellung). Die Theaterlizenz wurde für die Bühne von 7 m × 4 m erteilt. Für die Tonwiedergabe stand zur „Askania AP XII“ ein Verstärker von Klangfilm-Eurodyn M bereit, sowie die Dia-Projektion mit Ton. Mit dem Jahr 1957 wurden die Bild- und Tonsysteme CinemaScope und SuperScope in den Formaten 1:2,35 und 1:2 eingeführt. Dabei verringerte sich das Platzangebot auf 530 Zuschauerplätze. Die Bestuhlung stammte von Kamphöner. In den Zeiten der Kino-Krise und dem Rückgang der Besucherzahlen wurde der „Luxor-Palast“ Ende des Jahres 1964 geschlossen. Das Kinogebäude blieb erhalten und wurde von einem Gewerbebetrieb genutzt. Mittlerweile wurde es abgerissen und das Grundstück mit einem Wohnhaus und Ladengeschäft bebaut. |
| TeFi Filmtheater (Lage)                                                             | Tempelhof Alt-Tempelhof 59                  | 1957–1965 | 1957 wurde von Anne Gabrunas & Andreas Doli in einem freistehenden Kinobau (Architekt Gustav H. Schmidt) das Filmtheater eröffnet. Anne Gabrunas führte die Geschäfte. Die Inhaber blieben bis zur Schließung. Anne Gabrunas besaß in den 1950er und Anfang der 1960er Jahre weitere Kinos: Tivoli und Mali im Bezirk und das Charlottenburger MaLi. Das Gebäude des TeFi steht an der Südseite des Berlinickeplatzes von Alt-Tempelhof. Die Bebauung am Westende von Alt-Tempelhof zwischen Manteuffel- und Stolbergstraße wurde in den Nachkriegsjahren geändert und erneuert. Das Kinogrundstück (vormals Dorfstraße 2) war dadurch frei geworden. „Alte Ansichten zeigen ein weit ausschwingendes Vordach, welches nachts durch Neonröhren betont wurde und breite Schaukästen links und rechts der Eingangstür. Links oben am Gebäude prangte das geschwungene Logo Tefi, daneben lockte großflächige Plakatmalerei die Besucher an.“ Das Tefi war seit der Eröffnung mit Breitwandtechnik (UFA-Handel) eingerichtet. Für Bild- und Tonsystem CinemaScope war Einkanal-Lichtton, Einkanal-Magnetton und Vierkanal-Magnetton möglich, sowie die Bildformate 1:2,35 und 1:2,55. Dies erfolgte mit einer Vorführmaschine Askania AP XII und für den Ton mit Lautsprechern Isophon. Die 572 Plätze im Kino-Saal waren mit Halbhochpolster-Kinosesseln von Kamphöner ausgestattet. Auch eine Schwerhörigenanlage war vorhanden. Es wurden täglich Filme vorgeführt: 22 Vorstellungen und einer Spätvorstellung in der Woche. Im Jahre 1965 wurde der Kinobetrieb eingestellt. Der Kinobau ist noch in seinem Aufbau erhalten. Der mittlerweile angrenzende Schulbau 53/57 entstand in den 1960er Jahren. Die Nutzung des Gebäudes 59 erfolgt nun gewerblich. Derzeit (Stand 2024) ist das Gebäude ungenutzt. |
| Tivoli (Lage)                                                                       | Tempelhof Friedrich-Karl-Straße 1–3         | 1911–1968 | Der Saalbau in der Friedrich-Karl-Straße 1–3 steht unter Denkmalschutz. Das Tempelhofer Tivoli war ein Vergnügungsetablissement. Der von der Straße zurückgesetzte Saal wurde 1893–1895 von Maurermeister C. Müller errichtet und 1910–1912 umgebaut, wobei 1911 eine Nutzung mit Kinematographen eingerichtet wurde. Der Saalbau in der Berliner Straße 97 (seit 1949: Tempelhofer Damm 226) wurde durch Architekt Otto Krüger zum Kinematographentheater umgewandelt. Im Besitz von Meyer-Weinholz & Werbelow besaß die Einrichtung 800 Sitzplätze. 1920 wurde wieder erneut grundlegend saniert, wobei die Bestuhlung um 90 Grad gedreht wurde und nun parallel zur Straße verlief. Am 3. April 1920 wurde durch Werbelow & Meyer eröffnet, die das Programm „Filmsketchbühne“ nannten und es wurden auch Liveauftritte geboten. Im Herbst 1920 wurden die Tivoli-Lichtspiele Opfer eines schweren Einbruchs, bei dem fast die gesamte technische Ausrüstung abhandenkam. 1921 sind Werbelow & Gensche in der Berliner Straße 97 Inhaber der wiederhergestellten Spielstätte mit 800 Plätzen. Werbelow betrieb nach dem Umbau durch den Architekten Paul H. Wilke eigenständig weiter. 1924 bis 1929 war die Tivoli-Licht- und Schaubühne im Besitz von Eilermann & Förster, I. Bett & Co., ab 1925 Emil Eilermann und Max Förster. Bei täglichem Vorführungen wird das Programm am Dienstag und Freitag für mögliche 600 bis 671 Zuschauer gewechselt. Bei einem weiteren Umbau 1930 wurde das Podium an die nördliche Schmalseite verlegt und ein Zeiss-Lichtton-Gerät eingebaut. Zu 1931 gehen die Tivoli-Lichtspiele an die Juhnke & Lohde GmbH, Tivoli Tempelhof Lichtspielbetriebsges. mbH deren Geschäfte führen Bruno Juhnke und Max Lohde. Mit täglichem Spielbetrieb hat das Kino 1400 angegebene Plätze, zur Stummfilmbegleitung waren sechs Musiker angestellt. Die Vorführung von Tonfilmen in Technik von Kino ist ab 1931 auch angegeben. Die Bühne war 6 m × 5 m groß. Mitte der 1930er Jahre wurde die „Bruno Juhnke Lichtspielbetriebe Teupitz“ der Kinobesitzer und sein Geschäftsführer war Bruno Mayer. Die Anzahl der Sitzplätze wurde mit 967 im Kino-Adressbuch aufgeführt, die Bühne mit 9 m × 6 m. Schließlich führt Antonie Juhnke als Inhaberin mit Bruno Mayer das Kino weiter. In den Nachkriegsjahren wurde das Tivoli von Carl-Oscar Liebmann geführt. Nach einer Renovierung 1949 wurde das Tivoli-Filmtheater mit 910 Plätzen wiedereröffnet. Ab 1950 ist Antonie Juhnke als Inhaberin genannt, deren Geschäfte führte Anne Gabrunas. Für das Haus gab es eine Theaterlizenz und Varieté- und andere Vorstellungen waren auf einer Bühne von 9 m × 7 m × 7,5 m möglich. Die Platzkapazität war wiederum mit 965/ 967 genannt es werden täglich zwei Vorstellungen an Sonntagen drei gegeben. Zur Vorführung war die Ernemann III zur Projektion und Lorenz Te-ka-De zur Tonverstärkung vorhanden. 1952 wurden der Apparat Bauer B8 und Klangfilm-Verstärker angeschafft, zudem gab es 16 Vorstellungen je Woche. Dadurch ist ab 1957 CinemaScope ermöglicht. Für das Tonsystem kam dabei ein Dominar L als Verstärker und Lautsprecher Isophon Komb. 8 Effekt zum Einsatz im Tonsystem mit Einkanal-Lichtton und Einkanal- und Vierkanal-Magnetton und Bildformaten von 1:2,35 und 1:2,55. Die Bestuhlung von Kamphöner sind 953 Hochpolster-Klappsessel in 22 Vorstellungen zur Woche und zusätzlicher Spätvorstellung. Nach dem Ausscheiden von Antonie Juhnke übernahm 1967 deren langjährige Geschäftsführerin Anna Gabrunas das Filmtheater, die auch selbst weitere Kinos betrieb. Die Projektions-Lichtquelle war Becklicht, alle Dia-Formate waren mit Ton möglich und es gab eine Schwerhörigenanlage im Kinosaal. 1968 kam es zur Umwandlung des Kinosaals in einen Supermarkt mit abgehängter Decke. Mit dem 2002–2003 restaurierten Saalbau des Restaurants Tivoli ist ein typisches Vergnügungslokal der Jahrhundertwende zumindest teilweise erhalten geblieben. Das Gebäude beherbergt allerdings (Stand 2016) ein Fitness-Studio. |
| U.F.A.-Kino ---- Ufo Ufer-Palast (Lage)                                             | Tempelhof Viktoriastraße 13–18              | 1949–1992 | Von 1921 bis 1956 befand sich auf dem Gelände in der Viktoriastraße das Kopierwerk der AFIFA (Aktiengesellschaft für Filmfabrikation). Die AFIFA wurde 1925 zur UFA eingegliedert und mit ihr 1956 liquidiert. Das Kopierwerk wurde an diesem Standort wegen der Nähe zu den ehemaligen Ufa-Studios in der Oberlandstraße gebaut. 1949 wurde im Hauptgebäude des Ufa-Kopierwerkes vom Architekten Schmidt ein Kino-Saal mit 140 Sitzplätzen entworfen. Diese Kino-Einrichtung „Afifa“ war lediglich für die internen Filmvorführungen vorgesehen und genutzt. Ab 1953 wird der Saal auf 270 Plätze erweitert. Das Konkurrenz-Kopierwerk zur Ufa war die Mosaik-Film in der Lankwitzer Mühlenstraße. Beide Kopierwerke gingen 1974 in die Knie. Es wurde ein Rettungsversuch unternommen durch Fusion zur „Mosaik-Union“. Doch 1975 kam das Aus. Das Gelände gehörte nach der Auflösung der UFA-Stätten der Deutschen Bundespost. Am 9. Juni 1979 besetzte die Kommune die Stätten friedlich. Nachdem das verlassene Ufa-Gelände 1979 in das „Internationale Kulturzentrum Ufa-Fabrik“ umgewandelt wurde, gab es wieder öffentliche Filmvorführungen. 1981 wurde der ehemalige UFA-Kinosaal wiederhergestellt, mit neuer Technik ausgerüstet und als öffentliches Kino in Berlin-Tempelhof eröffnet. Es kam mit einem Teil der ehemaligen UFA-Filmgesellschaft zu Rechtsstreitigkeiten über den Namen dieses Kinos. So wechselte die Benennung des Kinos zunächst: alternativ als „Ufer-Palast“, später als „Ufo“. Schließlich wurde der Name per Gerichtsentscheid angeordnet: mit Punkten als „U.F.A. Palast“. 1982 wurde es als das erste Berliner Freilichtkino eröffnet. Hier begleitete u. a. Willy Sommerfeld Stummfilme live auf dem Klavier. 1986 eröffneten zwei kleine Filmstudios „UFO 2“ und „UFO 3“ in umgebauten ehemaligen Synchronstudios. Der Kinobetrieb im vorherigen Kinosaal wurde 1989 eingestellt. Das Freilichtkino wurde zunächst noch weiter betrieben. Nun umgebaut in einen Varieté-Salon, wird der ehemalige Kinosaal seit 1990 für Veranstaltungen, eher seltener für Filmvorführungen genutzt. Die ufaFabrik wurde ein selbstverwaltetes Kultur- und Lebensprojekt. Zum UFO Freilichtkino der „UFA Fabrik Berlin e. V.“ in der Viktoriastraße 13 sind 1993 im UFO Kino 1 150 Plätze und für UFO Kino 2 und UFO Kino 3 je 48 Plätze angegeben. Die Angaben zum Jahr 1995 sind 450 Plätze für Kino 1 sowie 180 und 99 Plätze. |
| Union-Theater (Lage)                                                                | Tempelhof Tempelhofer Damm 124              | 1912–1919 | In der Berliner Straße 8 an der Ecke Ringbahnstraße waren zunächst die „Tempelhofer Lichtspiele“ vom Kinobesitzer Willy Erxleben genannt. Er betrieb das Kinematographentheater im Jahr 1912, im folgenden Jahr fehlen Angaben zu einem Kino in der Berliner Straße 8 und der Kaufmann Willy Erxleben wohnte in der Borussiastraße 75 Gartenhaus parterre. Zum Jahr 1914 änderte sich die Adresse Nummer 8 durch Umnummerierung in der Berliner Straße zur Nummer 48. Nachdem wohl vorerst der Kinematograph ungenutzt blieb, ist Otto Wolf 1916 mit einem Kinematographentheater in der Berliner Straße 48 zu finden. Er betreibt das Uniontheater Ecke der Ringbahnstraße noch im Folgejahr. Nach ihm trägt sich für 1918 Max Getzvnski aus Berlin SO im Kinoadressbuch mit dem 200 Plätze umfassenden Union-Theater ein. 1919 ist schließlich Johanna Hintz aus Berlin-Treptow, Graetzstraße 13 die Besitzerin des Kinos mit 227 Plätzen, es hat jedoch bereits den Vermerk „Zur Zeit außer Betrieb“. Die Kinogeschichte endet wohl damit 1919 in diesem Hause. 1949 wird die Adresse in Tempelhofer Damm 124 umbenannt, wo sich ein Wohnhaus mit Ladengeschäften im Erdgeschoss befindet. |